# 金沢市

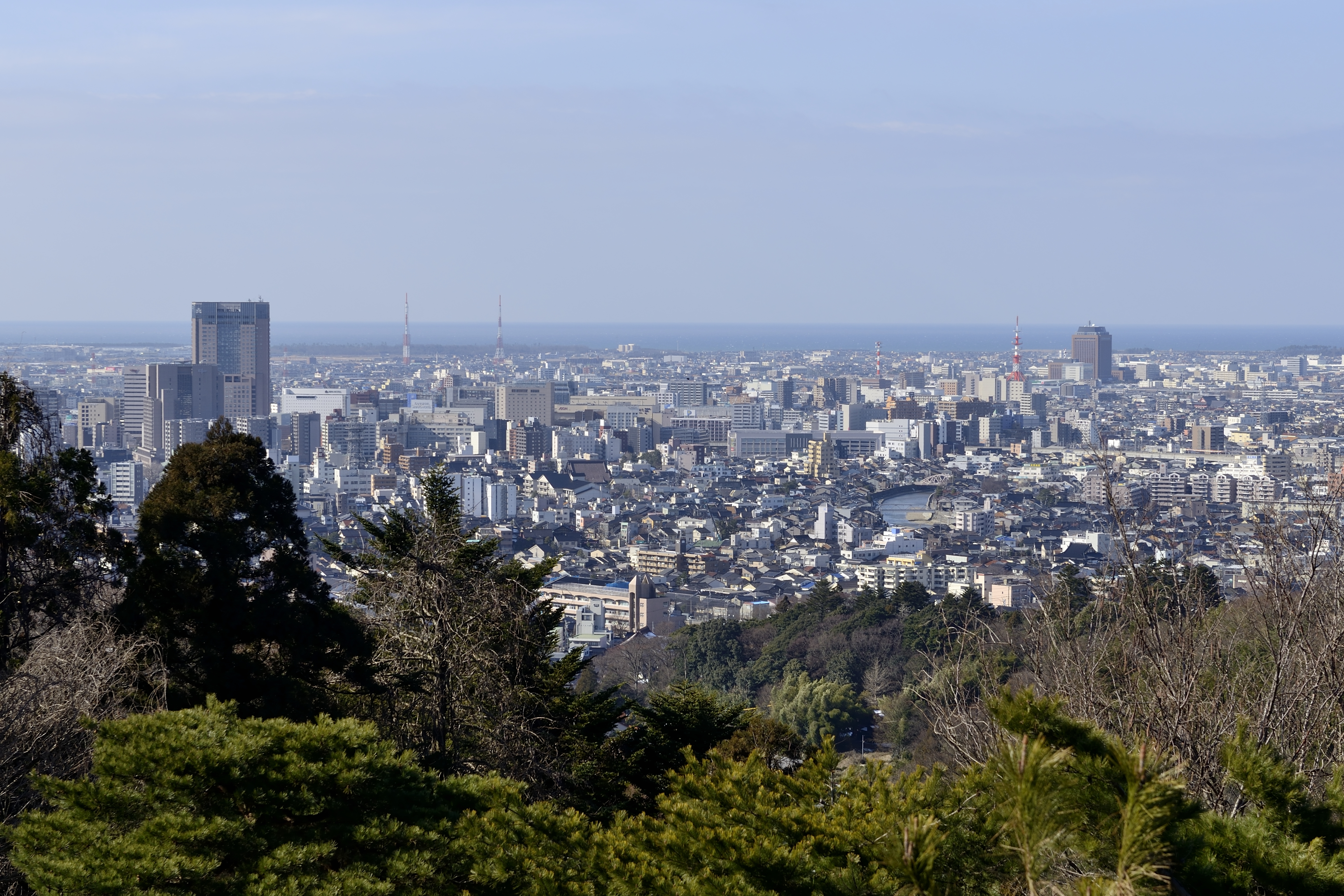
金沢市中心市街地

金沢市（かなざわし）は、石川県のほぼ中央に位置する市。石川県の県庁所在地および人口が最多の市で、中核市、保健所政令市、中枢中核都市に指定されている。

## 概要
江戸時代には、江戸幕府（約800万石と言われる）を除いて、大名中最大の102万5千石の石高を領した加賀藩（「加賀百万石」）の城下町として栄え、人口規模では江戸・大坂・京の三都に次ぎ、名古屋と並ぶ大都市であった。第二次世界大戦中にアメリカ軍からの空襲を受けなかったことから、ひがし茶屋街や長町武家屋敷跡など市街地に歴史的風情が今なお残っており、重要な観光資源となっている。空襲の被害者やその遺族が少ない地域という理由から、終戦間もないころには国際交流を目的として来日するアメリカ市民の滞在先としても選ばれた。また、長年の都市文化に裏打ちされた数々の伝統工芸、日本三名園の一つとして知られる兼六園、加賀藩の藩祖・前田利家の金沢入城に因んだ百万石まつり、さらに庶民文化（加賀宝生や郷土料理のじぶ煮など）などにより、観光都市として知られる。2009年にはユネスコの創造都市に認定された（国内では神戸市、名古屋市に続く3番目、クラフト&フォークアート部門ではアジア初）。2015年に金沢駅まで北陸新幹線が延伸開業したことにより、従来からの関西・中京圏のみならず、首都圏からのアクセスが大幅に向上した。
本州日本海側の都市としては政令指定都市である新潟市（約77万人）に次ぐ人口を誇る。北陸の富山県・石川県・福井県を管轄する国の出先機関が置かれ、大企業の「北陸支社」「北陸支店」も金沢市に置かれることも多い。中心市街地の香林坊・片町地区は北陸地方最大級の商業地として賑わっている。北陸3県の首位都市といったイメージがある一方で、北陸地方の人口や主要機能が当市に一極集中しているということでもなく、地域の主要企業である北陸電力や北陸銀行は本店を富山市に置いている。また、当市を中心とした金沢都市圏の人口規模は、富山市を中心とした富山都市圏より少ない。

## 地理

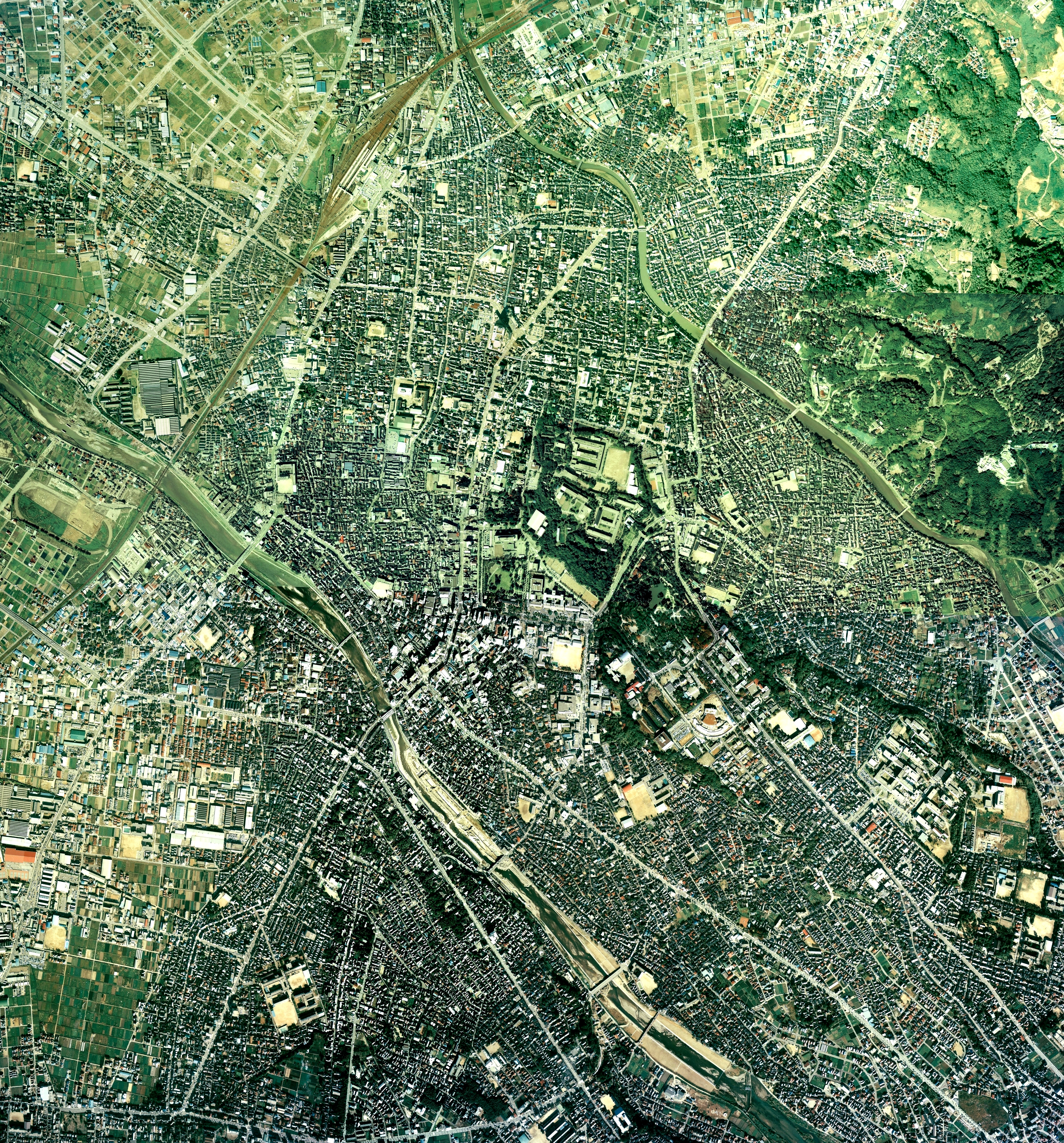
金沢市中心部の空中写真。南東から北西方向へ犀川と浅野川が流れる。1975年撮影の10枚を合成。。

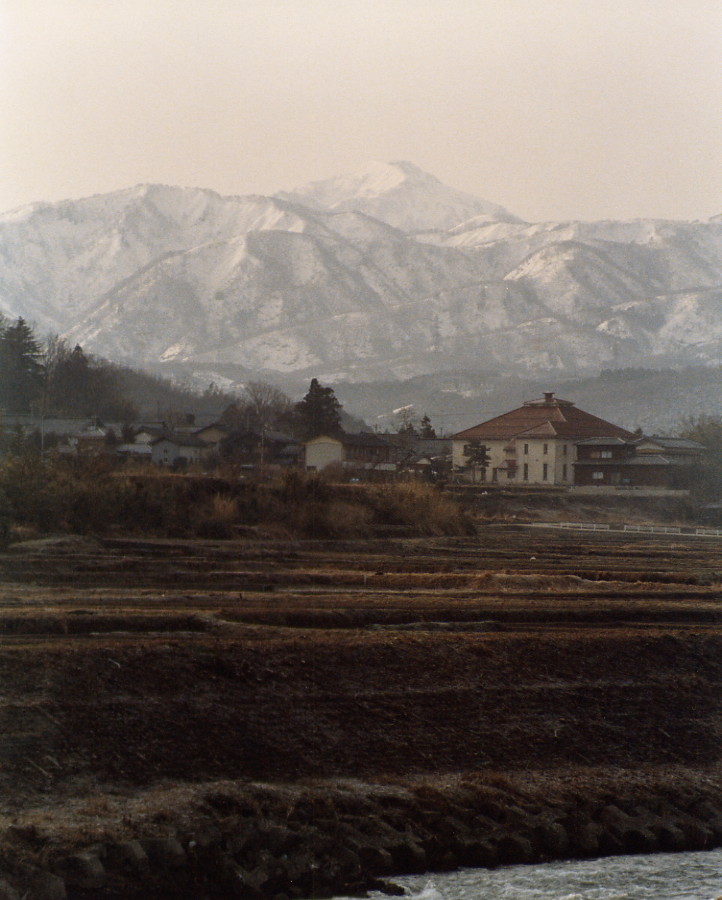
田上地区にあった旧浅川村役場跡（金沢市浅川出張所、1984年当時）

### 地理区分
地理区分は中部地方、北陸地方、北信越地方に属する。石川県内の地理区分では、加賀地方に属する。

### 地形
南東部は山地で、奈良岳（1,644m、金沢市の最高峰、犀川の水源）をはじめ、見越山 (1,621m)、大門山 (1,572m)、医王山（いおうぜん、939m）などがある。平野に近い部分は丘陵地となり、戸室山 (548m)、キゴ山 (546m)、野田山 (180m)、満願寺山 (177m)、卯辰山 (141m) などがある。戸室山・キゴ山は数十万年に形成された第四紀火山である。山地と平野の境界付近に森本・富樫断層帯が分布する。北西部は金沢平野で、犀川（別名おとこ川）、浅野川（別名おんな川）、金腐川（かなくさりがわ）、森下川（もりもとがわ）、伏見川、高橋川、内川などが流れる。犀川とこれに合流する伏見川は日本海へ直接注ぐが、他の川は河北潟へ流れ、大野川を経て日本海へ注ぐ。海岸部は砂丘となっており、河口部分は北向きに曲がっている。犀川上流には犀川ダムや内川ダムがあり、上水道や灌漑などに利用されている。犀川と浅野川は市内を並行して流れ、犀川北岸と浅野川南岸それぞれの河岸段丘に挟まれた台地が小立野台地である。小立野台地の西端に金沢城趾や兼六園がある。また、犀川南岸の河岸段丘は寺町台地と呼ばれる。

### 気候
日本海側気候で、年中湿度が高く、雲が発生しやすい。特に冬には雨・雪が降る日が多い。平年の雷日数が全国の県庁所在地の中で最も多く、そのほとんどは晩秋から冬に起こる。比較的好天が多いのは4月 - 5月と10月、夏にはフェーン現象が起きて最高気温が35℃を超えることもある。梅雨の影響は太平洋側と比較して少ない。12月から2月にかけては雪や雨が多い。雷を伴ってあられや雹が降ることもある。1987年以降の暖冬に加え、1991年10月23日に金沢地方気象台が中心部にほど近い弥生地区から、海風の影響で気温が高めで雪が積もりにくい沿岸寄りの西念地区へ移転して以降、観測される降雪量は急激に減っており、北陸の他都市はおろか鳥取市よりも積雪量が少なくなることが増えた。しかしながら、市の公表している積雪量 によると、気象台よりも兼六園のある市内中心部の方が積雪が多く、特に、金沢大学のある角間町などの内陸地域などは豪雪となりやすい。このように同じ市内であっても海側と内陸では積雪量が大きく異なっている。
降雪の深さ合計は平年で157cmと前々平年値（1971 - 2000年平均）の360cm、前平年値（1981 - 2010年平均）の278cmと比べて大きく減少した。気象台移転後の最深積雪記録は2001年1月16日の88cm、なお金沢地方気象台が現在の場所に移転する前の最深積雪極値は三八豪雪の1963年1月27日に記録した181cm。最後に積雪が1mを超えたのは1986年1月28日の113cmまで遡る。ただし、冬季の気温は曇りや雪の日が多く放射冷却が少ないため、最低気温は高め（1月の平均最低気温は1.2℃）であり、2000年代以降は暖冬傾向であること、また、除雪・融雪の体制が発達していることなどから、冬季の都市生活に支障は少ない。
湿度が高いため、伝統工芸の漆塗りや金箔製造に適している。
| 金沢地方気象台（金沢市西念、標高6m）の気候                   | 金沢地方気象台（金沢市西念、標高6m）の気候 | 金沢地方気象台（金沢市西念、標高6m）の気候 | 金沢地方気象台（金沢市西念、標高6m）の気候 | 金沢地方気象台（金沢市西念、標高6m）の気候 | 金沢地方気象台（金沢市西念、標高6m）の気候 | 金沢地方気象台（金沢市西念、標高6m）の気候 | 金沢地方気象台（金沢市西念、標高6m）の気候 | 金沢地方気象台（金沢市西念、標高6m）の気候 | 金沢地方気象台（金沢市西念、標高6m）の気候 | 金沢地方気象台（金沢市西念、標高6m）の気候 | 金沢地方気象台（金沢市西念、標高6m）の気候 | 金沢地方気象台（金沢市西念、標高6m）の気候 | 金沢地方気象台（金沢市西念、標高6m）の気候 |
| 月                                                           | 1月                                        | 2月                                        | 3月                                        | 4月                                        | 5月                                        | 6月                                        | 7月                                        | 8月                                        | 9月                                        | 10月                                       | 11月                                       | 12月                                       | 年                                         |
| ------------------------------------------------------------ | ------------------------------------------ | ------------------------------------------ | ------------------------------------------ | ------------------------------------------ | ------------------------------------------ | ------------------------------------------ | ------------------------------------------ | ------------------------------------------ | ------------------------------------------ | ------------------------------------------ | ------------------------------------------ | ------------------------------------------ | ------------------------------------------ |
| 最高気温記録 °C （°F）                                       | 21.2 (70.2)                                | 23.6 (74.5)                                | 27.1 (80.8)                                | 31.6 (88.9)                                | 33.7 (92.7)                                | 36.1 (97)                                  | 37.4 (99.3)                                | 38.3 (100.9)                               | 38.5 (101.3)                               | 33.1 (91.6)                                | 28.4 (83.1)                                | 24.7 (76.5)                                | 38.5 (101.3)                               |
| 平均最高気温 °C （°F）                                       | 7.1 (44.8)                                 | 7.8 (46)                                   | 11.6 (52.9)                                | 17.3 (63.1)                                | 22.3 (72.1)                                | 25.6 (78.1)                                | 29.5 (85.1)                                | 31.3 (88.3)                                | 27.2 (81)                                  | 21.8 (71.2)                                | 15.9 (60.6)                                | 10.2 (50.4)                                | 19.0 (66.2)                                |
| 日平均気温 °C （°F）                                         | 4.0 (39.2)                                 | 4.2 (39.6)                                 | 7.3 (45.1)                                 | 12.6 (54.7)                                | 17.7 (63.9)                                | 21.6 (70.9)                                | 25.8 (78.4)                                | 27.3 (81.1)                                | 23.2 (73.8)                                | 17.6 (63.7)                                | 11.9 (53.4)                                | 6.8 (44.2)                                 | 15.0 (59)                                  |
| 平均最低気温 °C （°F）                                       | 1.2 (34.2)                                 | 1.0 (33.8)                                 | 3.4 (38.1)                                 | 8.2 (46.8)                                 | 13.6 (56.5)                                | 18.4 (65.1)                                | 22.9 (73.2)                                | 24.1 (75.4)                                | 19.9 (67.8)                                | 13.9 (57)                                  | 8.1 (46.6)                                 | 3.5 (38.3)                                 | 11.5 (52.7)                                |
| 最低気温記録 °C （°F）                                       | −9.7 (14.5)                                | −9.4 (15.1)                                | −8.3 (17.1)                                | −1.6 (29.1)                                | 1.5 (34.7)                                 | 6.8 (44.2)                                 | 11.0 (51.8)                                | 13.1 (55.6)                                | 7.6 (45.7)                                 | 2.2 (36)                                   | −0.7 (30.7)                                | −6.7 (19.9)                                | −9.7 (14.5)                                |
| 降水量 mm （inch）                                           | 256.0 (10.079)                             | 162.6 (6.402)                              | 157.2 (6.189)                              | 143.9 (5.665)                              | 138.0 (5.433)                              | 170.3 (6.705)                              | 233.4 (9.189)                              | 179.3 (7.059)                              | 231.9 (9.13)                               | 177.1 (6.972)                              | 250.8 (9.874)                              | 301.1 (11.854)                             | 2,401.5 (94.547)                           |
| 降雪量 cm （inch）                                           | 67 (26.4)                                  | 53 (20.9)                                  | 13 (5.1)                                   | 0 (0)                                      | 0 (0)                                      | 0 (0)                                      | 0 (0)                                      | 0 (0)                                      | 0 (0)                                      | 0 (0)                                      | 1 (0.4)                                    | 24 (9.4)                                   | 157 (61.8)                                 |
| 平均降水日数 （≥0.5 mm）                                     | 24.9                                       | 20.2                                       | 17.5                                       | 13.4                                       | 11.8                                       | 11.6                                       | 14.2                                       | 10.4                                       | 13.2                                       | 14.1                                       | 18.2                                       | 24.2                                       | 193.6                                      |
| 平均降雪日数                                                 | 22.7                                       | 19.9                                       | 12.7                                       | 2.5                                        | 0.0                                        | 0.0                                        | 0.0                                        | 0.0                                        | 0.0                                        | 0.0                                        | 1.5                                        | 14.5                                       | 73.9                                       |
| % 湿度                                                       | 74                                         | 70                                         | 66                                         | 64                                         | 67                                         | 74                                         | 75                                         | 72                                         | 73                                         | 70                                         | 70                                         | 72                                         | 70                                         |
| 平均月間日照時間                                             | 62.3                                       | 86.5                                       | 144.8                                      | 184.8                                      | 207.2                                      | 162.5                                      | 167.2                                      | 215.9                                      | 153.6                                      | 152.0                                      | 108.6                                      | 68.9                                       | 1,714.1                                    |
| 出典：気象庁（平均値：1991年 - 2020年、極値：1882年 - 現在） |                                            |                                            |                                            |                                            |                                            |                                            |                                            |                                            |                                            |                                            |                                            |                                            |                                            |

| 旧金沢地方気象台（弥生町）・1961 - 1990年平均の気候 | 旧金沢地方気象台（弥生町）・1961 - 1990年平均の気候 | 旧金沢地方気象台（弥生町）・1961 - 1990年平均の気候 | 旧金沢地方気象台（弥生町）・1961 - 1990年平均の気候 | 旧金沢地方気象台（弥生町）・1961 - 1990年平均の気候 | 旧金沢地方気象台（弥生町）・1961 - 1990年平均の気候 | 旧金沢地方気象台（弥生町）・1961 - 1990年平均の気候 | 旧金沢地方気象台（弥生町）・1961 - 1990年平均の気候 | 旧金沢地方気象台（弥生町）・1961 - 1990年平均の気候 | 旧金沢地方気象台（弥生町）・1961 - 1990年平均の気候 | 旧金沢地方気象台（弥生町）・1961 - 1990年平均の気候 | 旧金沢地方気象台（弥生町）・1961 - 1990年平均の気候 | 旧金沢地方気象台（弥生町）・1961 - 1990年平均の気候 | 旧金沢地方気象台（弥生町）・1961 - 1990年平均の気候 |
| 月                                                  | 1月                                                 | 2月                                                 | 3月                                                 | 4月                                                 | 5月                                                 | 6月                                                 | 7月                                                 | 8月                                                 | 9月                                                 | 10月                                                | 11月                                                | 12月                                                | 年                                                  |
| --------------------------------------------------- | --------------------------------------------------- | --------------------------------------------------- | --------------------------------------------------- | --------------------------------------------------- | --------------------------------------------------- | --------------------------------------------------- | --------------------------------------------------- | --------------------------------------------------- | --------------------------------------------------- | --------------------------------------------------- | --------------------------------------------------- | --------------------------------------------------- | --------------------------------------------------- |
| 平均最高気温 °C （°F）                              | 6.1 (43)                                            | 6.5 (43.7)                                          | 10.5 (50.9)                                         | 17.4 (63.3)                                         | 22.2 (72)                                           | 25.2 (77.4)                                         | 29.4 (84.9)                                         | 31.2 (88.2)                                         | 26.7 (80.1)                                         | 20.9 (69.6)                                         | 15.3 (59.5)                                         | 9.8 (49.6)                                          | 18.4 (65.1)                                         |
| 日平均気温 °C （°F）                                | 2.9 (37.2)                                          | 2.9 (37.2)                                          | 6.0 (42.8)                                          | 12.1 (53.8)                                         | 17.0 (62.6)                                         | 20.8 (69.4)                                         | 25.2 (77.4)                                         | 26.6 (79.9)                                         | 22.1 (71.8)                                         | 16.1 (61)                                           | 10.8 (51.4)                                         | 6.0 (42.8)                                          | 14.1 (57.4)                                         |
| 平均最低気温 °C （°F）                              | 0.1 (32.2)                                          | 0.0 (32)                                            | 2.0 (35.6)                                          | 7.3 (45.1)                                          | 12.2 (54)                                           | 17.0 (62.6)                                         | 21.6 (70.9)                                         | 22.7 (72.9)                                         | 18.5 (65.3)                                         | 12.2 (54)                                           | 7.0 (44.6)                                          | 2.8 (37)                                            | 10.3 (50.5)                                         |
| 降雪量 cm （inch）                                  | 145 (57.1)                                          | 102 (40.2)                                          | 24 (9.4)                                            | 0 (0)                                               | 0 (0)                                               | 0 (0)                                               | 0 (0)                                               | 0 (0)                                               | 0 (0)                                               | 0 (0)                                               | 1 (0.4)                                             | 45 (17.7)                                           | 318 (125.2)                                         |
| 出典：NOAA（1961 - 1990）                           |                                                     |                                                     |                                                     |                                                     |                                                     |                                                     |                                                     |                                                     |                                                     |                                                     |                                                     |                                                     |                                                     |

| 医王山観測所（平等本町、標高:420m）の気候 | 医王山観測所（平等本町、標高:420m）の気候 | 医王山観測所（平等本町、標高:420m）の気候 | 医王山観測所（平等本町、標高:420m）の気候 | 医王山観測所（平等本町、標高:420m）の気候 | 医王山観測所（平等本町、標高:420m）の気候 | 医王山観測所（平等本町、標高:420m）の気候 | 医王山観測所（平等本町、標高:420m）の気候 | 医王山観測所（平等本町、標高:420m）の気候 | 医王山観測所（平等本町、標高:420m）の気候 | 医王山観測所（平等本町、標高:420m）の気候 | 医王山観測所（平等本町、標高:420m）の気候 | 医王山観測所（平等本町、標高:420m）の気候 | 医王山観測所（平等本町、標高:420m）の気候 |
| 月                                        | 1月                                       | 2月                                       | 3月                                       | 4月                                       | 5月                                       | 6月                                       | 7月                                       | 8月                                       | 9月                                       | 10月                                      | 11月                                      | 12月                                      | 年                                        |
| ----------------------------------------- | ----------------------------------------- | ----------------------------------------- | ----------------------------------------- | ----------------------------------------- | ----------------------------------------- | ----------------------------------------- | ----------------------------------------- | ----------------------------------------- | ----------------------------------------- | ----------------------------------------- | ----------------------------------------- | ----------------------------------------- | ----------------------------------------- |
| 降水量 mm （inch）                        | -                                         | -                                         | -                                         | -                                         | 150.7 (5.933)                             | 181.0 (7.126)                             | 270.9 (10.665)                            | 226.9 (8.933)                             | 267.5 (10.531)                            | 239.3 (9.421)                             | -                                         | -                                         | -                                         |
| 平均降水日数 （≥1.0mm）                   | -                                         | -                                         | -                                         | -                                         | 11.7                                      | 11.3                                      | 14.5                                      | 11.0                                      | 13.6                                      | 13.8                                      | -                                         | -                                         | -                                         |
| 出典：気象庁 （平年値：2003-2020）        |                                           |                                           |                                           |                                           |                                           |                                           |                                           |                                           |                                           |                                           |                                           |                                           |                                           |

### 隣接自治体
北側に内灘町、津幡町、東側に倶利伽羅峠、医王山などの山地を挟んで富山県小矢部市、南砺市、南側に白山市（旧松任市、旧鶴来町）、野々市市と接する。
- キゴ山からみた金沢市街。2007年5月。
- 卯辰山からみた金沢市街の夜景。2007年3月。
- 金沢市街空撮
- 代表的高峰、大門山
- 溶岩円頂丘、戸室山[6]

## 歴史

### 太平洋戦争以前
「金沢」という都市名は「昔、山科の地（現：金沢市郊外）に住んでいた芋掘り藤五郎が山芋を洗っていたところ、砂金が出たため、金洗いの沢と呼ばれた」という伝説による。
「金洗いの沢」は、兼六園内の金沢神社の隣りにあり、現在は「金城霊澤」と呼ばれている。
古文書における「金沢」の初見は、『高野山正智院聖教目録』に文明13年10月8日（1481年10月30日）付で記載された「加州金沢惣持寺」が知られている。
権門体制から幕藩体制への過渡期の時代、荘園性の崩壊と重課税で混沌とした中世には、強い支持を得た本願寺関連の一向一揆（一向宗）が治めた領地であった。当時、比叡山、京都五山、本願寺に代表される寺社勢力は中国と盛んに交易し大量の銭貨を得、経済的に幕府を支える存在であり対立していた。中でも京都五山や比叡山とは異なり、本願寺勢力は基本的に荘園を持たず、信徒からの喜捨により資金を集めていた。領地からの不安定な年貢や関所の通行税に寄らず、人の集積や経済活動に伴う需要や生産性増加に合わせて、中国から得た銭貨を用いたマネタリーベース増加が適切に可能であったことから経済的に栄えて自然と寄付金が増加した。蓮如たちは小高い丘の上に寺院を建設しその下を門前町とする都市計画（寺と町をセットとしたという意味での寺内町）を持っており、尾崎御坊など北陸の寺社・城跡でも同様の地形で寺内町の名残が残る。また、中世は幕府の内紛により権威が弱く地侍や盗賊がやりたい放題で、戦乱による財政難から度重なる徳政令で金融も麻痺していた。一方、本願寺の寺内町だけは、大量の資金、人材に恵まれ、規制緩和で酒や魚などの自由な商売が出来、軍事組織もあったため治安も良く、徳政令からも免れ、経済的に繁栄していた。従って、安心した暮らしを求めて帰依する者が多かったと考えられる。そして北陸は石山本願寺の財政基盤として重要な地域として機能していた。その中で、守護大名富樫氏一族の内紛に、地元武士、浄土真宗本願寺派と髙田派の内部抗争が入り混じった紛争が起こる。これに勝利した富樫正親と本願寺派勢力が内部対立を起こし、本願寺が勝利したことで、戦国大名化した寺社勢力の自治が行われていた。
延元4年（1339年）に金沢城址の場所に、本源寺（現西別院）が開創され、中世に寺社勢力が統治する直前には、棟梁、松田次郎左衛門が田井城（金沢の旧奥村河内守の屋敷から出羽町にかけての土地。松山寺周辺は二の丸、成瀬内蔵助宅周辺は三の丸、八坂は馬場）を居城としていた。松田次郎左衛門の先祖は京の北面武士で、観應のころ（1350〜1352年）に移り住んでいた。明応3年（1494年）、州崎慶覚坊（近江の土豪出身、一揆にて富樫政親を滅ぼす）に謀殺され、越中荒木村（現南砺市荒木）に逃れ、元亀8年（1508年）ごろには現南砺市城端に移り子孫は城端城に居住していくも、江戸時代には前田家から家禄千石を賜り城下町（金沢別院近く）に屋敷を拝領し廃藩まで居住することになる。
天文15年（1546年）、本源寺を尾山御坊（金沢御坊）と定めて、戦国時代の一向一揆の本願寺の拠点とした（本源寺はのちに前田利家・利常による寄進地で再建）。この寺内町（後町、南町、西町、後坊町）が現在の金沢市の原型と言える。天正8年（1580年）、織田信長配下の柴田勝家の甥佐久間盛政が尾山御坊を攻め落とし、その地に金沢城を築城した。その際に西町、南町の外に堤町、松原町、近江町、安江町、金屋町、材木町が形成され、『尾山八町』として城下町金沢の基礎となる。

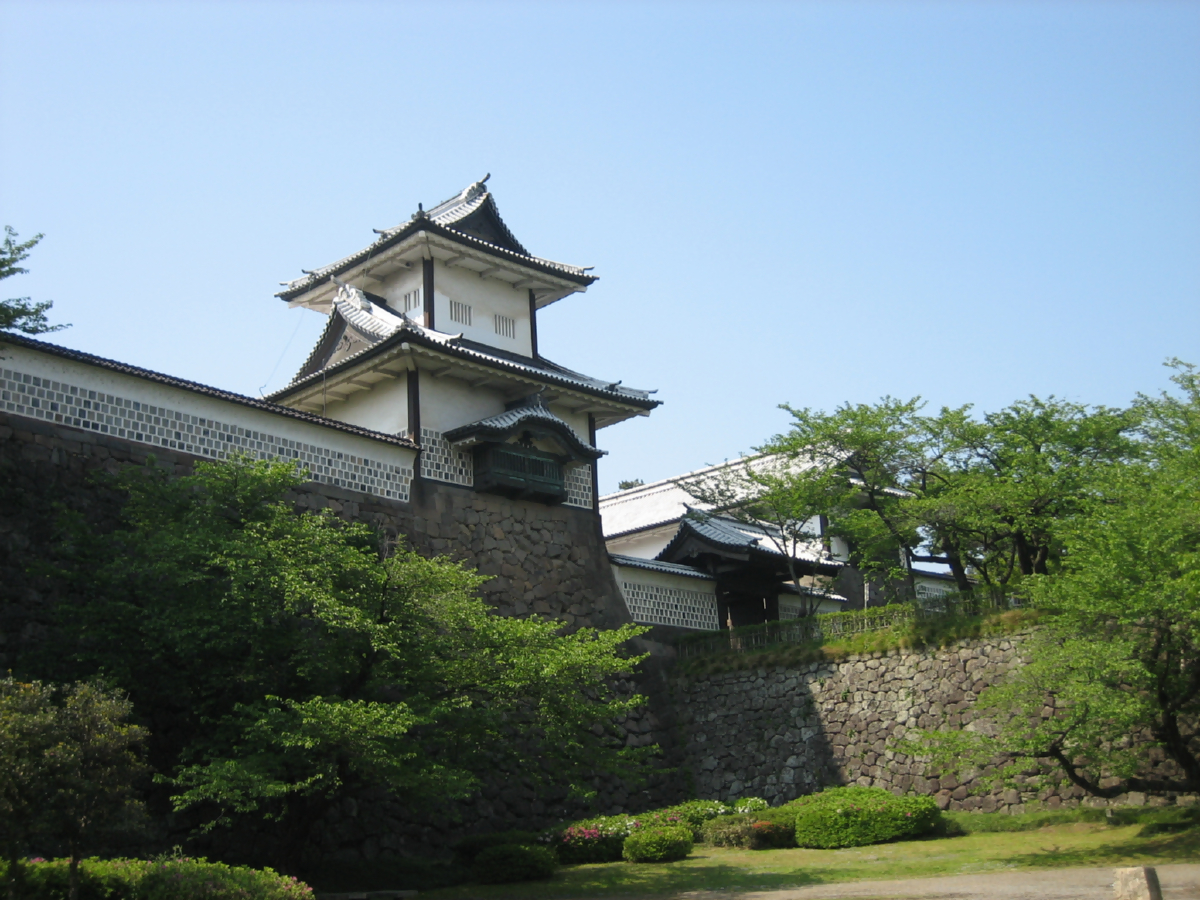
金沢城址

賤ヶ岳の戦い以降、前田利家が金沢城に入り、加賀藩の原型が形成された。一罰百戒が当たり前の封建時代で着実な占領政策を行い、徹底的に残酷な弾圧による恐怖統制を強いた。遺恨の痕跡や資料が旧加賀藩各地に残るとはいえ、顕著な加賀藩プロパガンダに成功し、さらには寺社勢力を懐柔できたことが加賀藩にとっては大きい。つまり、前田利家や加賀藩は一向宗勢力を中心とした寺社勢力の懐柔政策を以って利用し藩領の自治を行って行く。藩政初期寺社寺領の寄進は金沢市内中心でありほとんどが非一向宗寺院であった一方で、一向宗寺院に対して特例的に諸役免除などを行ったり、有力寺院（現南砺市の瑞泉寺や善徳寺など）に前田家の子女を縁女として送ったりなど懐柔策を徹底し、触頭として機能させ強固な統治を行った（特に南砺市の有力寺院への縁女は江戸時代を通じて送られた。そもそも農地開拓などは藩や武士の指導のもとで有力な農民や町民の協力が必要であり、武士の子女や縁女が送られ入ることもあった）。
利家は金沢城を人心の一新（羽柴秀吉に敵対した佐久間盛政色の一掃および一向一揆に加わっていた真宗門徒との融和）を意図して自身の出身地である尾張国にも通じる「尾山城」と改名するが定着せず、利家の晩年もしくは次代の前田利長の時代には再び「金沢城」の名前に戻した。城下町には二重の惣構が掘られ、環濠都市となり、現在でもその遺構を確認することができる。特に第3代藩主前田利常は宗徒の強い信仰心、つまり門主に対する絶対的信心や勤勉性を民政に利用することを考えた。金沢城の防備や、人別（現在の戸籍）を行うため、城下に散在していた寺社を3か所に移転・配置し、金沢城から南西の犀川流域、東側の卯辰山、南東の小立野台地の三ヶ所に集められ、それぞれが寺町寺院群、卯辰山山麓寺院群、小立野寺院群となった。

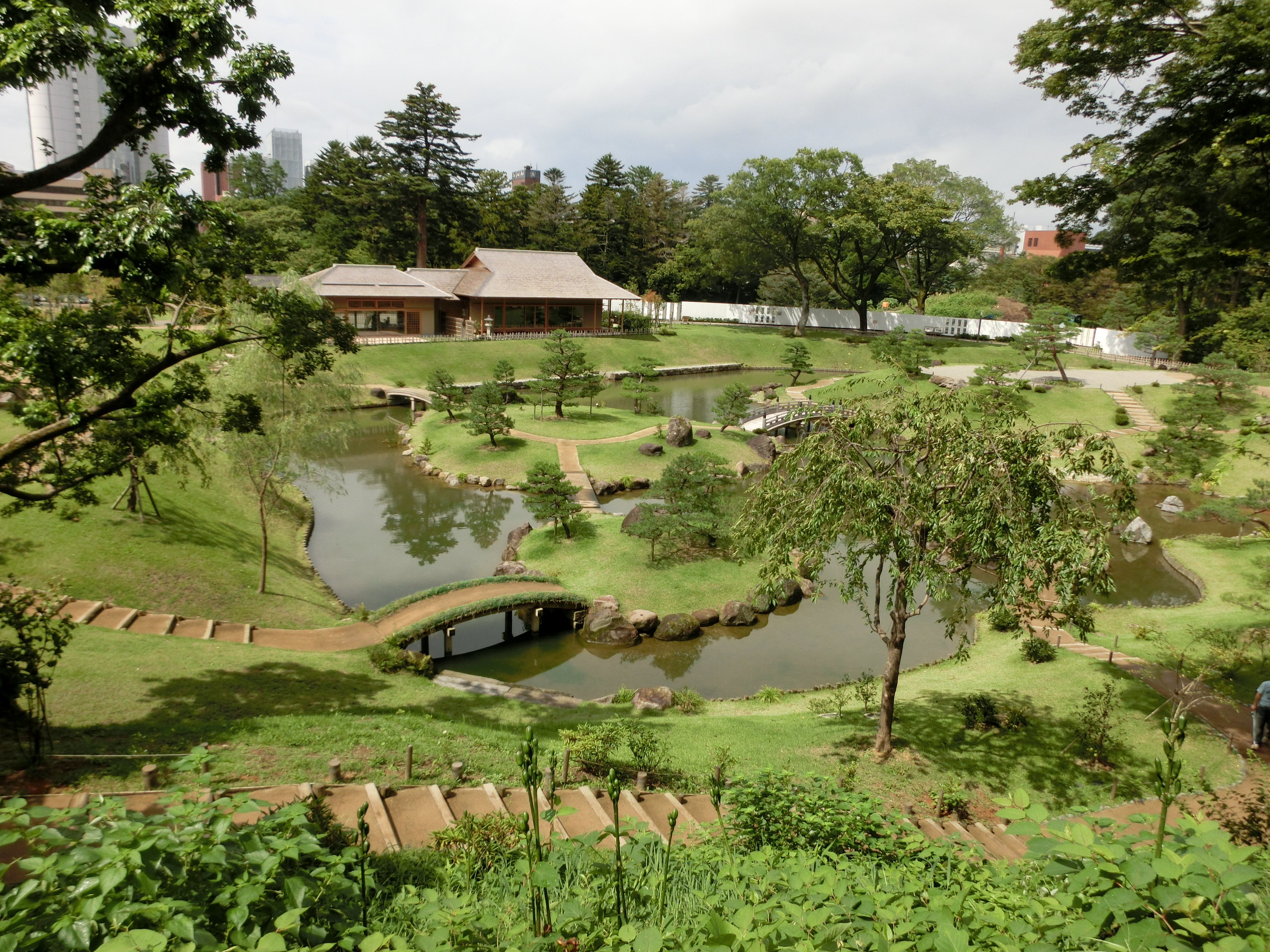
玉泉院丸庭園

慶長5年（1599年）に利家が死去すると、翌年には関ヶ原の戦いが起こる。利家の遺領を相続した長男の前田利長は、東軍の徳川家康につき、西軍に属した弟の前田利政の所領を戦後に与えられ、加賀国、能登国、越中国を有する大大名となる。第三代藩主前田利常の時代には、十村制や改作法といった農政改革を進め、支配機構の整備が行われ藩体制が確立した。また、利常の「百姓は死なぬ様に生きぬ様に」「百姓とゴマの油はしぼればしぼるほ程出る」からその統治思想が垣間見える。第五代藩主前田綱紀は名君として名高く、兼六園の前身にあたる蓮池庭（れんちてい）を作庭し、木下順庵や室鳩巣、稲生若水といった学者の招聘につとめ学問を振興した。また綱紀は和書や漢書、洋書などの多様な書物の収集にも努め、その書物の豊富さから新井白石は「加賀は天下の書府」と言ったと伝えられている。集められた書物や美術工芸品の収蔵品は尊経閣文庫と呼ばれ、現在では前田育徳会により保存管理されている。その後金沢は150余年に渡り、加賀百万石の城下町として繁栄することとなる。参勤交代の時、前田氏は約2,000人の家来を従え、現在の価値で片道約7億円をかけて江戸との間を往来した。
以下江戸時代の藩政史料や地図、明治初期の統計書に記録されている金沢町の人口をまとめる。但しその多くが町奉行支配場（本町、地子町、旧門前地、大工地）の町方人口に関するものであり、主に寺社奉行支配地（門前地）に居住した僧侶・神職ほか、武家屋敷や一部町方・寺社方に居住した士分・武家奉公人については人口に関する資料がほとんど残っていない。
| 元号              | 西暦       | 家数   | 人口    | 備考 | 典拠                     |
| ----------------- | ---------- | ------ | ------- | --- | ------------------------ |
| 寛文4年           | 1664年     | 9,868  | 55,106  | 本町2532戸1万9845人、地子町7336戸3万5261人                                                                                                  | 『越登賀三州志』         |
| 寛文5年           | 1665年     | 7,350  |         | 地子町のみ | 『改作所旧記』           |
| 寛文7年6月        | 1667年     | 8,667  | 59,101  | 本町1332軒1万9840人、地子町7335軒3万9261人                                                                                                  | 『稿本金沢市史』         |
| 延宝年中          | 1675年ごろ | 9,927  |         | 本町2186軒、地子町7081軒 | 『金沢古蹟志』           |
| 延宝年中          | 1675年ごろ | 3,959  |         | 武家屋敷分。士分1677軒、足軽1953軒、小者305軒                                                                                               | 『延宝金沢図』           |
| 貞享2年           | 1685年     | 8,448  |         | 地子町のみ | 『国事雑抄』             |
| 貞享3年           | 1686年     | 8,326  |         | 地子町のみ | 『国事雑抄』             |
| 元禄3年           | 1690年     | 13,601 |         | 寺社奉行支配地を含む。寺社243戸、山伏65戸、 百姓85戸、非人4戸、穢多4戸、町其外遊民1万3209戸                                                 | 『加賀藩史料』           |
| 元禄3年           | 1690年     | 17,601 |         | 金府家数凡1万3601戸、外に士家奉公人分家4000戸の合計                                                                                         | 『加賀藩史料』           |
| 元禄9年           | 1696年     | 11,927 |         | 本町2536戸、地子町9391戸 | 『金沢古蹟志』           |
| 元禄10年春        | 1697年     | 12,085 | 68,636  | 本町2285戸1万8949人、旧門前地大工地354戸2630人、 地子町9446戸4万7057人                                                                      | 『加賀藩史料』           |
| 宝永7年6月21日    | 1710年     | 12,558 | 64,987  | | 『国事雑抄』             |
| 宝暦5年           | 1755年     | 13,443 |         | 外に侍屋敷1365軒（但し知行持のみ） | 『稿本金沢市史』         |
| 文化7年8月        | 1810年     | 13,792 | 56,355  | 本町2540戸、旧門前地384戸、地子町1万0754戸、大工胆煎等114戸                                                                                 | 『越登賀三州志』         |
| 文化7年8月        | 1810年     | 14,909 |         | 町奉行支配地1万3792戸、寺社奉行支配地1117戸の合計                                                                                           | 『越登賀三州志』         |
| 文化8年           | 1811年     | 11,070 |         | 本町2112戸、地子町8958戸。 但し本町4胆煎、地子町3胆煎分戸数不足                                                                             | 『城下町金沢』           |
| 天保9年閏4月      | 1838年     | 15,273 | 35,841  | 町方・寺社方合計、人口は15歳以上のみ | 『金沢町数人口調』       |
| 安政4年2月        | 1857年     | 13,485 | 58,506  | 町方・寺社方合計、他支配2186軒を除く。 本町2650軒1万2019人、地子町9478軒4万0803人、門前地1351軒5684人                                       | 『金沢町家数人数高』     |
| 安政4年2月        | 1857年     | 15,671 |         | 町方・寺社方合計、他支配2186軒を含む。 本町2784軒、地子町1万1281軒、門前地大工地1600軒                                                      | 『金沢町家数人数高』     |
| 文久3年5月以降    | 1863年     | 15,720 |         | 町方・寺社方合計、他支配を含む。 本町3049軒、地子町1万1342軒、大工胆煎等127軒、門前地1202軒                                                 | 『町役人名帳』           |
| 明治2年8月        | 1869年     | 15,715 |         | 1胆煎分戸数不足 | 『町役人名帳』           |
| 明治2年8月        | 1869年     | 13,562 | 60,789  | 町方・寺社方合計、支配違2634軒を除く | 『金沢町家教調』         |
| 明治2年8月        | 1869年     | 16,196 |         | 町方・寺社方合計、支配違2634軒を含む | 『金沢町家教調』         |
| 明治3年閏10月10日 | 1870年     | 17,222 | 56,295  | 居住制限撤廃後、家数は集計不完全、人口は町方人別之者のみ。 東郷3253軒1万2093人、西郷2263軒7943人、 南郷6600軒1万8960人、北郷5106軒1万7294人 | 『稿本金沢市史』         |
| 明治4年2月        | 1871年     | 24,744 | 123,363 | 全身分合計。士族4932戸2万6028人、 卒4607戸2万6888人、平民1万4907戸6万8810人、 元神官39戸139人、寺院259戸1032人、御預人466人                 | 『金沢名数』             |
| 明治4年8月        | 1871年     | 24,146 | 123,453 | 第1区3253戸、第2区3635戸、 第3区882戸、第4区1836戸、第5区4068戸、第6区3369戸、第7区4103戸                                                   | 『石川県史料』           |
| 明治5年1月29日    | 1872年     | 37,880 |         | 壬申戸籍による本籍戸数・人口。第1区5610戸、第2区5411戸、 第3区6026戸、第4区2717戸、第5区6272戸、第6区5080戸、第7区6763戸                    | 『石川県史料』           |
| 明治6年1月1日     | 1873年     | 35,788 | 109,685 | 本籍戸数・人口 | 『金沢市統計書』         |
| 明治6年1月1日     | 1873年     | 34,580 | 109,685 | 本籍戸数・人口 | 『日本地誌提要』         |
| 明治6年1月1日     | 1873年     | 34,883 | 109,685 | 本籍戸数・人口 | 『明治八年共武政表』     |
| 明治9年11月1日    | 1876年     | 23,995 | 108,758 | 本籍家数・人口 | 『石川県史料』           |
| 明治11年12月9日   | 1878年     | 23,937 | 108,263 | 本籍家数・人口 | 『石川県史料』           |
| 明治12年1月1日    | 1879年     | 23,915 | 107,878 | 本籍家数・人口 | 『明治十一年共武政表』   |
| 明治12年1月1日    | 1879年     |        | 107,876 | 本籍人口 | 『日本全国郡区分人口表』 |

金沢城下は、1822年（文政5年）に藩主前田斉広が遠藤高璟に命じて測量を行い、1828年（文政11年）までに詳細な地図である「金沢十九枚御絵図」を完成させており、市内の状況把握が可能となっている。
「今津甚四郎書出候人数一巻」 によると、享保6年（1721年）の金沢藩の15歳以上の御家中人口は6万7302人(おそらく武家奉公人を含む）。また『金沢市史』や『藩制一覧』によると、明治3年閏10月10日の旧家中人口は、華族1戸11人、士7797戸2万8683人、卒9703戸2万7038人、仲間・小者（平民扱い）2699戸5938人の合計20,200戸61,670人（但し戸数は成人男性数（名数））。江戸時代中期以降、金沢城下町に居住する武家・武家奉公人人口は4万人から5万人で推移したと推測される。以下に2人の研究者による江戸時代から明治初期の金沢の推定総人口を列挙する。なお土屋敦夫の推計人口には神社仏閣数と僧侶・神官人口（明治4年2月の時点で298箇所1171人）が加算されていない。また斎藤誠治が明治11年調として『明治十一年共武政表』より引用している人口は、正確には明治12年1月1日調のものである。
| 年号     | 西暦   | 土屋敦夫 (1980) | 土屋敦夫 (1980) | 土屋敦夫 (1980) | 斎藤誠治 (1984) |
| 年号     | 西暦   | 城下町 合計     | 武士町 居住     | 町人町 居住     | 斎藤誠治 (1984) |
| -------- | ------ | --------------- | --------------- | --------------- | --------------- |
| 慶安3年  | 1650年 |                 |                 |                 | 114,000         |
| 寛文4年  | 1664年 | 86,300          | 31,200          | 55,100          |                 |
| 貞享2年  | 1685年 |                 |                 | 62,200          |                 |
| 元禄10年 | 1697年 | 111,200         | 42,600          | 68,600          |                 |
| 宝永7年  | 1710年 |                 |                 | 70,600          |                 |
| 寛延3年  | 1750年 |                 |                 |                 | 128,000         |
| 宝暦5年  | 1755年 | 116,600         | 44,900          | 71,700          |                 |
| 文化7年  | 1810年 |                 |                 | 68,900          |                 |
| 文政4年  | 1821年 | 114,600         | 46,500          | 68,100          |                 |
| 天保9年  | 1838年 |                 |                 | 73,500          |                 |
| 嘉永3年  | 1850年 |                 |                 |                 | 118,000         |
| 文久3年  | 1863年 |                 |                 | 73,600          |                 |
| 明治4年  | 1871年 | 122,900         | 48,100          | 74,800          |                 |
| 明治11年 | 1878年 |                 |                 |                 | 107,878         |

江戸時代の金沢の人口は17世紀後半には10万人を超え、江戸、大坂、京の三都には及ばないものの、名古屋と並ぶ日本第4位から第5位の都市として発達し、美術工芸など現在に受け継がれる都市文化が花開いた。江戸時代は金銀複本位制であったため、マネタリーベースの増加に金銀山を領内に保有・管理することは重要であった。特に、参勤交代などの出費（金銀）が定期的に必要な中で領内のマネタリーベースを増加させようと思うと、領内産物を大都市に輸出し貨幣（金銀）を得る必要があった為、江戸時代は大都市が不況に陥ると途端にデフレに陥る構造をしていた。しかし、金銀山を有していれば、自前でマネタリーベースを増加させることができ（江戸後半にかけて、それでも不足し藩札が重要となってきた）、加賀藩は「越中七金山（加賀藩極秘金山でいわゆる黄金郷）」「尾小屋鉱山、金平金山、遊泉寺銅山（現小松市）」「刀利銀山」など、多数の鉱山を所有していたため、非常に経済的に潤っていた。そのような経済的潤いが背景となり、文化が花開いた。江戸時代の武士の給与体系は石高制であり、基本的に米で支給されていた。従って、江戸時代末期になるにつれ、経済の発展と共に米以外の商品作物など高価なものが増え、武士はどんどん貧乏になっていった。逆に百姓は、農業のみに専念しているわけではなく工商などを営むことで、経済発展に寄与し裕福であった。従って、大多数の武士は農工商も営んで生計を立てていた。また、加賀藩の十村制においては豪農と呼ばれる特別に裕福な者もいた。生産性の向上と共に、金銀山の採掘のみならず、藩は藩札によりマネタリーベースを増加できたことが要因と考えられる。さらに、天明の大飢饉を境に北前船に代表される海上輸送が発達。1811年（文化8年）に加賀藩の御用商人だった銭屋五兵衛が海運業に参入し、蝦夷地との回漕業、大坂の米相場や保険まで行い、藩への献上金の見返りに北方領土やイギリス、ロシアと密貿易を行ない、莫大な利益を得て加賀一の金持ちとまで言われていた。広く加越能では米の増産を奨励、絹織物の生産に努めた（尚、生糸・加賀絹は現南砺市と小松市が主体であった）。1859年（安政6年）の開国以降、金銀の含有量をペースとした固定相場制になり、激しい自国通貨安であったため、当時の日本の生糸はヨーロッパの半値以下で購入できた。特に生糸貿易は成長産業として発展することになり、明治維新後の軽工業中心の経済の礎となった。
幕末から明治維新のころの金沢は人口において東京、大阪、京都、名古屋に次ぐ日本第5位の都市であったが、明治時代に入ると産業・交通発達の基軸が太平洋側へと移り、明治20年ごろには六大都市を形成することになる神戸や横浜にも人口で抜かれる。金沢は明治維新後に城下町の大消費者であった武士の失業と士族授産の失敗により、特に経済が落ち込こみ激しい人口流出が起きたためである。というのも、明治維新後の徴兵国論の布告により士族は軍事専門担当から外れたにも関わらず、露頭に迷うことを防ぐために秩禄が供給され続けたことで世間の反感を買い、士族は生活困窮に加え世間的にも肩身の狭い状態に陥っていた。以降、段階的に、家禄税（累進課税による徴収）、家禄奉還制度（家禄放棄による現金・秩禄公債支給・農業用土地の低価販売）、廃刀令、秩禄処分に至ったことで、不平士族により西南戦争が起き、翌年には加賀藩出身の士族により大久保利通が暗殺されるほどであった。そして、明治10年代に士族(旧藩時代における平士以上の家系)の9割以上は転出したが、もともと生活水準が比較的低くかつ他の生業に従事していた軽輩の武士は、明治維新による生活の急激な変化を受けることが比較的少なく、ある程度は残ったと考えられている。万石以上の上級武士は、一部は中級武士と同様に公務職などに転身したが、一方で明治期以降の消息が不明な者が少なくなく、かつての地位に対応した格式や生活習慣を引きずりつつ各方面からの支援も受けられないまま債務不履行や行き場がなくなった（無職の）者も多かったと推測される。尚、江戸時代、嫡子以外は藩につかえず町人や農民になれば藩士ではなくなっていため、末裔がいないという意味ではない。さらに、近代化の日本において最大産業であった軽工業は旧加賀藩領では隣県の現富山県南砺市旧城端町（加賀藩時代の絹織物の主力都市）を中心に発展した。しかし、没落した士族を救済する為に 長谷川準也 が、製糸・撚糸会社を設立し、当時全国で2番目の規模を誇った（全国初の官営範器械製糸工場は富岡製糸場）。製糸織物業が金沢の産業として広がり、国内初の力織機も開発された。また、北陸本線が全国的に見ても早期に敷設されるなどの鉄道導入が進んだりと、物資流通が変貌したことで、概ね金沢・大聖寺などの鉄道駅や市街地が発展していった。さらに金沢には旧制第四高等学校（金沢大学の前身）や日露戦争の旅順攻囲戦で知られる陸軍第九師団が置かれ、学都・軍都として栄えていった。大正、昭和と電気機械化が進んだが、加賀藩時代に藩の有力財源であった銅の採掘権を取得した竹内明太郎（吉田茂の実兄）が、採掘の電気機械化とともに小松鉄工所（後のコマツ）を設立、工作機械、鉱山用機械を製造した。
1927年（昭和2年）1月、北陸地方が豪雪となり金沢市内でも3メートルの積雪を記録。家屋の倒壊が相次いだ。また、同年4月21日には横安江町から火災が発生。強風に煽られ延焼して733戸が全焼する大火となった。
第二次世界大戦中には軍管理工場の指定を受け軍需を支えた多数のモノづくり企業が金沢市を中心に県内に創立された。尚、陸軍第九師団の全国屈指の軍事演習場が、加賀藩時代には鷹狩場であった隣県南砺市立野原に造られ、立野原監的壕 が市の史跡として今でも残る。第二次世界大戦中は機銃掃射など（金沢空襲）があったものの大規模空襲を免れ、古い町並みが残った（石川県内では空襲で60人以上が死傷した）。

### 年表（第二次世界大戦後）
- 1946年（昭和21年）：金沢美術工芸専門学校（現：金沢美術工芸大学）開校[31]。
- 1947年（昭和22年）
  - 10月：第2回国民体育大会が石川県で開催。金沢市でも陸上やサッカー、テニスなど多くの競技が開催される[32]。
  - 10月：昭和天皇が市内に行幸（昭和天皇の戦後巡幸）。国体（前述）への出席のほか、稚松小学校、絹織工場などを訪問[33]。
- 1948年（昭和23年）
  - 11月：石川県立病院（現：石川県立中央病院）が発足[34]。
  - 金沢市消防本部（現：金沢市消防局）が設置される。
- 1949年（昭和24年）：金沢大学が開校[35]。
- 1950年（昭和25年）3月：金沢市立平和町児童図書館が開館[36]。
- 1952年（昭和27年）
  - 2月3日 - 金沢刑務所に押しかけた在日朝鮮人150人が暴動。表門の鉄扉を破壊して北朝鮮国旗を立てるなどの抗議活動を展開した[37]。
  - 商工まつり（現：金沢百万石まつり）が初めて開催される[38]。
- 1957年（昭和32年）9月26日：世界連邦平和都市宣言[39]。
- 1962年（昭和37年）
  - 3月15日：交通安全都市宣言[39]。
  - 5月：金沢市観光会館（現：金沢歌劇座）が竣工[40]。
- 1963年（昭和38年）
  - 1月27日：金沢地方気象台、観測史上最大の積雪181 cmを記録[41]。
  - 4月：北陸本線福井・金沢間電化完成[42]。
- 1966年（昭和41年）7月18日：金沢市中央卸売市場が開場[43]。
- 1967年（昭和42年）2月11日：北陸鉄道金沢市内線が廃止される[44]。
- 1968年（昭和43年）：東部清掃工場を開設[45]。
- 1970年（昭和45年）
  - 10月：金沢バイパス藤江町 - 三日市町間が開通[46]。
  - 11月11日：金沢市の木を梅に指定[47]。
  - 11月：金沢港が開港[46][48]。
- 1971年（昭和46年）7月7日：奥卯辰山健民公園が開設される[49]。
- 1972年（昭和47年）：
  - 10月18日：北陸自動車道金沢西IC - 小松IC間が開通[50]。
  - 移動図書館が活動を開始[36]。
- 1973年（昭和48年）
  - 6月：藩老本多蔵品館（現：加賀本多博物館）が開館[51][52]。
  - 9月：武蔵ヶ辻第二地区市街地再開発事業が完了[53]。
- 1974年（昭和49年）
  - 3月：泉野保健所・公害センター合同庁舎が落成[54]。
  - 6月12日：緑の都市宣言[39]。
  - 10月：北陸自動車道金沢東IC - 砺波IC間が開通[52]。
- 1977年（昭和52年）11月：町民文化館がオープン[55][56]。
- 1978年（昭和53年）
  - 7月29日：石川県観光物産館がオープン[57]。
  - 9月30日：石川県立武道館が竣工[58]。
  - 10月：北陸自動車道金沢東IC - 金沢西IC間が開通[56]。
- 1979年（昭和54年）
  - 3月：金沢市民憲章が制定される[59]。
  - 4月6日：金沢市立図書館（現：金沢市立玉川図書館）が玉川町に移転[36]。
- 1980年（昭和55年）8月5日 - 8月10日：第4回全国高等学校総合文化祭が開催される[60][61]。
- 1981年（昭和56年）5月5日：金沢市立図書館城北分館が開館[36]。
- 1982年（昭和57年）11月：金沢市文化ホールが開館[62]。
- 1985年（昭和60年）
  - 3月：金沢市が第1次テレトピア指定地域に指定される[63]。
  - 3月：兼六園が国の特別名勝に指定される[64][65]。
  - 7月31日 - 8月10日：昭和60年度全国高等学校総合体育大会が開催される[66]。
  - 9月：香林坊第1地区市街地再開発事業が完成[65]。
  - 12月21日：平和都市宣言[39]。
- 1986年（昭和61年）
  - 9月：香林坊第2地区市街地再開発事業が完成[67]。
  - 10月：石川県立歴史博物館が開館[68][67]。
- 1987年（昭和62年）：金沢市企業局新庁舎が完成[69]。
- 1988年（昭和63年）：
  - 5月：加賀友禅伝統産業会館（現：加賀友禅会館）が建設される[70]。
  - 11月：オーケストラ・アンサンブル金沢が設立される[71][72]。
- 1989年（平成元年）
  - 10月：金沢大学総合移転第1次移転部局が竣工[73]。
  - 11月1日：金沢卯辰山工芸工房が設立[74]
- 1990年（平成2年）：
  - 金沢駅付近連続立体交差事業が完成[75][76]。
  - 金沢市民野球場が開場[77]。
- 1991年（平成3年）
  - 3月：金沢駅西広場が開設される[78]。
  - 第46回国民体育大会が石川県で開催。金沢市ではボウリングや陸上、サッカーなど多くの競技が開催される[79]。
- 1992年（平成4年）
  - 3月23日：景観都市宣言[39]。
  - 8月：北陸新幹線石動・金沢間がスーパー特急方式で認可され、着工[80]。
  - 10月24日 - 11月3日：第7回国民文化祭・石川92が石川県で開催[81]。
- 1993年（平成5年）：金沢市立ふるさと偉人館（現：金沢ふるさと偉人館）が開館[82]。
- 1994年（平成6年）
  - 4月：金沢市民芸術ホール（現：金沢市アートホール）がオープン[83]。
  - 10月：駅西保健所が開所[54]。
- 1995年（平成7年）
  - 2月16日：金沢大学城内部局移転完了[84]。
  - 4月2日：金沢市立泉野図書館が開館[36]。
  - 9月26日：世界工芸都市宣言[39]。
- 1996年（平成8年）
  - 4月1日：中核市へ移行[85]。
  - 9月1日：金沢市国連寄託図書館が金沢市立泉野図書館内に開館[36]。
  - 10月：金沢市民芸術村がオープン[83]。
- 1998年（平成10年）
  - 3月26日：環境都市宣言[39]。
  - キゴ山天体観察センター（現：銀河の里キゴ山 天文学習棟）が開館[86]。
- 1999年（平成11年）：
  - 旧町名復活事業が開始[87]。
  - 泉鏡花記念館が開館[88]。
  - 金沢ふらっとバスが運行を開始[89]。
  - 金沢市立玉川図書館近世史料館が開館[36]。
- 2000年（平成12年）4月：金沢湯涌夢二館が開館[90]。
- 2001年（平成13年）
  - 3月：Prego（プレーゴ）が開業[91]。
  - 9月7日：金沢城公園「菱櫓・五十間長屋・橋爪門続櫓」が完成[92]。
  - 9月8日 - 11月11日：第18回全国都市緑化フェア・夢みどりいしかわ2001が金沢城公園や兼六園などで開催される[93]。
  - 9月12日：石川県立音楽堂が開館[94]。
- 2002年（平成14年）
  - 3月23日 - 翌年1月5日：加賀百万石博が金沢城公園で開催[95]。
  - 4月：前田土佐守家資料館が開館[96]。
  - 7月20日 - 7月29日：第17回海の祭典が金沢港と七尾港で開催[97]。
  - 8月1日：室生犀星記念館が開館[98]。
  - 11月25日：石川県新県庁舎が落成[99]。
- 2003年（平成15年）
  - 3月：戸室リサイクルプラザが開設される[100]。
  - 5月31日：金沢西部地区土地区画整理事業が完工[101]。
  - 7月：金沢市教育プラザ富樫が開館[102]。
  - 10月：金沢湯涌創作の森がオープン[103]。
- 2004年（平成16年）
  - 4月：卯辰山公園健康交流センター千寿閣が供用開始[104]。
  - 6月22日：金沢ファッション産業都市宣言[39]。
  - 7月24日：ジョブカフェ石川が開設される[105][106]。
  - 10月9日：金沢21世紀美術館がオープン[107]。
- 2005年（平成17年）
  - 3月：金沢駅東口（現：兼六園口）にもてなしドームと鼓門が完成[108]。
  - 4月7日：徳田秋聲記念館が開館[109]。
  - 10月1日：いしかわ総合母子医療センターが開設される[34][110]。
  - 11月23日：金沢文芸館が開館[111]。
- 2006年（平成18年）
  - 3月26日：安全・安心都市宣言[39]。
  - 10月：金沢能楽美術館が開館[112]。
  - 10月：ご当地ナンバーとして金沢ナンバーの交付が開始される[113]。
- 2007年（平成19年）
  - 3月15日：健全な社会環境形成都市宣言[39]。
  - 9月19日：グッドマナー実践都市宣言[39]。
- 2008年（平成20年）
  - 4月12日：いしかわ総合スポーツセンターがオープン[114]。
  - 4月26日：石川四高記念文化交流館がリニューアルオープン[115][116]。
  - 11月8日：金沢市立玉川こども図書館が開館[36]。
- 2009年（平成21年）
  - 1月19日：「金沢市歴史的風致維持向上計画」が国土交通省から認定を受ける[117]。
  - 6月8日：金沢市がユネスコ創造都市ネットワーク・クラフト部門に登録される[118]。
- 2010年（平成22年）
  - 4月10日：石川県政記念しいのき迎賓館がオープン[119]。金沢城公園「いもり堀」が完成[120]。
  - 4月26日：金沢城公園「河北門」が完成[120]。
  - 秋：金沢市立安江金箔工芸館が東山に移転[121]。
- 2011年（平成23年）
  - 5月21日：金沢市立金沢海みらい図書館が開館[36]。
  - 10月18日：鈴木大拙館が開館[122]。
- 2012年（平成24年）
  - 3月：西部環境エネルギーセンターが完成[123]。
  - 6月29日：北陸新幹線金沢・敦賀間着工認可[124]。
  - 7月26日 - 8月20日：平成24年度全国高等学校総合体育大会が開催。金沢市はバスケットボールの会場として使用される[125]。
  - 9月：金沢学生のまち市民交流館が開館[126]。
- 2013年（平成25年）12月16日：男女共同参画都市宣言[39]。
- 2014年（平成26年）3月：金沢駅西広場再整備事業が完成[127]。
- 2015年（平成27年）3月14日：北陸新幹線長野・金沢間が開業[128]。
- 2016年（平成28年）11月6日：金澤町家情報館が開館[129]。
- 2017年（平成29年）
  - 4月9日：金沢プールが開館[130]。
  - 4月23日：金沢城公園「鶴の丸休憩館」がオープン[131][132]。
  - 11月23日：新石川県立中央病院完成記念式典[34]。
- 2018年（平成30年）5月20日：金沢市俵芸術交流スタジオが開館[133]。
- 2019年（令和元年）7月26日：谷口吉郎・吉生記念金沢建築館が開館[134]。
- 2020年（令和2年）
  - 5月8日：金沢市役所第二本庁舎が供用開始[135]。
  - 6月1日：金沢港クルーズターミナルが開館[136]。
  - 6月19日：金沢中央観光案内所がオープン[137]。
  - 7月18日：金沢城公園「鼠多門・鼠多門橋」が供用開始[138]。
  - 10月24日：国立工芸館が開館[139]。
- 2021年（令和3年）8月8日：金沢未来のまち創造館が開館[140]。
- 2022年（令和4年）
  - 3月31日：金沢市立平和町児童図書館が閉館[36]。
  - 4月17日：金沢市立玉川こども図書館がリニューアルオープン[36]。
  - 7月16日：石川県立図書館が小立野の金沢大学工学部跡地に移転開館[141]。
  - 9月6日：金沢で120年ぶりに観測史上最高気温38.5℃を観測[142]。
- 2023年（令和5年）
  - 5月14日・5月15日：G7富山・金沢教育大臣会合が金沢市で開催[143]。
  - 10月2日：金沢美術工芸大学が小立野に移転[144]。
  - 10月14日 - 11月26日：第38回国民文化祭、第23回全国障害者芸術・文化祭・いしかわ百万石文化祭2023が開催[145]。
- 2024年（令和6年）
  - 1月1日：令和6年能登半島地震で最大震度5強を観測[146][注釈 4]。金沢駅コンコースで水漏れが発生したほか、金沢城公園の石垣の一部崩落、田上新町での土砂崩れなど多数の被害が発生[147][148][149]。
  - 2月18日：金沢ゴーゴーカレースタジアムが開業[150]。
  - 3月16日：北陸新幹線金沢・敦賀間が延伸完了[151]。
  - 7月1日：「片町四番組海側地区第一種市街地再開発事業」が都市計画決定[152][153]。

### 地名の移り変わり
現在の金沢市中心部は、古くは石浦村と呼ばれていた。尾山御坊が置かれたことで寺内町として発展し、南町、西町、松原町、安江町、近江町、堤町、金屋町、材木町といった町が成立した。これを総じて尾山八町、或いは単に「尾山」と呼んだ。なお、尾山という地名は、「二つの川に挟まれた台地の先端」という意味を持つ。後に、前述の芋掘り藤五郎の伝説から「金沢」と称するようになるが、こちらの地名も室町時代まで遡ることが確認されており2つの地名が併用されていた。前田利家が城主になると一度「尾山」に戻され、家督を長男の前田利長が継いだ後に再び「金沢」となった。

### 旧町名の復活運動
金沢市は、1962年（昭和37年）に「住居表示に関する法律」の実験都市に指定され、500余りの町名が消滅してしまった。しかし、長年慣れ親しんだ旧町名の復活を望む声が多く、主計町を皮切りに次々と旧町名が復活した。これを受けて長崎市など全国へ旧町名復活運動が広がっていった。

### 行政区画変遷
- 1878年（明治11年）12月17日 - 郡区町村編制法の施行により、金沢城下534町（石川郡所属分[注釈 5]および河北郡所属分[注釈 6]）の区域をもって、金沢区が発足する。
- 1889年（明治22年）4月1日 - 市制の施行により、金沢区の区域をもって、金沢市が発足する。10.40 km2。
- 1924年（大正13年）1月1日 - 金沢市の区域及び石川郡野村の区域の内、字泉野の区域の一部の境界を変更する。10.61 km2。
- 1925年（大正14年）
  - 4月1日 - 石川郡野村を編入する。16.82 km2。
  - 4月10日 - 石川郡弓取村を編入する。20.05 km2。
- 1935年（昭和10年）12月16日 - 石川郡富樫村、潟津村、米丸村、鞍月村、粟崎村及び大野町を編入する。51.55 km2。
- 1936年（昭和11年）4月1日 - 石川郡崎浦村、三馬村及び河北郡小坂村を編入する。90.71 km2。
- 1943年（昭和18年）
  - 10月1日 - 石川郡戸板村を編入する。96.21 km2。
  - 12月1日 - 石川郡金石町、大野村及び二塚村を編入する。111.09 km2。
- 1947年（昭和22年）5月3日 - 河北郡三谷村の区域の内、字釣部の区域を編入する。114.16 km2。
- 1949年（昭和24年）6月1日 - 河北郡川北村を編入する。122.10 km2。
- 1954年（昭和29年）7月1日 - 石川郡安原村、額村、内川村、犀川村及び湯涌谷村を編入する。303.76 km2。
- 1956年（昭和31年）1月1日 - 石川郡押野村を編入する。309.79 km2。
- 1957年（昭和32年）
  - 4月5日 - 河北郡浅川村を編入する。393.40 km2。
  - 4月10日 - 押野地区の区域の一部を石川郡野々市町に編入する（境界変更）。391.34 km2。
- 1962年（昭和37年）6月1日 - 河北郡森本町を編入する。458.78 km2。
- 1965年（昭和40年）7月30日 - 河北潟の一部埋立の区域を編入する。458.90 km2。
- 1967年（昭和42年）10月27日 - 河北潟の一部埋立の区域を編入する。459.18 km2。
- 1968年（昭和43年）4月1日 - 金沢市及び石川郡野々市町の区域の境界を変更する。459.19 km2。
- 1969年（昭和44年）3月1日 - 金沢市及び石川郡野々市町の区域の境界を変更する。459.21 km2。
- 1971年（昭和46年）3月2日 - 河北潟の一部埋立の区域を編入する。459.31 km2。
- 1980年（昭和55年）
  - 2月1日 - 金沢市及び石川郡野々市町の区域の境界を変更する。459.31 km2。
  - 5月13日 - 大野町4丁目及び粟崎町4丁目に隣接する公有水面埋立の区域を編入する。460.20 km2。
  - 9月1日 - 金沢市及び石川郡野々市町の区域の境界を変更する。460.20 km2。
- 1981年（昭和56年）10月1日 - 河北潟干拓地内の金沢市、河北郡津幡町、宇ノ気町及び内灘町の区域の境界が確定する。468.09 km2。
- 1988年（昭和63年）10月1日 - 国土地理院における新しい測定方法による修正。467.77 km2。
- 1992年（平成4年）3月1日 - 金沢市及び松任市の区域の境界を変更する。467.77 km2。
- 1996年（平成8年）6月1日 - 金沢市及び河北郡津幡町の区域の境界を変更する。467.77 km2。
- 1999年（平成11年）5月1日 - 金沢市及び石川郡野々市町の区域の境界を変更する。467.77 km2。

### 変遷表
| 所 属 郡 | 近世以前     | 近世以前     | 幕末 - 明治22年         | 明治22年 4月1日 町村制施行 | 明治22年 - 大正15年           | 昭和元年 - 昭和19年           | 昭和20年 - 昭和64年         | 昭和20年 - 昭和64年            | 平成元年 - 現在                | 現在     |
| -------- | ------------ | ------------ | ----------------------- | -------------------------- | ----------------------------- | ----------------------------- | --------------------------- | ------------------------------ | ------------------------------ | -------- |
| 河 北 郡 | 折谷村       | 折谷村       | 折谷村                  | 金浦村                     | 明治40年8月10日 浅川村        | 浅川村                        | 浅川村                      | 昭和32年4月5日 金沢市に編入    | 金沢市                         | 金沢市   |
| 河 北 郡 | 小原村       | 小原村       | 小原村                  | 金浦村                     | 明治40年8月10日 浅川村        | 浅川村                        | 浅川村                      | 昭和32年4月5日 金沢市に編入    | 金沢市                         | 金沢市   |
| 河 北 郡 | 魚帰村       | 魚帰村       | 魚帰村                  | 金浦村                     | 明治40年8月10日 浅川村        | 浅川村                        | 浅川村                      | 昭和32年4月5日 金沢市に編入    | 金沢市                         | 金沢市   |
| 河 北 郡 | 大菱池村     | 大菱池村     | 大菱池村                | 金浦村                     | 明治40年8月10日 浅川村        | 浅川村                        | 浅川村                      | 昭和32年4月5日 金沢市に編入    | 金沢市                         | 金沢市   |
| 河 北 郡 | 小菱池村     | 小菱池村     | 小菱池村                | 金浦村                     | 明治40年8月10日 浅川村        | 浅川村                        | 浅川村                      | 昭和32年4月5日 金沢市に編入    | 金沢市                         | 金沢市   |
| 河 北 郡 | 湯谷原村     | 湯谷原村     | 湯谷原村                | 金浦村                     | 明治40年8月10日 浅川村        | 浅川村                        | 浅川村                      | 昭和32年4月5日 金沢市に編入    | 金沢市                         | 金沢市   |
| 河 北 郡 | 小豆沢村     | 小豆沢村     | 小豆沢村                | 金浦村                     | 明治40年8月10日 浅川村        | 浅川村                        | 浅川村                      | 昭和32年4月5日 金沢市に編入    | 金沢市                         | 金沢市   |
| 河 北 郡 | 戸室別所村   | 戸室別所村   | 戸室別所村              | 金浦村                     | 明治40年8月10日 浅川村        | 浅川村                        | 浅川村                      | 昭和32年4月5日 金沢市に編入    | 金沢市                         | 金沢市   |
| 河 北 郡 | 新保村       | 新保村       | 新保村                  | 金浦村                     | 明治40年8月10日 浅川村        | 浅川村                        | 浅川村                      | 昭和32年4月5日 金沢市に編入    | 金沢市                         | 金沢市   |
| 河 北 郡 | 俵等村       | 俵等村       | 俵等村                  | 金浦村                     | 明治40年8月10日 浅川村        | 浅川村                        | 浅川村                      | 昭和32年4月5日 金沢市に編入    | 金沢市                         | 金沢市   |
| 河 北 郡 | 中山村       | 中山村       | 改称 戸室中山村         | 金浦村                     | 明治40年8月10日 浅川村        | 浅川村                        | 浅川村                      | 昭和32年4月5日 金沢市に編入    | 金沢市                         | 金沢市   |
| 河 北 郡 | 上田上村     | 上田上村     | 上田上村                | 金浦村                     | 明治40年8月10日 浅川村        | 浅川村                        | 浅川村                      | 昭和32年4月5日 金沢市に編入    | 金沢市                         | 金沢市   |
| 河 北 郡 | 下田上村     | 下田上村     | 下田上村                | 金浦村                     | 明治40年8月10日 浅川村        | 浅川村                        | 浅川村                      | 昭和32年4月5日 金沢市に編入    | 金沢市                         | 金沢市   |
| 河 北 郡 | 角間村       | 角間村       | 角間村                  | 金浦村                     | 明治40年8月10日 浅川村        | 浅川村                        | 浅川村                      | 昭和32年4月5日 金沢市に編入    | 金沢市                         | 金沢市   |
| 河 北 郡 | 若松村       | 若松村       | 若松村                  | 金浦村                     | 明治40年8月10日 浅川村        | 浅川村                        | 浅川村                      | 昭和32年4月5日 金沢市に編入    | 金沢市                         | 金沢市   |
| 河 北 郡 | 鈴見村       | 鈴見村       | 鈴見村                  | 金浦村                     | 明治40年8月10日 浅川村        | 浅川村                        | 浅川村                      | 昭和32年4月5日 金沢市に編入    | 金沢市                         | 金沢市   |
| 河 北 郡 | 横谷村       | 横谷村       | 横谷村                  | 湯ノ谷村                   | 明治40年8月10日 浅川村        | 浅川村                        | 浅川村                      | 昭和32年4月5日 金沢市に編入    | 金沢市                         | 金沢市   |
| 河 北 郡 | 板ヶ谷村     | 板ヶ谷村     | 板ヶ谷村                | 湯ノ谷村                   | 明治40年8月10日 浅川村        | 浅川村                        | 浅川村                      | 昭和32年4月5日 金沢市に編入    | 金沢市                         | 金沢市   |
| 河 北 郡 | 石黒又村     | 石黒又村     | 石黒又村                | 湯ノ谷村                   | 明治40年8月10日 浅川村        | 浅川村                        | 浅川村                      | 昭和32年4月5日 金沢市に編入    | 金沢市                         | 金沢市   |
| 河 北 郡 | 古郷寺村     | 古郷寺村     | 古郷寺村                | 湯ノ谷村                   | 明治40年8月10日 浅川村        | 浅川村                        | 浅川村                      | 昭和32年4月5日 金沢市に編入    | 金沢市                         | 金沢市   |
| 河 北 郡 | 栃尾村       | 栃尾村       | 栃尾村                  | 湯ノ谷村                   | 明治40年8月10日 浅川村        | 浅川村                        | 浅川村                      | 昭和32年4月5日 金沢市に編入    | 金沢市                         | 金沢市   |
| 河 北 郡 | 町村         | 町村         | 町村                    | 湯ノ谷村                   | 明治40年8月10日 浅川村        | 浅川村                        | 浅川村                      | 昭和32年4月5日 金沢市に編入    | 金沢市                         | 金沢市   |
| 河 北 郡 | 平下村       | 平下村       | 平下村                  | 湯ノ谷村                   | 明治40年8月10日 浅川村        | 浅川村                        | 浅川村                      | 昭和32年4月5日 金沢市に編入    | 金沢市                         | 金沢市   |
| 河 北 郡 | 上山村       | 上山村       | 上山村                  | 湯ノ谷村                   | 明治40年8月10日 浅川村        | 浅川村                        | 浅川村                      | 昭和32年4月5日 金沢市に編入    | 金沢市                         | 金沢市   |
| 河 北 郡 | 北袋村       | 北袋村       | 北袋村                  | 湯ノ谷村                   | 明治40年8月10日 浅川村        | 浅川村                        | 浅川村                      | 昭和32年4月5日 金沢市に編入    | 金沢市                         | 金沢市   |
| 河 北 郡 | 東市瀬村     | 東市瀬村     | 東市瀬村                | 湯ノ谷村                   | 明治40年8月10日 浅川村        | 浅川村                        | 浅川村                      | 昭和32年4月5日 金沢市に編入    | 金沢市                         | 金沢市   |
| 河 北 郡 | 藤六村       | 藤六村       | 藤六村                  | 湯ノ谷村                   | 明治40年8月10日 浅川村        | 浅川村                        | 浅川村                      | 昭和32年4月5日 金沢市に編入    | 金沢市                         | 金沢市   |
| 河 北 郡 | 朝加屋村     | 朝加屋村     | 朝加屋村                | 湯ノ谷村                   | 明治40年8月10日 浅川村        | 浅川村                        | 浅川村                      | 昭和32年4月5日 金沢市に編入    | 金沢市                         | 金沢市   |
| 河 北 郡 | 下荒屋村     | 下荒屋村     | 下荒屋村                | 湯ノ谷村                   | 明治40年8月10日 浅川村        | 浅川村                        | 浅川村                      | 昭和32年4月5日 金沢市に編入    | 金沢市                         | 金沢市   |
| 河 北 郡 | 袋村         | 袋村         | 袋村                    | 湯ノ谷村                   | 明治40年8月10日 浅川村        | 浅川村                        | 浅川村                      | 昭和32年4月5日 金沢市に編入    | 金沢市                         | 金沢市   |
| 河 北 郡 | 野村         | 野村         | 野村                    | 湯ノ谷村                   | 明治40年8月10日 浅川村        | 浅川村                        | 浅川村                      | 昭和32年4月5日 金沢市に編入    | 金沢市                         | 金沢市   |
| 河 北 郡 | 中村         | 中村         | 改称 上中村             | 湯ノ谷村                   | 明治40年8月10日 浅川村        | 浅川村                        | 浅川村                      | 昭和32年4月5日 金沢市に編入    | 金沢市                         | 金沢市   |
| 河 北 郡 | 銚子口村     | 銚子口村     | 銚子口村                | 湯ノ谷村                   | 明治40年8月10日 浅川村        | 浅川村                        | 浅川村                      | 昭和32年4月5日 金沢市に編入    | 金沢市                         | 金沢市   |
| 河 北 郡 | 谷口村       | 谷口村       | 谷口村                  | 湯ノ谷村                   | 明治40年8月10日 浅川村        | 浅川村                        | 浅川村                      | 昭和32年4月5日 金沢市に編入    | 金沢市                         | 金沢市   |
| 河 北 郡 | 打尾谷村     | 打尾谷村     | 打尾谷村                | 湯ノ谷村                   | 明治40年8月10日 浅川村        | 浅川村                        | 浅川村                      | 昭和32年4月5日 金沢市に編入    | 金沢市                         | 金沢市   |
| 河 北 郡 | 木目谷村     | 木目谷村     | 木目谷村                | 湯ノ谷村                   | 明治40年8月10日 浅川村        | 浅川村                        | 浅川村                      | 昭和32年4月5日 金沢市に編入    | 金沢市                         | 金沢市   |
| 河 北 郡 | 炭釜村       | 炭釜村       | 炭釜村                  | 湯ノ谷村                   | 明治40年8月10日 浅川村        | 浅川村                        | 浅川村                      | 昭和32年4月5日 金沢市に編入    | 金沢市                         | 金沢市   |
| 河 北 郡 | 平等村       | 平等村       | 平等村                  | 湯ノ谷村                   | 明治40年8月10日 浅川村        | 浅川村                        | 浅川村                      | 昭和32年4月5日 金沢市に編入    | 金沢市                         | 金沢市   |
| 河 北 郡 | 二俣村       | 二俣村       | 二俣村                  | 医王山村                   | 明治40年8月10日 浅川村        | 浅川村                        | 浅川村                      | 昭和32年4月5日 金沢市に編入    | 金沢市                         | 金沢市   |
| 河 北 郡 | 荒山村       | 荒山村       | 荒山村                  | 医王山村                   | 明治40年8月10日 浅川村        | 浅川村                        | 浅川村                      | 昭和32年4月5日 金沢市に編入    | 金沢市                         | 金沢市   |
| 河 北 郡 | 田島村       | 田島村       | 田島村                  | 医王山村                   | 明治40年8月10日 浅川村        | 浅川村                        | 浅川村                      | 昭和32年4月5日 金沢市に編入    | 金沢市                         | 金沢市   |
| 河 北 郡 | 戸室清水村   | 戸室清水村   | 戸室清水村              | 医王山村                   | 明治40年8月10日 浅川村        | 浅川村                        | 浅川村                      | 昭和32年4月5日 金沢市に編入    | 金沢市                         | 金沢市   |
| 河 北 郡 | 南原村       | 南原村       | 南原村                  | 医王山村                   | 明治40年8月10日 浅川村        | 浅川村                        | 浅川村                      | 昭和32年4月5日 金沢市に編入    | 金沢市                         | 金沢市   |
| 河 北 郡 | 吉原村       | 吉原村       | 吉原村                  | 森本村                     | 森本村                        | 森本村                        | 昭和29年6月1日 森本町       | 昭和37年6月1日 金沢市に編入    | 金沢市                         | 金沢市   |
| 河 北 郡 | 塚崎村       | 塚崎村       | 塚崎村                  | 森本村                     | 森本村                        | 森本村                        | 昭和29年6月1日 森本町       | 昭和37年6月1日 金沢市に編入    | 金沢市                         | 金沢市   |
| 河 北 郡 | 弥勒縄手村   | 弥勒縄手村   | 弥勒縄手村              | 森本村                     | 森本村                        | 森本村                        | 昭和29年6月1日 森本町       | 昭和37年6月1日 金沢市に編入    | 金沢市                         | 金沢市   |
| 河 北 郡 | 南森下村     | 南森下村     | 南森下村                | 森本村                     | 森本村                        | 森本村                        | 昭和29年6月1日 森本町       | 昭和37年6月1日 金沢市に編入    | 金沢市                         | 金沢市   |
| 河 北 郡 | 北森下村     | 北森下村     | 北森下村                | 森本村                     | 森本村                        | 森本村                        | 昭和29年6月1日 森本町       | 昭和37年6月1日 金沢市に編入    | 金沢市                         | 金沢市   |
| 河 北 郡 | 観法寺村     | 観法寺村     | 観法寺村                | 森本村                     | 森本村                        | 森本村                        | 昭和29年6月1日 森本町       | 昭和37年6月1日 金沢市に編入    | 金沢市                         | 金沢市   |
| 河 北 郡 | 梅田村       | 梅田村       | 梅田村                  | 森本村                     | 森本村                        | 森本村                        | 昭和29年6月1日 森本町       | 昭和37年6月1日 金沢市に編入    | 金沢市                         | 金沢市   |
| 河 北 郡 | 今町村       | 今町村       | 今町村                  | 花園村                     | 明治40年8月10日 花園村        | 花園村                        | 昭和29年6月1日 森本町       | 昭和37年6月1日 金沢市に編入    | 金沢市                         | 金沢市   |
| 河 北 郡 | 月影村       | 月影村       | 月影村                  | 花園村                     | 明治40年8月10日 花園村        | 花園村                        | 昭和29年6月1日 森本町       | 昭和37年6月1日 金沢市に編入    | 金沢市                         | 金沢市   |
| 河 北 郡 | 八幡村       | 八幡村       | 八幡村                  | 花園村                     | 明治40年8月10日 花園村        | 花園村                        | 昭和29年6月1日 森本町       | 昭和37年6月1日 金沢市に編入    | 金沢市                         | 金沢市   |
| 河 北 郡 | 二日市村     | 二日市村     | 二日市村                | 花園村                     | 明治40年8月10日 花園村        | 花園村                        | 昭和29年6月1日 森本町       | 昭和37年6月1日 金沢市に編入    | 金沢市                         | 金沢市   |
| 河 北 郡 | 岸川村       | 岸川村       | 岸川村                  | 花園村                     | 明治40年8月10日 花園村        | 花園村                        | 昭和29年6月1日 森本町       | 昭和37年6月1日 金沢市に編入    | 金沢市                         | 金沢市   |
| 河 北 郡 | 利屋町村     | 利屋町村     | 利屋町村                | 花園村                     | 明治40年8月10日 花園村        | 花園村                        | 昭和29年6月1日 森本町       | 昭和37年6月1日 金沢市に編入    | 金沢市                         | 金沢市   |
| 河 北 郡 | 才田村       | 才田村       | 才田村                  | 崎田村                     | 明治40年8月10日 花園村        | 花園村                        | 昭和29年6月1日 森本町       | 昭和37年6月1日 金沢市に編入    | 金沢市                         | 金沢市   |
| 河 北 郡 | 忠縄村       | 忠縄村       | 忠縄村                  | 崎田村                     | 明治40年8月10日 花園村        | 花園村                        | 昭和29年6月1日 森本町       | 昭和37年6月1日 金沢市に編入    | 金沢市                         | 金沢市   |
| 河 北 郡 | 滝下松根村   | 滝下松根村   | 滝下松根村              | 田近村                     | 明治40年8月10日 花園村        | 花園村                        | 昭和29年6月1日 森本町       | 昭和37年6月1日 金沢市に編入    | 金沢市                         | 金沢市   |
| 河 北 郡 | 中尾村       | 中尾村       | 中尾村                  | 田近村                     | 明治40年8月10日 花園村        | 花園村                        | 昭和29年6月1日 森本町       | 昭和37年6月1日 金沢市に編入    | 金沢市                         | 金沢市   |
| 河 北 郡 | 上平村       | 上平村       | 上平村                  | 田近村                     | 明治40年8月10日 花園村        | 花園村                        | 昭和29年6月1日 森本町       | 昭和37年6月1日 金沢市に編入    | 金沢市                         | 金沢市   |
| 河 北 郡 | 琴村         | 琴村         | 琴村                    | 田近村                     | 明治40年8月10日 花園村        | 花園村                        | 昭和29年6月1日 森本町       | 昭和37年6月1日 金沢市に編入    | 金沢市                         | 金沢市   |
| 河 北 郡 | 琴坂村       | 琴坂村       | 琴坂村                  | 田近村                     | 明治40年8月10日 花園村        | 花園村                        | 昭和29年6月1日 森本町       | 昭和37年6月1日 金沢市に編入    | 金沢市                         | 金沢市   |
| 河 北 郡 | 北千石村     | 北千石村     | 北千石村                | 田近村                     | 明治40年8月10日 花園村        | 花園村                        | 昭和29年6月1日 森本町       | 昭和37年6月1日 金沢市に編入    | 金沢市                         | 金沢市   |
| 河 北 郡 | 南千石村     | 南千石村     | 南千石村                | 田近村                     | 明治40年8月10日 花園村        | 花園村                        | 昭和29年6月1日 森本町       | 昭和37年6月1日 金沢市に編入    | 金沢市                         | 金沢市   |
| 河 北 郡 | 今泉村       | 今泉村       | 今泉村                  | 田近村                     | 明治40年8月10日 花園村        | 花園村                        | 昭和29年6月1日 森本町       | 昭和37年6月1日 金沢市に編入    | 金沢市                         | 金沢市   |
| 河 北 郡 | 朝日牧村     | 朝日牧村     | 朝日牧村                | 田近村                     | 明治40年8月10日 花園村        | 花園村                        | 昭和29年6月1日 森本町       | 昭和37年6月1日 金沢市に編入    | 金沢市                         | 金沢市   |
| 河 北 郡 | 朝日村       | 朝日村       | 朝日村                  | 田近村                     | 明治40年8月10日 花園村        | 花園村                        | 昭和29年6月1日 森本町       | 昭和37年6月1日 金沢市に編入    | 金沢市                         | 金沢市   |
| 河 北 郡 | 向山村       | 向山村       | 向山村                  | 田近村                     | 明治40年8月10日 花園村        | 花園村                        | 昭和29年6月1日 森本町       | 昭和37年6月1日 金沢市に編入    | 金沢市                         | 金沢市   |
| 河 北 郡 | 俵原村       | 俵原村       | 俵原村                  | 田近村                     | 明治40年8月10日 花園村        | 花園村                        | 昭和29年6月1日 森本町       | 昭和37年6月1日 金沢市に編入    | 金沢市                         | 金沢市   |
| 河 北 郡 | 榎尾村       | 榎尾村       | 榎尾村                  | 田近村                     | 明治40年8月10日 花園村        | 花園村                        | 昭和29年6月1日 森本町       | 昭和37年6月1日 金沢市に編入    | 金沢市                         | 金沢市   |
| 河 北 郡 | 千杉村       | 千杉村       | 千杉村                  | 田近村                     | 明治40年8月10日 花園村        | 花園村                        | 昭和29年6月1日 森本町       | 昭和37年6月1日 金沢市に編入    | 金沢市                         | 金沢市   |
| 河 北 郡 | 地代村       | 地代村       | 地代村                  | 田近村                     | 明治40年8月10日 花園村        | 花園村                        | 昭和29年6月1日 森本町       | 昭和37年6月1日 金沢市に編入    | 金沢市                         | 金沢市   |
| 河 北 郡 | 鞁筒村       | 鞁筒村       | 鞁筒村                  | 田近村                     | 明治40年8月10日 花園村        | 花園村                        | 昭和29年6月1日 森本町       | 昭和37年6月1日 金沢市に編入    | 金沢市                         | 金沢市   |
| 河 北 郡 | 四坊高坂村   | 四坊高坂村   | 四坊高坂村              | 田近村                     | 明治40年8月10日 花園村        | 花園村                        | 昭和29年6月1日 森本町       | 昭和37年6月1日 金沢市に編入    | 金沢市                         | 金沢市   |
| 河 北 郡 | 四坊村       | 四坊村       | 四坊村                  | 田近村                     | 明治40年8月10日 花園村        | 花園村                        | 昭和29年6月1日 森本町       | 昭和37年6月1日 金沢市に編入    | 金沢市                         | 金沢市   |
| 河 北 郡 | 浅野深谷村   | 浅野深谷村   | 浅野深谷村              | 田近村                     | 明治40年8月10日 花園村        | 花園村                        | 昭和29年6月1日 森本町       | 昭和37年6月1日 金沢市に編入    | 金沢市                         | 金沢市   |
| 河 北 郡 | 浅谷村       | 浅谷村       | 浅谷村                  | 田近村                     | 明治40年8月10日 花園村        | 花園村                        | 昭和29年6月1日 森本町       | 昭和37年6月1日 金沢市に編入    | 金沢市                         | 金沢市   |
| 河 北 郡 | 大場村       | 大場村       | 大場村                  | 大場村                     | 大場村                        | 大場村                        | 昭和29年6月1日 森本町       | 昭和37年6月1日 金沢市に編入    | 金沢市                         | 金沢市   |
| 河 北 郡 | 八田村       | 八田村       | 八田村                  | 八田村                     | 八田村                        | 八田村                        | 昭和29年6月1日 森本町       | 昭和37年6月1日 金沢市に編入    | 金沢市                         | 金沢市   |
| 河 北 郡 | 宮野村       | 宮野村       | 宮野村                  | 小原谷村                   | 明治40年8月10日 三谷村        | 三谷村                        | 昭和29年6月1日 森本町       | 昭和37年6月1日 金沢市に編入    | 金沢市                         | 金沢市   |
| 河 北 郡 | 高坂村       | 高坂村       | 高坂村                  | 小原谷村                   | 明治40年8月10日 三谷村        | 三谷村                        | 昭和29年6月1日 森本町       | 昭和37年6月1日 金沢市に編入    | 金沢市                         | 金沢市   |
| 河 北 郡 | 古屋谷村     | 古屋谷村     | 古屋谷村                | 小原谷村                   | 明治40年8月10日 三谷村        | 三谷村                        | 昭和29年6月1日 森本町       | 昭和37年6月1日 金沢市に編入    | 金沢市                         | 金沢市   |
| 河 北 郡 | 清水谷村     | 清水谷村     | 清水谷村                | 小原谷村                   | 明治40年8月10日 三谷村        | 三谷村                        | 昭和29年6月1日 森本町       | 昭和37年6月1日 金沢市に編入    | 金沢市                         | 金沢市   |
| 河 北 郡 | 東原脇原村   | 東原脇原村   | 東原脇原村              | 小原谷村                   | 明治40年8月10日 三谷村        | 三谷村                        | 昭和29年6月1日 森本町       | 昭和37年6月1日 金沢市に編入    | 金沢市                         | 金沢市   |
| 河 北 郡 | 竹又村       | 竹又村       | 竹又村                  | 小原谷村                   | 明治40年8月10日 三谷村        | 三谷村                        | 昭和29年6月1日 森本町       | 昭和37年6月1日 金沢市に編入    | 金沢市                         | 金沢市   |
| 河 北 郡 | 松根村       | 松根村       | 松根村                  | 小原谷村                   | 明治40年8月10日 三谷村        | 三谷村                        | 昭和29年6月1日 森本町       | 昭和37年6月1日 金沢市に編入    | 金沢市                         | 金沢市   |
| 河 北 郡 | 土子原村     | 土子原村     | 土子原村                | 小原谷村                   | 明治40年8月10日 三谷村        | 三谷村                        | 昭和29年6月1日 森本町       | 昭和37年6月1日 金沢市に編入    | 金沢市                         | 金沢市   |
| 河 北 郡 | 曲子原村     | 曲子原村     | 曲子原村                | 小原谷村                   | 明治40年8月10日 三谷村        | 三谷村                        | 昭和29年6月1日 森本町       | 昭和37年6月1日 金沢市に編入    | 金沢市                         | 金沢市   |
| 河 北 郡 | 正部谷村     | 正部谷村     | 正部谷村                | 小原谷村                   | 明治40年8月10日 三谷村        | 三谷村                        | 昭和29年6月1日 森本町       | 昭和37年6月1日 金沢市に編入    | 金沢市                         | 金沢市   |
| 河 北 郡 | 堀切村       | 堀切村       | 堀切村                  | 小原谷村                   | 明治40年8月10日 三谷村        | 三谷村                        | 昭和29年6月1日 森本町       | 昭和37年6月1日 金沢市に編入    | 金沢市                         | 金沢市   |
| 河 北 郡 | 小池村       | 小池村       | 小池村                  | 小原谷村                   | 明治40年8月10日 三谷村        | 三谷村                        | 昭和29年6月1日 森本町       | 昭和37年6月1日 金沢市に編入    | 金沢市                         | 金沢市   |
| 河 北 郡 | 切山村       | 切山村       | 切山村                  | 小原谷村                   | 明治40年8月10日 三谷村        | 三谷村                        | 昭和29年6月1日 森本町       | 昭和37年6月1日 金沢市に編入    | 金沢市                         | 金沢市   |
| 河 北 郡 | 月浦村       | 月浦村       | 月浦村                  | 薬師谷村                   | 明治40年8月10日 三谷村        | 三谷村                        | 昭和29年6月1日 森本町       | 昭和37年6月1日 金沢市に編入    | 金沢市                         | 金沢市   |
| 河 北 郡 | 下涌波村     | 下涌波村     | 下涌波村                | 薬師谷村                   | 明治40年8月10日 三谷村        | 三谷村                        | 昭和29年6月1日 森本町       | 昭和37年6月1日 金沢市に編入    | 金沢市                         | 金沢市   |
| 河 北 郡 | 涌波村       | 涌波村       | 涌波村                  | 薬師谷村                   | 明治40年8月10日 三谷村        | 三谷村                        | 昭和29年6月1日 森本町       | 昭和37年6月1日 金沢市に編入    | 金沢市                         | 金沢市   |
| 河 北 郡 | 梨木村       | 梨木村       | 梨木村                  | 薬師谷村                   | 明治40年8月10日 三谷村        | 三谷村                        | 昭和29年6月1日 森本町       | 昭和37年6月1日 金沢市に編入    | 金沢市                         | 金沢市   |
| 河 北 郡 | 河原市村     | 河原市村     | 河原市村                | 薬師谷村                   | 明治40年8月10日 三谷村        | 三谷村                        | 昭和29年6月1日 森本町       | 昭和37年6月1日 金沢市に編入    | 金沢市                         | 金沢市   |
| 河 北 郡 | 薬師村       | 薬師村       | 薬師村                  | 薬師谷村                   | 明治40年8月10日 三谷村        | 三谷村                        | 昭和29年6月1日 森本町       | 昭和37年6月1日 金沢市に編入    | 金沢市                         | 金沢市   |
| 河 北 郡 | 岩出村       | 岩出村       | 岩出村                  | 薬師谷村                   | 明治40年8月10日 三谷村        | 三谷村                        | 昭和29年6月1日 森本町       | 昭和37年6月1日 金沢市に編入    | 金沢市                         | 金沢市   |
| 河 北 郡 | 鳴瀬村       | 鳴瀬村       | 鳴瀬村                  | 薬師谷村                   | 明治40年8月10日 三谷村        | 三谷村                        | 昭和29年6月1日 森本町       | 昭和37年6月1日 金沢市に編入    | 金沢市                         | 金沢市   |
| 河 北 郡 | 不動寺村     | 不動寺村     | 不動寺村                | 薬師谷村                   | 明治40年8月10日 三谷村        | 三谷村                        | 昭和29年6月1日 森本町       | 昭和37年6月1日 金沢市に編入    | 金沢市                         | 金沢市   |
| 河 北 郡 | 堅田村       | 堅田村       | 堅田村                  | 薬師谷村                   | 明治40年8月10日 三谷村        | 三谷村                        | 昭和29年6月1日 森本町       | 昭和37年6月1日 金沢市に編入    | 金沢市                         | 金沢市   |
| 河 北 郡 | 深谷村       | 深谷村       | 深谷村                  | 薬師谷村                   | 明治40年8月10日 三谷村        | 三谷村                        | 昭和29年6月1日 森本町       | 昭和37年6月1日 金沢市に編入    | 金沢市                         | 金沢市   |
| 河 北 郡 | 福畠村       | 福畠村       | 福畠村                  | 薬師谷村                   | 明治40年8月10日 三谷村        | 三谷村                        | 昭和29年6月1日 森本町       | 昭和37年6月1日 金沢市に編入    | 金沢市                         | 金沢市   |
| 河 北 郡 | 四王寺村     | 四王寺村     | 四王寺村                | 薬師谷村                   | 明治40年8月10日 三谷村        | 三谷村                        | 昭和29年6月1日 森本町       | 昭和37年6月1日 金沢市に編入    | 金沢市                         | 金沢市   |
| 河 北 郡 | 小野村       | 小野村       | 小野村                  | 薬師谷村                   | 明治40年8月10日 三谷村        | 三谷村                        | 昭和29年6月1日 森本町       | 昭和37年6月1日 金沢市に編入    | 金沢市                         | 金沢市   |
| 河 北 郡 | 市瀬村       | 市瀬村       | 市瀬村                  | 直江谷村                   | 明治40年8月10日 三谷村        | 三谷村                        | 昭和29年6月1日 森本町       | 昭和37年6月1日 金沢市に編入    | 金沢市                         | 金沢市   |
| 河 北 郡 | 小嶺村       | 小嶺村       | 小嶺村                  | 直江谷村                   | 明治40年8月10日 三谷村        | 三谷村                        | 昭和29年6月1日 森本町       | 昭和37年6月1日 金沢市に編入    | 金沢市                         | 金沢市   |
| 河 北 郡 | 柚木村       | 柚木村       | 柚木村                  | 直江谷村                   | 明治40年8月10日 三谷村        | 三谷村                        | 昭和29年6月1日 森本町       | 昭和37年6月1日 金沢市に編入    | 金沢市                         | 金沢市   |
| 河 北 郡 | 不室村       | 不室村       | 不室村                  | 直江谷村                   | 明治40年8月10日 三谷村        | 三谷村                        | 昭和29年6月1日 森本町       | 昭和37年6月1日 金沢市に編入    | 金沢市                         | 金沢市   |
| 河 北 郡 | 牧山村       | 牧山村       | 牧山村                  | 直江谷村                   | 明治40年8月10日 三谷村        | 三谷村                        | 昭和29年6月1日 森本町       | 昭和37年6月1日 金沢市に編入    | 金沢市                         | 金沢市   |
| 河 北 郡 | 北方村       | 北方村       | 北方村                  | 直江谷村                   | 明治40年8月10日 三谷村        | 三谷村                        | 昭和29年6月1日 森本町       | 昭和37年6月1日 金沢市に編入    | 金沢市                         | 金沢市   |
| 河 北 郡 | 納年村       | 納年村       | 納年村                  | 直江谷村                   | 明治40年8月10日 三谷村        | 三谷村                        | 昭和29年6月1日 森本町       | 昭和37年6月1日 金沢市に編入    | 金沢市                         | 金沢市   |
| 河 北 郡 | 直江野村     | 直江野村     | 直江野村                | 直江谷村                   | 明治40年8月10日 三谷村        | 三谷村                        | 昭和29年6月1日 森本町       | 昭和37年6月1日 金沢市に編入    | 金沢市                         | 金沢市   |
| 河 北 郡 | 車村         | 車村         | 車村                    | 直江谷村                   | 明治40年8月10日 三谷村        | 三谷村                        | 昭和29年6月1日 森本町       | 昭和37年6月1日 金沢市に編入    | 金沢市                         | 金沢市   |
| 河 北 郡 | 釣部村       | 釣部村       | 釣部村                  | 直江谷村                   | 明治40年8月10日 三谷村        | 三谷村                        | 昭和22年5月3日 金沢市に編入 | 金沢市                         | 金沢市                         | 金沢市   |
| 河 北 郡 | 沖村         | 沖村         | 沖村                    | 川筋村                     | 明治40年8月10日 川北村        | 川北村                        | 昭和24年6月1日 金沢市に編入 | 金沢市                         | 金沢市                         | 金沢市   |
| 河 北 郡 | 磯部村       | 磯部村       | 磯部村                  | 川筋村                     | 明治40年8月10日 川北村        | 川北村                        | 昭和24年6月1日 金沢市に編入 | 金沢市                         | 金沢市                         | 金沢市   |
| 河 北 郡 | 松寺村       | 松寺村       | 松寺村                  | 川筋村                     | 明治40年8月10日 川北村        | 川北村                        | 昭和24年6月1日 金沢市に編入 | 金沢市                         | 金沢市                         | 金沢市   |
| 河 北 郡 | 寺町村       | 寺町村       | 寺町村                  | 川筋村                     | 明治40年8月10日 川北村        | 川北村                        | 昭和24年6月1日 金沢市に編入 | 金沢市                         | 金沢市                         | 金沢市   |
| 河 北 郡 | 大浦村       | 大浦村       | 大浦村                  | 河崎村                     | 明治40年8月10日 川北村        | 川北村                        | 昭和24年6月1日 金沢市に編入 | 金沢市                         | 金沢市                         | 金沢市   |
| 河 北 郡 | 東蚊爪村     | 東蚊爪村     | 東蚊爪村                | 河崎村                     | 明治40年8月10日 川北村        | 川北村                        | 昭和24年6月1日 金沢市に編入 | 金沢市                         | 金沢市                         | 金沢市   |
| 河 北 郡 | 木越村       | 木越村       | 木越村                  | 木越村                     | 明治40年8月10日 川北村        | 川北村                        | 昭和24年6月1日 金沢市に編入 | 金沢市                         | 金沢市                         | 金沢市   |
| 河 北 郡 | 小二又村     | 小二又村     | 小二又村                | 小金村                     | 明治40年8月10日 小坂村        | 昭和11年4月1日 金沢市に編入   | 金沢市                      | 金沢市                         | 金沢市                         | 金沢市   |
| 河 北 郡 | 伝燈寺村     | 伝燈寺村     | 伝燈寺村                | 小金村                     | 明治40年8月10日 小坂村        | 昭和11年4月1日 金沢市に編入   | 金沢市                      | 金沢市                         | 金沢市                         | 金沢市   |
| 河 北 郡 | 夕日寺村     | 夕日寺村     | 夕日寺村                | 小金村                     | 明治40年8月10日 小坂村        | 昭和11年4月1日 金沢市に編入   | 金沢市                      | 金沢市                         | 金沢市                         | 金沢市   |
| 河 北 郡 | 神宮寺村     | 神宮寺村     | 神宮寺村                | 小金村                     | 明治40年8月10日 小坂村        | 昭和11年4月1日 金沢市に編入   | 金沢市                      | 金沢市                         | 金沢市                         | 金沢市   |
| 河 北 郡 | 談議所村     | 談議所村     | 談議所村                | 小金村                     | 明治40年8月10日 小坂村        | 昭和11年4月1日 金沢市に編入   | 金沢市                      | 金沢市                         | 金沢市                         | 金沢市   |
| 河 北 郡 | 牧村         | 牧村         | 牧村                    | 小金村                     | 明治40年8月10日 小坂村        | 昭和11年4月1日 金沢市に編入   | 金沢市                      | 金沢市                         | 金沢市                         | 金沢市   |
| 河 北 郡 | 長屋村       | 長屋村       | 長屋村                  | 小金村                     | 明治40年8月10日 小坂村        | 昭和11年4月1日 金沢市に編入   | 金沢市                      | 金沢市                         | 金沢市                         | 金沢市   |
| 河 北 郡 | 御所村       | 御所村       | 御所村                  | 小金村                     | 明治40年8月10日 小坂村        | 昭和11年4月1日 金沢市に編入   | 金沢市                      | 金沢市                         | 金沢市                         | 金沢市   |
| 河 北 郡 | 小坂村       | 小坂村       | 小坂村                  | 小金村                     | 明治40年8月10日 小坂村        | 昭和11年4月1日 金沢市に編入   | 金沢市                      | 金沢市                         | 金沢市                         | 金沢市   |
| 河 北 郡 | 三池村       | 三池村       | 三池村                  | 小金村                     | 明治40年8月10日 小坂村        | 昭和11年4月1日 金沢市に編入   | 金沢市                      | 金沢市                         | 金沢市                         | 金沢市   |
| 河 北 郡 | 山上村       | 山上村       | 山上村                  | 小金村                     | 明治40年8月10日 小坂村        | 昭和11年4月1日 金沢市に編入   | 金沢市                      | 金沢市                         | 金沢市                         | 金沢市   |
| 河 北 郡 | 卯辰村       | 卯辰村       | 卯辰村                  | 小金村                     | 明治40年8月10日 小坂村        | 昭和11年4月1日 金沢市に編入   | 金沢市                      | 金沢市                         | 金沢市                         | 金沢市   |
| 河 北 郡 | 神谷内村     | 神谷内村     | 神谷内村                | 坂井村                     | 明治40年8月10日 小坂村        | 昭和11年4月1日 金沢市に編入   | 金沢市                      | 金沢市                         | 金沢市                         | 金沢市   |
| 河 北 郡 | 柳橋村       | 柳橋村       | 柳橋村                  | 坂井村                     | 明治40年8月10日 小坂村        | 昭和11年4月1日 金沢市に編入   | 金沢市                      | 金沢市                         | 金沢市                         | 金沢市   |
| 河 北 郡 | 横枕村       | 横枕村       | 横枕村                  | 坂井村                     | 明治40年8月10日 小坂村        | 昭和11年4月1日 金沢市に編入   | 金沢市                      | 金沢市                         | 金沢市                         | 金沢市   |
| 河 北 郡 | 法光寺村     | 法光寺村     | 法光寺村                | 坂井村                     | 明治40年8月10日 小坂村        | 昭和11年4月1日 金沢市に編入   | 金沢市                      | 金沢市                         | 金沢市                         | 金沢市   |
| 河 北 郡 | 百坂村       | 百坂村       | 百坂村                  | 坂井村                     | 明治40年8月10日 小坂村        | 昭和11年4月1日 金沢市に編入   | 金沢市                      | 金沢市                         | 金沢市                         | 金沢市   |
| 河 北 郡 | 金市新保村   | 金市新保村   | 金市新保村              | 坂井村                     | 明治40年8月10日 小坂村        | 昭和11年4月1日 金沢市に編入   | 金沢市                      | 金沢市                         | 金沢市                         | 金沢市   |
| 河 北 郡 | 荒屋村       | 荒屋村       | 改称 新保荒屋村         | 坂井村                     | 明治40年8月10日 小坂村        | 昭和11年4月1日 金沢市に編入   | 金沢市                      | 金沢市                         | 金沢市                         | 金沢市   |
| 河 北 郡 | 福久村       | 福久村       | 福久村                  | 坂井村                     | 明治40年8月10日 小坂村        | 昭和11年4月1日 金沢市に編入   | 金沢市                      | 金沢市                         | 金沢市                         | 金沢市   |
| 河 北 郡 | 大衆免村     | 大衆免村     | 大衆免村                | 中口村                     | 明治40年8月10日 小坂村        | 昭和11年4月1日 金沢市に編入   | 金沢市                      | 金沢市                         | 金沢市                         | 金沢市   |
| 河 北 郡 | 浅野村       | 浅野村       | 浅野村                  | 中口村                     | 明治40年8月10日 小坂村        | 昭和11年4月1日 金沢市に編入   | 金沢市                      | 金沢市                         | 金沢市                         | 金沢市   |
| 河 北 郡 | 浅野中島村   | 浅野中島村   | 浅野中島村              | 中口村                     | 明治40年8月10日 小坂村        | 昭和11年4月1日 金沢市に編入   | 金沢市                      | 金沢市                         | 金沢市                         | 金沢市   |
| 河 北 郡 | 乙丸村       | 乙丸村       | 乙丸村                  | 中口村                     | 明治40年8月10日 小坂村        | 昭和11年4月1日 金沢市に編入   | 金沢市                      | 金沢市                         | 金沢市                         | 金沢市   |
| 河 北 郡 | 高柳村       | 高柳村       | 高柳村                  | 中口村                     | 明治40年8月10日 小坂村        | 昭和11年4月1日 金沢市に編入   | 金沢市                      | 金沢市                         | 金沢市                         | 金沢市   |
| 河 北 郡 | 田中村       | 田中村       | 田中村                  | 中口村                     | 明治40年8月10日 小坂村        | 昭和11年4月1日 金沢市に編入   | 金沢市                      | 金沢市                         | 金沢市                         | 金沢市   |
| 河 北 郡 | 宮保村       | 宮保村       | 宮保村                  | 金川村                     | 明治40年8月10日 小坂村        | 昭和11年4月1日 金沢市に編入   | 金沢市                      | 金沢市                         | 金沢市                         | 金沢市   |
| 河 北 郡 | 疋田村       | 疋田村       | 疋田村                  | 金川村                     | 明治40年8月10日 小坂村        | 昭和11年4月1日 金沢市に編入   | 金沢市                      | 金沢市                         | 金沢市                         | 金沢市   |
| 河 北 郡 | 今村         | 今村         | 今村                    | 金川村                     | 明治40年8月10日 小坂村        | 昭和11年4月1日 金沢市に編入   | 金沢市                      | 金沢市                         | 金沢市                         | 金沢市   |
| 河 北 郡 | 千木村       | 千木村       | 千木村                  | 金川村                     | 明治40年8月10日 小坂村        | 昭和11年4月1日 金沢市に編入   | 金沢市                      | 金沢市                         | 金沢市                         | 金沢市   |
| 河 北 郡 | 千田村       | 千田村       | 千田村                  | 金川村                     | 明治40年8月10日 小坂村        | 昭和11年4月1日 金沢市に編入   | 金沢市                      | 金沢市                         | 金沢市                         | 金沢市   |
| 河 北 郡 | 金沢城下各町 | 河北郡所属分 | 明治11年12月17日 金沢区 | 金沢市                     | 金沢市                        | 金沢市                        | 金沢市                      | 金沢市                         | 金沢市                         | 金沢市   |
| 石 川 郡 | 金沢城下各町 | 石川郡所属分 | 明治11年12月17日 金沢区 | 金沢市                     | 金沢市                        | 金沢市                        | 金沢市                      | 金沢市                         | 金沢市                         | 金沢市   |
| 石 川 郡 | 泉野村       | 一部         | 泉野村                  | 野村                       | 大正13年4月1日 金沢市に編入   | 金沢市                        | 金沢市                      | 金沢市                         | 金沢市                         | 金沢市   |
| 石 川 郡 | 泉野村       | 一部         | 泉野村                  | 野村                       | 大正14年4月1日 金沢市に編入   | 金沢市                        | 金沢市                      | 金沢市                         | 金沢市                         | 金沢市   |
| 石 川 郡 | 長坂新村     | 長坂新村     | 長坂新村                | 野村                       | 大正14年4月1日 金沢市に編入   | 金沢市                        | 金沢市                      | 金沢市                         | 金沢市                         | 金沢市   |
| 石 川 郡 | 十一屋村     | 十一屋村     | 十一屋村                | 野村                       | 大正14年4月1日 金沢市に編入   | 金沢市                        | 金沢市                      | 金沢市                         | 金沢市                         | 金沢市   |
| 石 川 郡 | 法島村       | 法島村       | 法島村                  | 野村                       | 大正14年4月1日 金沢市に編入   | 金沢市                        | 金沢市                      | 金沢市                         | 金沢市                         | 金沢市   |
| 石 川 郡 | 泉野出村     | 泉野出村     | 泉野出村                | 野村                       | 大正14年4月1日 金沢市に編入   | 金沢市                        | 金沢市                      | 金沢市                         | 金沢市                         | 金沢市   |
| 石 川 郡 | 野田村       | 野田村       | 野田村                  | 野村                       | 大正14年4月1日 金沢市に編入   | 金沢市                        | 金沢市                      | 金沢市                         | 金沢市                         | 金沢市   |
| 石 川 郡 | 平栗村       | 平栗村       | 平栗村                  | 野村                       | 大正14年4月1日 金沢市に編入   | 金沢市                        | 金沢市                      | 金沢市                         | 金沢市                         | 金沢市   |
| 石 川 郡 | 三口村       | 三口村       | 三口村                  | 弓取村                     | 大正14年4月10日 金沢市に編入  | 金沢市                        | 金沢市                      | 金沢市                         | 金沢市                         | 金沢市   |
| 石 川 郡 | 割出村       | 割出村       | 割出村                  | 弓取村                     | 大正14年4月10日 金沢市に編入  | 金沢市                        | 金沢市                      | 金沢市                         | 金沢市                         | 金沢市   |
| 石 川 郡 | 諸江村       | 諸江村       | 諸江村                  | 弓取村                     | 大正14年4月10日 金沢市に編入  | 金沢市                        | 金沢市                      | 金沢市                         | 金沢市                         | 金沢市   |
| 石 川 郡 | 下安江村     | 下安江村     | 下安江村                | 弓取村                     | 大正14年4月10日 金沢市に編入  | 金沢市                        | 金沢市                      | 金沢市                         | 金沢市                         | 金沢市   |
| 石 川 郡 | 上安江村     | 上安江村     | 上安江村                | 弓取村                     | 大正14年4月10日 金沢市に編入  | 金沢市                        | 金沢市                      | 金沢市                         | 金沢市                         | 金沢市   |
| 石 川 郡 | 三ツ屋村     | 三ツ屋村     | 三ツ屋村                | 弓取村                     | 大正14年4月10日 金沢市に編入  | 金沢市                        | 金沢市                      | 金沢市                         | 金沢市                         | 金沢市   |
| 石 川 郡 | 地黄煎村     | 地黄煎村     | 地黄煎村                | 富樫村                     | 富樫村                        | 昭和10年12月16日 金沢市に編入 | 金沢市                      | 金沢市                         | 金沢市                         | 金沢市   |
| 石 川 郡 | 円光寺村     | 円光寺村     | 円光寺村                | 富樫村                     | 富樫村                        | 昭和10年12月16日 金沢市に編入 | 金沢市                      | 金沢市                         | 金沢市                         | 金沢市   |
| 石 川 郡 | 山科村       | 山科村       | 山科村                  | 富樫村                     | 富樫村                        | 昭和10年12月16日 金沢市に編入 | 金沢市                      | 金沢市                         | 金沢市                         | 金沢市   |
| 石 川 郡 | 高尾村       | 高尾村       | 高尾村                  | 富樫村                     | 富樫村                        | 昭和10年12月16日 金沢市に編入 | 金沢市                      | 金沢市                         | 金沢市                         | 金沢市   |
| 石 川 郡 | 伏見新村     | 伏見新村     | 伏見新村                | 富樫村                     | 富樫村                        | 昭和10年12月16日 金沢市に編入 | 金沢市                      | 金沢市                         | 金沢市                         | 金沢市   |
| 石 川 郡 | 窪村         | 窪村         | 窪村                    | 富樫村                     | 富樫村                        | 昭和10年12月16日 金沢市に編入 | 金沢市                      | 金沢市                         | 金沢市                         | 金沢市   |
| 石 川 郡 | 清瀬村       | 清瀬村       | 清瀬村                  | 富樫村                     | 富樫村                        | 昭和10年12月16日 金沢市に編入 | 金沢市                      | 金沢市                         | 金沢市                         | 金沢市   |
| 石 川 郡 | 坪野村       | 坪野村       | 坪野村                  | 富樫村                     | 富樫村                        | 昭和10年12月16日 金沢市に編入 | 金沢市                      | 金沢市                         | 金沢市                         | 金沢市   |
| 石 川 郡 | 寺地村       | 寺地村       | 寺地村                  | 富樫村                     | 富樫村                        | 昭和10年12月16日 金沢市に編入 | 金沢市                      | 金沢市                         | 金沢市                         | 金沢市   |
| 石 川 郡 | 倉ヶ岳村     | 倉ヶ岳村     | 倉ヶ岳村                | 富樫村                     | 富樫村                        | 昭和10年12月16日 金沢市に編入 | 金沢市                      | 金沢市                         | 金沢市                         | 金沢市   |
| 石 川 郡 | 南新保村     | 南新保村     | 南新保村                | 鞍月村                     | 鞍月村                        | 昭和10年12月16日 金沢市に編入 | 金沢市                      | 金沢市                         | 金沢市                         | 金沢市   |
| 石 川 郡 | 直江村       | 直江村       | 直江村                  | 鞍月村                     | 鞍月村                        | 昭和10年12月16日 金沢市に編入 | 金沢市                      | 金沢市                         | 金沢市                         | 金沢市   |
| 石 川 郡 | 近岡村       | 近岡村       | 近岡村                  | 鞍月村                     | 鞍月村                        | 昭和10年12月16日 金沢市に編入 | 金沢市                      | 金沢市                         | 金沢市                         | 金沢市   |
| 石 川 郡 | 大友村       | 大友村       | 大友村                  | 鞍月村                     | 鞍月村                        | 昭和10年12月16日 金沢市に編入 | 金沢市                      | 金沢市                         | 金沢市                         | 金沢市   |
| 石 川 郡 | 大友御供田村 | 大友御供田村 | 大友御供田村            | 鞍月村                     | 鞍月村                        | 昭和10年12月16日 金沢市に編入 | 金沢市                      | 金沢市                         | 金沢市                         | 金沢市   |
| 石 川 郡 | 戸水村       | 戸水村       | 戸水村                  | 鞍月村                     | 鞍月村                        | 昭和10年12月16日 金沢市に編入 | 金沢市                      | 金沢市                         | 金沢市                         | 金沢市   |
| 石 川 郡 | 大河端村     | 大河端村     | 大河端村                | 潟津村                     | 潟津村                        | 昭和10年12月16日 金沢市に編入 | 金沢市                      | 金沢市                         | 金沢市                         | 金沢市   |
| 石 川 郡 | 北間村       | 北間村       | 北間村                  | 潟津村                     | 潟津村                        | 昭和10年12月16日 金沢市に編入 | 金沢市                      | 金沢市                         | 金沢市                         | 金沢市   |
| 石 川 郡 | 須崎村       | 須崎村       | 須崎村                  | 潟津村                     | 潟津村                        | 昭和10年12月16日 金沢市に編入 | 金沢市                      | 金沢市                         | 金沢市                         | 金沢市   |
| 石 川 郡 | 西蚊爪村     | 西蚊爪村     | 西蚊爪村                | 潟津村                     | 潟津村                        | 昭和10年12月16日 金沢市に編入 | 金沢市                      | 金沢市                         | 金沢市                         | 金沢市   |
| 石 川 郡 | 粟崎村       | 粟崎村       | 粟崎村                  | 粟崎村                     | 粟崎村                        | 昭和10年12月16日 金沢市に編入 | 金沢市                      | 金沢市                         | 金沢市                         | 金沢市   |
| 石 川 郡 | 五郎島村     | 五郎島村     | 五郎島村                | 粟崎村                     | 粟崎村                        | 昭和10年12月16日 金沢市に編入 | 金沢市                      | 金沢市                         | 金沢市                         | 金沢市   |
| 石 川 郡 | 入江村       | 入江村       | 入江村                  | 米丸村                     | 米丸村                        | 昭和10年12月16日 金沢市に編入 | 金沢市                      | 金沢市                         | 金沢市                         | 金沢市   |
| 石 川 郡 | 玉鉾村       | 玉鉾村       | 玉鉾村                  | 米丸村                     | 米丸村                        | 昭和10年12月16日 金沢市に編入 | 金沢市                      | 金沢市                         | 金沢市                         | 金沢市   |
| 石 川 郡 | 間明村       | 間明村       | 間明村                  | 米丸村                     | 米丸村                        | 昭和10年12月16日 金沢市に編入 | 金沢市                      | 金沢市                         | 金沢市                         | 金沢市   |
| 石 川 郡 | 高畠村       | 高畠村       | 高畠村                  | 米丸村                     | 米丸村                        | 昭和10年12月16日 金沢市に編入 | 金沢市                      | 金沢市                         | 金沢市                         | 金沢市   |
| 石 川 郡 | 東力村       | 東力村       | 東力村                  | 米丸村                     | 米丸村                        | 昭和10年12月16日 金沢市に編入 | 金沢市                      | 金沢市                         | 金沢市                         | 金沢市   |
| 石 川 郡 | 黒田村       | 黒田村       | 黒田村                  | 米丸村                     | 米丸村                        | 昭和10年12月16日 金沢市に編入 | 金沢市                      | 金沢市                         | 金沢市                         | 金沢市   |
| 石 川 郡 | 保古村       | 保古村       | 保古村                  | 米丸村                     | 米丸村                        | 昭和10年12月16日 金沢市に編入 | 金沢市                      | 金沢市                         | 金沢市                         | 金沢市   |
| 石 川 郡 | 糸田村       | 糸田村       | 糸田村                  | 米丸村                     | 米丸村                        | 昭和10年12月16日 金沢市に編入 | 金沢市                      | 金沢市                         | 金沢市                         | 金沢市   |
| 石 川 郡 | 御供田村     | 御供田村     | 御供田村                | 米丸村                     | 米丸村                        | 昭和10年12月16日 金沢市に編入 | 金沢市                      | 金沢市                         | 金沢市                         | 金沢市   |
| 石 川 郡 | 増泉村       | 一部を除く   | 増泉村                  | 米丸村                     | 米丸村                        | 昭和10年12月16日 金沢市に編入 | 金沢市                      | 金沢市                         | 金沢市                         | 金沢市   |
| 石 川 郡 | 増泉村       | 一部         | 増泉村                  | 戸板村                     | 戸板村                        | 昭和18年10月1日 金沢市に編入  | 金沢市                      | 金沢市                         | 金沢市                         | 金沢市   |
| 石 川 郡 | 大豆田村     | 大豆田村     | 大豆田村                | 戸板村                     | 戸板村                        | 昭和18年10月1日 金沢市に編入  | 金沢市                      | 金沢市                         | 金沢市                         | 金沢市   |
| 石 川 郡 | 二口村       | 二口村       | 二口村                  | 戸板村                     | 戸板村                        | 昭和18年10月1日 金沢市に編入  | 金沢市                      | 金沢市                         | 金沢市                         | 金沢市   |
| 石 川 郡 | 北村         | 北村         | 北村                    | 戸板村                     | 戸板村                        | 昭和18年10月1日 金沢市に編入  | 金沢市                      | 金沢市                         | 金沢市                         | 金沢市   |
| 石 川 郡 | 若宮出村     | 若宮出村     | 若宮出村                | 戸板村                     | 戸板村                        | 昭和18年10月1日 金沢市に編入  | 金沢市                      | 金沢市                         | 金沢市                         | 金沢市   |
| 石 川 郡 | 二ツ屋村     | 二ツ屋村     | 二ツ屋村                | 戸板村                     | 戸板村                        | 昭和18年10月1日 金沢市に編入  | 金沢市                      | 金沢市                         | 金沢市                         | 金沢市   |
| 石 川 郡 | 二口六丁村   | 二口六丁村   | 二口六丁村              | 戸板村                     | 戸板村                        | 昭和18年10月1日 金沢市に編入  | 金沢市                      | 金沢市                         | 金沢市                         | 金沢市   |
| 石 川 郡 | 薬師堂村     | 薬師堂村     | 薬師堂村                | 戸板村                     | 戸板村                        | 昭和18年10月1日 金沢市に編入  | 金沢市                      | 金沢市                         | 金沢市                         | 金沢市   |
| 石 川 郡 | 若宮村       | 若宮村       | 若宮村                  | 戸板村                     | 戸板村                        | 昭和18年10月1日 金沢市に編入  | 金沢市                      | 金沢市                         | 金沢市                         | 金沢市   |
| 石 川 郡 | 淵上村       | 淵上村       | 淵上村                  | 戸板村                     | 戸板村                        | 昭和18年10月1日 金沢市に編入  | 金沢市                      | 金沢市                         | 金沢市                         | 金沢市   |
| 石 川 郡 | 桜田村       | 桜田村       | 桜田村                  | 戸板村                     | 戸板村                        | 昭和18年10月1日 金沢市に編入  | 金沢市                      | 金沢市                         | 金沢市                         | 金沢市   |
| 石 川 郡 | 示野中村     | 示野中村     | 示野中村                | 戸板村                     | 戸板村                        | 昭和18年10月1日 金沢市に編入  | 金沢市                      | 金沢市                         | 金沢市                         | 金沢市   |
| 石 川 郡 | 示野村       | 示野村       | 示野村                  | 戸板村                     | 戸板村                        | 昭和18年10月1日 金沢市に編入  | 金沢市                      | 金沢市                         | 金沢市                         | 金沢市   |
| 石 川 郡 | 北広岡村     | 北広岡村     | 北広岡村                | 戸板村                     | 戸板村                        | 昭和18年10月1日 金沢市に編入  | 金沢市                      | 金沢市                         | 金沢市                         | 金沢市   |
| 石 川 郡 | 南広岡村     | 南広岡村     | 南広岡村                | 戸板村                     | 戸板村                        | 昭和18年10月1日 金沢市に編入  | 金沢市                      | 金沢市                         | 金沢市                         | 金沢市   |
| 石 川 郡 | 長田村       | 長田村       | 長田村                  | 戸板村                     | 戸板村                        | 昭和18年10月1日 金沢市に編入  | 金沢市                      | 金沢市                         | 金沢市                         | 金沢市   |
| 石 川 郡 | 西念新保村   | 西念新保村   | 西念新保村              | 戸板村                     | 戸板村                        | 昭和18年10月1日 金沢市に編入  | 金沢市                      | 金沢市                         | 金沢市                         | 金沢市   |
| 石 川 郡 | 中村         | 一部         | 中村                    | 戸板村                     | 戸板村                        | 昭和18年10月1日 金沢市に編入  | 金沢市                      | 金沢市                         | 金沢市                         | 金沢市   |
| 石 川 郡 | 中村         | 一部を除く   | 中村                    | 米丸村                     | 米丸村                        | 昭和10年12月16日 金沢市に編入 | 金沢市                      | 金沢市                         | 金沢市                         | 金沢市   |
| 石 川 郡 | 大野町       | 大野町       | 慶応2年 改称 金石庄町   | 下金石町                   | 明治31年3月12日 改称 大野町   | 昭和10年12月16日 金沢市に編入 | 金沢市                      | 金沢市                         | 金沢市                         | 金沢市   |
| 石 川 郡 | 宮腰町       | 宮腰町       | 慶応2年 改称 金石本町   | 上金石町                   | 大正9年6月1日 改称 金石町     | 昭和18年12月1日 金沢市に編入  | 金沢市                      | 金沢市                         | 金沢市                         | 金沢市   |
| 石 川 郡 | 北笹塚村     | 北笹塚村     | 北笹塚村                | 二塚村                     | 二塚村                        | 昭和18年12月1日 金沢市に編入  | 金沢市                      | 金沢市                         | 金沢市                         | 金沢市   |
| 石 川 郡 | 袋畠村       | 袋畠村       | 袋畠村                  | 二塚村                     | 二塚村                        | 昭和18年12月1日 金沢市に編入  | 金沢市                      | 金沢市                         | 金沢市                         | 金沢市   |
| 石 川 郡 | 中野村       | 中野村       | 中野村                  | 二塚村                     | 二塚村                        | 昭和18年12月1日 金沢市に編入  | 金沢市                      | 金沢市                         | 金沢市                         | 金沢市   |
| 石 川 郡 | 赤土村       | 赤土村       | 明治9年 神合村          | 二塚村                     | 二塚村                        | 昭和18年12月1日 金沢市に編入  | 金沢市                      | 金沢市                         | 金沢市                         | 金沢市   |
| 石 川 郡 | 鷺森村       |              | 明治9年 神合村          | 二塚村                     | 二塚村                        | 昭和18年12月1日 金沢市に編入  | 金沢市                      | 金沢市                         | 金沢市                         | 金沢市   |
| 石 川 郡 | 専光寺村     | 専光寺村     | 専光寺村                | 二塚村                     | 二塚村                        | 昭和18年12月1日 金沢市に編入  | 金沢市                      | 金沢市                         | 金沢市                         | 金沢市   |
| 石 川 郡 | 野村         | 野村         | 野村                    | 二塚村                     | 二塚村                        | 昭和18年12月1日 金沢市に編入  | 金沢市                      | 金沢市                         | 金沢市                         | 金沢市   |
| 石 川 郡 | 二ツ寺村     | 二ツ寺村     | 二ツ寺村                | 二塚村                     | 二塚村                        | 昭和18年12月1日 金沢市に編入  | 金沢市                      | 金沢市                         | 金沢市                         | 金沢市   |
| 石 川 郡 | 市川村       | 市川村       | 市川村                  | 二塚村                     | 二塚村                        | 昭和18年12月1日 金沢市に編入  | 金沢市                      | 金沢市                         | 金沢市                         | 金沢市   |
| 石 川 郡 | 南笹塚村     | 南笹塚村     | 南笹塚村                | 二塚村                     | 二塚村                        | 昭和18年12月1日 金沢市に編入  | 金沢市                      | 金沢市                         | 金沢市                         | 金沢市   |
| 石 川 郡 | 古保村       | 古保村       | 古保村                  | 二塚村                     | 二塚村                        | 昭和18年12月1日 金沢市に編入  | 金沢市                      | 金沢市                         | 金沢市                         | 金沢市   |
| 石 川 郡 | 寺中村       | 寺中村       | 寺中村                  | 大野村                     | 大野村                        | 昭和18年12月1日 金沢市に編入  | 金沢市                      | 金沢市                         | 金沢市                         | 金沢市   |
| 石 川 郡 | 松村         | 松村         | 松村                    | 大野村                     | 大野村                        | 昭和18年12月1日 金沢市に編入  | 金沢市                      | 金沢市                         | 金沢市                         | 金沢市   |
| 石 川 郡 | 観音堂村     | 観音堂村     | 観音堂村                | 大野村                     | 大野村                        | 昭和18年12月1日 金沢市に編入  | 金沢市                      | 金沢市                         | 金沢市                         | 金沢市   |
| 石 川 郡 | 普正寺村     | 普正寺村     | 普正寺村                | 大野村                     | 大野村                        | 昭和18年12月1日 金沢市に編入  | 金沢市                      | 金沢市                         | 金沢市                         | 金沢市   |
| 石 川 郡 | 藤江村       | 藤江村       | 藤江村                  | 大野村                     | 大野村                        | 昭和18年12月1日 金沢市に編入  | 金沢市                      | 金沢市                         | 金沢市                         | 金沢市   |
| 石 川 郡 | 畝田村       | 畝田村       | 畝田村                  | 大野村                     | 大野村                        | 昭和18年12月1日 金沢市に編入  | 金沢市                      | 金沢市                         | 金沢市                         | 金沢市   |
| 石 川 郡 | 無量寺村     | 無量寺村     | 無量寺村                | 大野村                     | 大野村                        | 昭和18年12月1日 金沢市に編入  | 金沢市                      | 金沢市                         | 金沢市                         | 金沢市   |
| 石 川 郡 | 泉村         | 泉村         | 泉村                    | 三馬村                     | 三馬村                        | 昭和11年4月1日 金沢市に編入   | 金沢市                      | 金沢市                         | 金沢市                         | 金沢市   |
| 石 川 郡 | 有松村       | 有松村       | 有松村                  | 三馬村                     | 三馬村                        | 昭和11年4月1日 金沢市に編入   | 金沢市                      | 金沢市                         | 金沢市                         | 金沢市   |
| 石 川 郡 | 西泉村       | 西泉村       | 西泉村                  | 三馬村                     | 三馬村                        | 昭和11年4月1日 金沢市に編入   | 金沢市                      | 金沢市                         | 金沢市                         | 金沢市   |
| 石 川 郡 | 米泉村       | 米泉村       | 米泉村                  | 三馬村                     | 三馬村                        | 昭和11年4月1日 金沢市に編入   | 金沢市                      | 金沢市                         | 金沢市                         | 金沢市   |
| 石 川 郡 | 横川村       | 横川村       | 横川村                  | 三馬村                     | 三馬村                        | 昭和11年4月1日 金沢市に編入   | 金沢市                      | 金沢市                         | 金沢市                         | 金沢市   |
| 石 川 郡 | 久安村       | 久安村       | 久安村                  | 三馬村                     | 三馬村                        | 昭和11年4月1日 金沢市に編入   | 金沢市                      | 金沢市                         | 金沢市                         | 金沢市   |
| 石 川 郡 | 野々市新村   | 野々市新村   | 野々市新村              | 三馬村                     | 三馬村                        | 昭和11年4月1日 金沢市に編入   | 金沢市                      | 金沢市                         | 金沢市                         | 金沢市   |
| 石 川 郡 | 笠舞村       | 笠舞村       | 笠舞村                  | 崎浦村                     | 崎浦村                        | 昭和11年4月1日 金沢市に編入   | 金沢市                      | 金沢市                         | 金沢市                         | 金沢市   |
| 石 川 郡 | 三口新村     | 三口新村     | 三口新村                | 崎浦村                     | 崎浦村                        | 昭和11年4月1日 金沢市に編入   | 金沢市                      | 金沢市                         | 金沢市                         | 金沢市   |
| 石 川 郡 | 涌波新村     | 涌波新村     | 涌波新村                | 崎浦村                     | 崎浦村                        | 昭和11年4月1日 金沢市に編入   | 金沢市                      | 金沢市                         | 金沢市                         | 金沢市   |
| 石 川 郡 | 田井村       | 田井村       | 田井村                  | 崎浦村                     | 崎浦村                        | 昭和11年4月1日 金沢市に編入   | 金沢市                      | 金沢市                         | 金沢市                         | 金沢市   |
| 石 川 郡 | 上野新村     | 上野新村     | 上野新村                | 崎浦村                     | 崎浦村                        | 昭和11年4月1日 金沢市に編入   | 金沢市                      | 金沢市                         | 金沢市                         | 金沢市   |
| 石 川 郡 | 山崎地方     | 山崎地方     | 山崎地方                | 崎浦村                     | 崎浦村                        | 昭和11年4月1日 金沢市に編入   | 金沢市                      | 金沢市                         | 金沢市                         | 金沢市   |
| 石 川 郡 | 土清水村     | 土清水村     | 土清水村                | 崎浦村                     | 崎浦村                        | 昭和11年4月1日 金沢市に編入   | 金沢市                      | 金沢市                         | 金沢市                         | 金沢市   |
| 石 川 郡 | 牛坂村       | 牛坂村       | 牛坂村                  | 崎浦村                     | 崎浦村                        | 昭和11年4月1日 金沢市に編入   | 金沢市                      | 金沢市                         | 金沢市                         | 金沢市   |
| 石 川 郡 | 牛首村       | 牛首村       | 牛首村                  | 崎浦村                     | 崎浦村                        | 昭和11年4月1日 金沢市に編入   | 金沢市                      | 金沢市                         | 金沢市                         | 金沢市   |
| 石 川 郡 | 大桑村       | 大桑村       | 大桑村                  | 崎浦村                     | 崎浦村                        | 昭和11年4月1日 金沢市に編入   | 金沢市                      | 金沢市                         | 金沢市                         | 金沢市   |
| 石 川 郡 | 館村         | 館村         | 館村                    | 湯涌谷村                   | 明治24年11月21日 崎浦村に編入 | 昭和11年4月1日 金沢市に編入   | 金沢市                      | 金沢市                         | 金沢市                         | 金沢市   |
| 石 川 郡 | 白見村       | 白見村       | 白見村                  | 湯涌谷村                   | 湯涌谷村                      | 湯涌谷村                      | 昭和29年7月1日 金沢市に編入 | 金沢市                         | 金沢市                         | 金沢市   |
| 石 川 郡 | 上原村       | 上原村       | 上原村                  | 湯涌谷村                   | 湯涌谷村                      | 湯涌谷村                      | 昭和29年7月1日 金沢市に編入 | 金沢市                         | 金沢市                         | 金沢市   |
| 石 川 郡 | 田子島村     | 田子島村     | 田子島村                | 湯涌谷村                   | 湯涌谷村                      | 湯涌谷村                      | 昭和29年7月1日 金沢市に編入 | 金沢市                         | 金沢市                         | 金沢市   |
| 石 川 郡 | 湯涌村       | 湯涌村       | 湯涌村                  | 湯涌谷村                   | 湯涌谷村                      | 湯涌谷村                      | 昭和29年7月1日 金沢市に編入 | 金沢市                         | 金沢市                         | 金沢市   |
| 石 川 郡 | 上荒屋村     | 上荒屋村     | 上荒屋村                | 湯涌谷村                   | 湯涌谷村                      | 湯涌谷村                      | 昭和29年7月1日 金沢市に編入 | 金沢市                         | 金沢市                         | 金沢市   |
| 石 川 郡 | 河内村       | 河内村       | 河内村                  | 湯涌谷村                   | 湯涌谷村                      | 湯涌谷村                      | 昭和29年7月1日 金沢市に編入 | 金沢市                         | 金沢市                         | 金沢市   |
| 石 川 郡 | 曲村         | 曲村         | 曲村                    | 湯涌谷村                   | 湯涌谷村                      | 湯涌谷村                      | 昭和29年7月1日 金沢市に編入 | 金沢市                         | 金沢市                         | 金沢市   |
| 石 川 郡 | 畠尾村       | 畠尾村       | 畠尾村                  | 湯涌谷村                   | 湯涌谷村                      | 湯涌谷村                      | 昭和29年7月1日 金沢市に編入 | 金沢市                         | 金沢市                         | 金沢市   |
| 石 川 郡 | 茅原村       | 茅原村       | 茅原村                  | 湯涌谷村                   | 湯涌谷村                      | 湯涌谷村                      | 昭和29年7月1日 金沢市に編入 | 金沢市                         | 金沢市                         | 金沢市   |
| 石 川 郡 | 七曲村       | 七曲村       | 七曲村                  | 湯涌谷村                   | 湯涌谷村                      | 湯涌谷村                      | 昭和29年7月1日 金沢市に編入 | 金沢市                         | 金沢市                         | 金沢市   |
| 石 川 郡 | 西市瀬村     | 西市瀬村     | 西市瀬村                | 湯涌谷村                   | 湯涌谷村                      | 湯涌谷村                      | 昭和29年7月1日 金沢市に編入 | 金沢市                         | 金沢市                         | 金沢市   |
| 石 川 郡 | 下谷村       | 下谷村       | 下谷村                  | 湯涌谷村                   | 湯涌谷村                      | 湯涌谷村                      | 昭和29年7月1日 金沢市に編入 | 金沢市                         | 金沢市                         | 金沢市   |
| 石 川 郡 | 羽場村       | 羽場村       | 羽場村                  | 湯涌谷村                   | 湯涌谷村                      | 湯涌谷村                      | 昭和29年7月1日 金沢市に編入 | 金沢市                         | 金沢市                         | 金沢市   |
| 石 川 郡 | 額谷村       | 額谷村       | 額谷村                  | 額村                       | 額村                          | 額村                          | 昭和29年7月1日 金沢市に編入 | 金沢市                         | 金沢市                         | 金沢市   |
| 石 川 郡 | 大額村       | 大額村       | 大額村                  | 額村                       | 額村                          | 額村                          | 昭和29年7月1日 金沢市に編入 | 金沢市                         | 金沢市                         | 金沢市   |
| 石 川 郡 | 額乙丸村     | 額乙丸村     | 額乙丸村                | 額村                       | 額村                          | 額村                          | 昭和29年7月1日 金沢市に編入 | 金沢市                         | 金沢市                         | 金沢市   |
| 石 川 郡 | 四十万村     | 四十万村     | 四十万村                | 額村                       | 額村                          | 額村                          | 昭和29年7月1日 金沢市に編入 | 金沢市                         | 金沢市                         | 金沢市   |
| 石 川 郡 | 三十苅村     | 三十苅村     | 三十苅村                | 額村                       | 額村                          | 額村                          | 昭和29年7月1日 金沢市に編入 | 金沢市                         | 金沢市                         | 金沢市   |
| 石 川 郡 | 額新保村     | 額新保村     | 額新保村                | 額村                       | 額村                          | 額村                          | 昭和29年7月1日 金沢市に編入 | 金沢市                         | 金沢市                         | 金沢市   |
| 石 川 郡 | 馬替村       | 馬替村       | 馬替村                  | 額村                       | 額村                          | 額村                          | 昭和29年7月1日 金沢市に編入 | 金沢市                         | 金沢市                         | 金沢市   |
| 石 川 郡 | 三小牛村     | 三小牛村     | 三小牛村                | 内川村                     | 内川村                        | 内川村                        | 昭和29年7月1日 金沢市に編入 | 金沢市                         | 金沢市                         | 金沢市   |
| 石 川 郡 | 別所村       | 別所村       | 別所村                  | 内川村                     | 内川村                        | 内川村                        | 昭和29年7月1日 金沢市に編入 | 金沢市                         | 金沢市                         | 金沢市   |
| 石 川 郡 | 蓮花村       | 蓮花村       | 蓮花村                  | 内川村                     | 内川村                        | 内川村                        | 昭和29年7月1日 金沢市に編入 | 金沢市                         | 金沢市                         | 金沢市   |
| 石 川 郡 | 小原村       | 小原村       | 小原村                  | 内川村                     | 内川村                        | 内川村                        | 昭和29年7月1日 金沢市に編入 | 金沢市                         | 金沢市                         | 金沢市   |
| 石 川 郡 | 富樫新保村   | 富樫新保村   | 富樫新保村              | 内川村                     | 内川村                        | 内川村                        | 昭和29年7月1日 金沢市に編入 | 金沢市                         | 金沢市                         | 金沢市   |
| 石 川 郡 | 住吉村       | 住吉村       | 住吉村                  | 内川村                     | 内川村                        | 内川村                        | 昭和29年7月1日 金沢市に編入 | 金沢市                         | 金沢市                         | 金沢市   |
| 石 川 郡 | 山川村       | 山川村       | 山川村                  | 内川村                     | 内川村                        | 内川村                        | 昭和29年7月1日 金沢市に編入 | 金沢市                         | 金沢市                         | 金沢市   |
| 石 川 郡 | 堂村         | 堂村         | 堂村                    | 内川村                     | 内川村                        | 内川村                        | 昭和29年7月1日 金沢市に編入 | 金沢市                         | 金沢市                         | 金沢市   |
| 石 川 郡 | 後谷村       | 後谷村       | 後谷村                  | 内川村                     | 内川村                        | 内川村                        | 昭和29年7月1日 金沢市に編入 | 金沢市                         | 金沢市                         | 金沢市   |
| 石 川 郡 | 末村         | 末村         | 末村                    | 犀川村                     | 犀川村                        | 犀川村                        | 昭和29年7月1日 金沢市に編入 | 金沢市                         | 金沢市                         | 金沢市   |
| 石 川 郡 | 天池村       | 天池村       | 天池村                  | 犀川村                     | 犀川村                        | 犀川村                        | 昭和29年7月1日 金沢市に編入 | 金沢市                         | 金沢市                         | 金沢市   |
| 石 川 郡 | 中戸村       | 中戸村       | 中戸村                  | 犀川村                     | 犀川村                        | 犀川村                        | 昭和29年7月1日 金沢市に編入 | 金沢市                         | 金沢市                         | 金沢市   |
| 石 川 郡 | 大平沢村     | 大平沢村     | 大平沢村                | 犀川村                     | 犀川村                        | 犀川村                        | 昭和29年7月1日 金沢市に編入 | 金沢市                         | 金沢市                         | 金沢市   |
| 石 川 郡 | 国見村       | 国見村       | 国見村                  | 犀川村                     | 犀川村                        | 犀川村                        | 昭和29年7月1日 金沢市に編入 | 金沢市                         | 金沢市                         | 金沢市   |
| 石 川 郡 | 小平沢村     | 小平沢村     | 小平沢村                | 犀川村                     | 犀川村                        | 犀川村                        | 昭和29年7月1日 金沢市に編入 | 金沢市                         | 金沢市                         | 金沢市   |
| 石 川 郡 | 樫見村       | 樫見村       | 樫見村                  | 犀川村                     | 犀川村                        | 犀川村                        | 昭和29年7月1日 金沢市に編入 | 金沢市                         | 金沢市                         | 金沢市   |
| 石 川 郡 | 上辰巳村     | 上辰巳村     | 上辰巳村                | 犀川村                     | 犀川村                        | 犀川村                        | 昭和29年7月1日 金沢市に編入 | 金沢市                         | 金沢市                         | 金沢市   |
| 石 川 郡 | 下辰巳村     | 下辰巳村     | 下辰巳村                | 犀川村                     | 犀川村                        | 犀川村                        | 昭和29年7月1日 金沢市に編入 | 金沢市                         | 金沢市                         | 金沢市   |
| 石 川 郡 | 水淵村       | 水淵村       | 水淵村                  | 犀川村                     | 犀川村                        | 犀川村                        | 昭和29年7月1日 金沢市に編入 | 金沢市                         | 金沢市                         | 金沢市   |
| 石 川 郡 | 菅池村       | 菅池村       | 菅池村                  | 犀川村                     | 犀川村                        | 犀川村                        | 昭和29年7月1日 金沢市に編入 | 金沢市                         | 金沢市                         | 金沢市   |
| 石 川 郡 | 相合谷村     | 相合谷村     | 相合谷村                | 犀川村                     | 犀川村                        | 犀川村                        | 昭和29年7月1日 金沢市に編入 | 金沢市                         | 金沢市                         | 金沢市   |
| 石 川 郡 | 鴛原村       | 鴛原村       | 鴛原村                  | 犀川村                     | 犀川村                        | 犀川村                        | 昭和29年7月1日 金沢市に編入 | 金沢市                         | 金沢市                         | 金沢市   |
| 石 川 郡 | 下鴛原村     | 下鴛原村     | 下鴛原村                | 犀川村                     | 犀川村                        | 犀川村                        | 昭和29年7月1日 金沢市に編入 | 金沢市                         | 金沢市                         | 金沢市   |
| 石 川 郡 | 瀬領村       | 瀬領村       | 瀬領村                  | 犀川村                     | 犀川村                        | 犀川村                        | 昭和29年7月1日 金沢市に編入 | 金沢市                         | 金沢市                         | 金沢市   |
| 石 川 郡 | 駒帰村       | 駒帰村       | 駒帰村                  | 犀川村                     | 犀川村                        | 犀川村                        | 昭和29年7月1日 金沢市に編入 | 金沢市                         | 金沢市                         | 金沢市   |
| 石 川 郡 | 城力村       | 城力村       | 城力村                  | 犀川村                     | 犀川村                        | 犀川村                        | 昭和29年7月1日 金沢市に編入 | 金沢市                         | 金沢市                         | 金沢市   |
| 石 川 郡 | 熊走村       | 熊走村       | 熊走村                  | 犀川村                     | 犀川村                        | 犀川村                        | 昭和29年7月1日 金沢市に編入 | 金沢市                         | 金沢市                         | 金沢市   |
| 石 川 郡 | 娚杉村       | 娚杉村       | 娚杉村                  | 犀川村                     | 犀川村                        | 犀川村                        | 昭和29年7月1日 金沢市に編入 | 金沢市                         | 金沢市                         | 金沢市   |
| 石 川 郡 | 寺津村       | 寺津村       | 寺津村                  | 犀川村                     | 犀川村                        | 犀川村                        | 昭和29年7月1日 金沢市に編入 | 金沢市                         | 金沢市                         | 金沢市   |
| 石 川 郡 | 日尾村       | 日尾村       | 日尾村                  | 犀川村                     | 犀川村                        | 犀川村                        | 昭和29年7月1日 金沢市に編入 | 金沢市                         | 金沢市                         | 金沢市   |
| 石 川 郡 | 見定村       | 見定村       | 見定村                  | 犀川村                     | 犀川村                        | 犀川村                        | 昭和29年7月1日 金沢市に編入 | 金沢市                         | 金沢市                         | 金沢市   |
| 石 川 郡 | 二又村       | 二又村       | 二又村                  | 犀川村                     | 犀川村                        | 犀川村                        | 昭和29年7月1日 金沢市に編入 | 金沢市                         | 金沢市                         | 金沢市   |
| 石 川 郡 | 倉谷村       | 倉谷村       | 倉谷村                  | 犀川村                     | 犀川村                        | 犀川村                        | 昭和29年7月1日 金沢市に編入 | 金沢市                         | 金沢市                         | 金沢市   |
| 石 川 郡 | 中屋村       | 中屋村       | 中屋村                  | 安原村                     | 安原村                        | 安原村                        | 昭和29年7月1日 金沢市に編入 | 金沢市                         | 金沢市                         | 金沢市   |
| 石 川 郡 | 打木村       | 打木村       | 打木村                  | 安原村                     | 安原村                        | 安原村                        | 昭和29年7月1日 金沢市に編入 | 金沢市                         | 金沢市                         | 金沢市   |
| 石 川 郡 | 下福増村     | 下福増村     | 下福増村                | 安原村                     | 安原村                        | 安原村                        | 昭和29年7月1日 金沢市に編入 | 金沢市                         | 金沢市                         | 金沢市   |
| 石 川 郡 | 上安原村     | 上安原村     | 上安原村                | 安原村                     | 安原村                        | 安原村                        | 昭和29年7月1日 金沢市に編入 | 金沢市                         | 金沢市                         | 金沢市   |
| 石 川 郡 | 下安原村     | 下安原村     | 下安原村                | 安原村                     | 安原村                        | 安原村                        | 昭和29年7月1日 金沢市に編入 | 金沢市                         | 金沢市                         | 金沢市   |
| 石 川 郡 | 専光寺新村   | 専光寺新村   | 専光寺新村              | 安原村                     | 安原村                        | 安原村                        | 昭和29年7月1日 金沢市に編入 | 金沢市                         | 金沢市                         | 金沢市   |
| 石 川 郡 | 八日市村     | 八日市村     | 八日市村                | 押野村                     | 押野村                        | 押野村                        | 昭和31年1月1日 金沢市に編入 | 金沢市                         | 金沢市                         | 金沢市   |
| 石 川 郡 | 八日市出村   | 八日市出村   | 八日市出村              | 押野村                     | 押野村                        | 押野村                        | 昭和31年1月1日 金沢市に編入 | 金沢市                         | 金沢市                         | 金沢市   |
| 石 川 郡 | 八日市新保村 | 八日市新保村 | 八日市新保村            | 押野村                     | 押野村                        | 押野村                        | 昭和31年1月1日 金沢市に編入 | 金沢市                         | 金沢市                         | 金沢市   |
| 石 川 郡 | 森戸村       | 森戸村       | 森戸村                  | 押野村                     | 押野村                        | 押野村                        | 昭和31年1月1日 金沢市に編入 | 金沢市                         | 金沢市                         | 金沢市   |
| 石 川 郡 | 矢木荒屋村   | 矢木荒屋村   | 矢木荒屋村              | 押野村                     | 押野村                        | 押野村                        | 昭和31年1月1日 金沢市に編入 | 金沢市                         | 金沢市                         | 金沢市   |
| 石 川 郡 | 太郎田村     | 太郎田村     | 太郎田村                | 押野村                     | 押野村                        | 押野村                        | 昭和31年1月1日 金沢市に編入 | 金沢市                         | 金沢市                         | 金沢市   |
| 石 川 郡 | 矢木村       | 矢木村       | 矢木村                  | 押野村                     | 押野村                        | 押野村                        | 昭和31年1月1日 金沢市に編入 | 金沢市                         | 金沢市                         | 金沢市   |
| 石 川 郡 | 押野村       | 一部         | 押野村                  | 押野村                     | 押野村                        | 押野村                        | 昭和31年1月1日 金沢市に編入 | 金沢市                         | 金沢市                         | 金沢市   |
| 石 川 郡 | 押野村       | 一部         | 押野村                  | 押野村                     | 押野村                        | 押野村                        | 昭和31年1月1日 金沢市に編入 | 昭和32年4月10日 野々市町に編入 | 平成23年11月11日 市制 野々市市 | 野々市市 |
| 石 川 郡 | 押越村       | 押越村       | 押越村                  | 押野村                     | 押野村                        | 押野村                        | 昭和31年1月1日 金沢市に編入 | 昭和32年4月10日 野々市町に編入 | 平成23年11月11日 市制 野々市市 | 野々市市 |
| 石 川 郡 | 野代村       | 野代村       | 野代村                  | 押野村                     | 押野村                        | 押野村                        | 昭和31年1月1日 金沢市に編入 | 昭和32年4月10日 野々市町に編入 | 平成23年11月11日 市制 野々市市 | 野々市市 |
| 石 川 郡 | 御経塚村     | 御経塚村     | 御経塚村                | 押野村                     | 押野村                        | 押野村                        | 昭和31年1月1日 金沢市に編入 | 昭和32年4月10日 野々市町に編入 | 平成23年11月11日 市制 野々市市 | 野々市市 |

## 人口
かつては、ドーナツ化現象が顕著で、郊外の太陽が丘などにニュータウンが建設されたが、近年は都心部に集合住宅が盛んに建設されており、都心回帰が鮮明となっている。山間部では空き家が目立ち、高齢化が深刻となっている。2000年（平成12年）以降、人口は横ばいを続けている。
| |                                        |  |
| 金沢市と全国の年齢別人口分布（2005年） | 金沢市の年齢・男女別人口分布（2005年） |  |
| ■紫色 ― 金沢市 ■緑色 ― 日本全国 | ■青色 ― 男性 ■赤色 ― 女性              |  |
| 金沢市（に相当する地域）の人口の推移 \| 1970年（昭和45年） \| 361,379人 \| \| \| 1975年（昭和50年） \| 395,263人 \| \| \| 1980年（昭和55年） \| 417,684人 \| \| \| 1985年（昭和60年） \| 430,481人 \| \| \| 1990年（平成2年） \| 442,868人 \| \| \| 1995年（平成7年） \| 453,975人 \| \| \| 2000年（平成12年） \| 456,438人 \| \| \| 2005年（平成17年） \| 454,607人 \| \| \| 2010年（平成22年） \| 462,361人 \| \| \| 2015年（平成27年） \| 465,699人 \| \| \| 2020年（令和2年） \| 463,254人 \| \| |                                        |  |
| 総務省統計局 国勢調査より |                                        |  |
| 1970年（昭和45年） | 361,379人                              |  |
| 1975年（昭和50年） | 395,263人                              |  |
| 1980年（昭和55年） | 417,684人                              |  |
| 1985年（昭和60年） | 430,481人                              |  |
| 1990年（平成2年） | 442,868人                              |  |
| 1995年（平成7年） | 453,975人                              |  |
| 2000年（平成12年） | 456,438人                              |  |
| 2005年（平成17年） | 454,607人                              |  |
| 2010年（平成22年） | 462,361人                              |  |
| 2015年（平成27年） | 465,699人                              |  |
| 2020年（令和2年） | 463,254人                              |  |

## 行政

### 市長
- 村山卓（2022年3月13日より、1期目[154]）

#### 副市長
- 山田啓之[155]
- 新保博之[155]

### 歴代市長
| 石川県第十大区長 | 石川県第十大区長          | 石川県第十大区長 | 石川県第十大区長           | 石川県第十大区長           | 石川県第十大区長     |
| 代               | 人                        | 氏名             | 就任                       | 退任                       | 備考                 |
| ---------------- | ------------------------- | ---------------- | -------------------------- | -------------------------- | -------------------- |
| 1                | 1                         | 大野木克正       | 1876年（明治9年）11月1日   | 1878年（明治11年）12月17日 |                      |
| 歴代区長         |                           |                  |                            |                            |                      |
| 代               | 人                        | 氏名             | 就任                       | 退任                       | 備考                 |
|                  |                           | 大野木克正       | 1878年（明治11年）12月17日 | 1879年（明治12年）4月10日  | 金沢区書記、区長代理 |
|                  | 1879年（明治12年）4月10日 | 大野木克正       | 1879年（明治12年）7月7日   | 区長心得                   |                      |
|                  |                           | 石川昌三郎       | 1879年（明治12年）7月7日   | 1879年（明治12年）11月11日 | 区長心得             |
| 1                | 1                         | 相馬朔郎         | 1879年（明治12年）11月11日 | 1881年（明治14年）6月20日  |                      |
| 2                | 2                         | 加藤恒           | 1881年（明治14年）6月20日  | 1881年（明治14年）10月8日  |                      |
| 3                | 3                         | 梅原可也         | 1881年（明治14年）10月8日  | 1884年（明治17年）2月18日  |                      |
| 4                | 4                         | 稲垣義方         | 1884年（明治17年）2月18日  | 1889年（明治22年）3月31日  |                      |
| 歴代市長         |                           |                  |                            |                            |                      |
| 代               | 人                        | 氏名             | 就任                       | 退任                       | 備考                 |
| 1                | 1                         | 稲垣義方         | 1889年（明治22年）5月27日  | 1893年（明治26年）4月11日  |                      |
| 2                | 2                         | 長谷川準也       | 1893年（明治26年）6月23日  | 1897年（明治30年）12月2日  |                      |
| 3                | 3                         | 奥村栄滋         | 1898年（明治31年）1月12日  | 1902年（明治35年）5月10日  |                      |
| 4                | 4                         | 渡瀬政礼         | 1902年（明治35年）6月16日  | 1908年（明治41年）6月15日  |                      |
| 5                | 4                         | 渡瀬政礼         | 1908年（明治41年）7月24日  | 1909年（明治42年）11月6日  |                      |
| 6                | 5                         | 山森隆           | 1909年（明治42年）12月15日 | 1915年（大正4年）12月14日  |                      |
| 7                | 5                         | 山森隆           | 1915年（大正4年）12月15日  | 1919年（大正8年）5月14日   |                      |
| 8                | 6                         | 飯尾次郎三郎     | 1919年（大正8年）5月28日   | 1922年（大正11年）4月24日  |                      |
| 9                | 7                         | 相良歩           | 1922年（大正11年）5月23日  | 1926年（大正15年）5月22日  |                      |
| 10               | 7                         | 相良歩           | 1926年（大正15年）5月23日  | 1930年（昭和5年）5月22日   |                      |
| 11               | 8                         | 吉川一太郎       | 1930年（昭和5年）6月9日    | 1934年（昭和9年）6月8日    |                      |
| 12               | 9                         | 片岡安           | 1934年（昭和9年）7月13日   | 1936年（昭和11年）4月20日  |                      |
| 13               | 10                        | 澤野外茂次       | 1936年（昭和11年）7月30日  | 1940年（昭和15年）7月29日  |                      |
| 14               | 10                        | 澤野外茂次       | 1940年（昭和15年）7月30日  | 1944年（昭和19年）7月29日  |                      |
| 15               | 10                        | 澤野外茂次       | 1944年（昭和19年）7月30日  | 1945年（昭和20年）9月22日  |                      |
| 16               | 11                        | 武谷甚太郎       | 1945年（昭和20年）10月18日 | 1947年（昭和22年）2月28日  |                      |
| 17               | 12                        | 井村重雄         | 1947年（昭和22年）4月5日   | 1951年（昭和26年）4月4日   |                      |
| 18               | 12                        | 井村重雄         | 1951年（昭和26年）4月23日  | 1955年（昭和30年）4月22日  |                      |
| 19               | 13                        | 土井登           | 1955年（昭和30年）5月2日   | 1959年（昭和34年）5月1日   |                      |
| 20               | 13                        | 土井登           | 1959年（昭和34年）5月2日   | 1963年（昭和38年）1月16日  |                      |
| 21               | 14                        | 徳田與吉郎       | 1963年（昭和38年）2月10日  | 1967年（昭和42年）2月9日   |                      |
| 22               | 14                        | 徳田與吉郎       | 1967年（昭和42年）2月10日  | 1971年（昭和46年）2月9日   |                      |
| 23               | 14                        | 徳田與吉郎       | 1971年（昭和46年）2月10日  | 1972年（昭和47年）7月8日   |                      |
| 24               | 15                        | 岡良一           | 1972年（昭和47年）8月6日   | 1976年（昭和51年）8月5日   |                      |
| 25               | 15                        | 岡良一           | 1976年（昭和51年）8月6日   | 1978年（昭和53年）11月23日 |                      |
| 26               | 16                        | 江川昇           | 1978年（昭和53年）12月10日 | 1982年（昭和57年）12月9日  |                      |
| 27               | 16                        | 江川昇           | 1982年（昭和57年）12月10日 | 1986年（昭和61年）12月9日  |                      |
| 28               | 16                        | 江川昇           | 1986年（昭和61年）12月10日 | 1990年（平成2年）12月9日   |                      |
| 29               | 17                        | 山出保           | 1990年（平成2年）12月10日  | 1994年（平成6年）12月9日   |                      |
| 30               | 17                        | 山出保           | 1994年（平成6年）12月10日  | 1998年（平成10年）12月9日  |                      |
| 31               | 17                        | 山出保           | 1998年（平成10年）12月10日 | 2002年（平成14年）12月9日  |                      |
| 32               | 17                        | 山出保           | 2002年（平成14年）12月10日 | 2006年（平成18年）12月9日  |                      |
| 33               | 17                        | 山出保           | 2006年（平成18年）12月10日 | 2010年（平成22年）12月9日  |                      |
| 34               | 18                        | 山野之義         | 2010年（平成22年）12月10日 | 2014年（平成26年）12月9日  | [ 注釈 11 ]          |
| 35               | 18                        | 山野之義         | 2014年（平成26年）12月10日 | 2018年（平成30年）12月9日  |                      |
| 36               | 18                        | 山野之義         | 2018年（平成30年）12月10日 | 2022年（令和4年）2月16日   | [ 159 ]              |
| 37               | 19                        | 村山卓           | 2022年（令和4年）3月13日   | 現職                       | [ 154 ]              |

### 金沢市の組織
- 都市政策局
- 総務局
- 文化スポーツ局
- 経済局
- 農林水産局
- 市民局
- 福祉健康局
- こども未来局
- 環境局
- 都市整備局
- 土木局
- 危機管理監
- 会計管理者
- 企業局
- 消防局
- 金沢市立病院
- 教育委員会

### 石川県の機関
- 石川県庁
- 石川県警察

### 国の行政機関
- 警察庁
  - 中部管区警察局石川県情報通信部
- 総務省
  - 中部管区行政評価局石川行政評価事務所
  - 北陸総合通信局
- 法務省
  - 金沢地方法務局
  - 金沢刑務所
  - 湖南学院
  - 金沢少年鑑別所
  - 金沢保護観察所
- 出入国在留管理庁
  - 名古屋出入国在留管理局金沢出張所
- 公安調査庁
  - 中部公安調査局金沢公安調査事務所
- 検察庁
  - 名古屋高等検察庁金沢支部
  - 金沢地方検察庁
  - 金沢区検察庁
- 財務省
  - 北陸財務局
  - 大阪税関金沢税関支署
  - 財務総合政策研究所北陸研修支所
- 国税庁
  - 金沢国税局
    - 金沢税務署

  - 金沢国税不服審判所
  - 税務大学校金沢研修所
- 厚生労働省
  - 東海北陸厚生局石川事務所
  - 石川労働局
    - 金沢労働基準監督署
    - 金沢公共職業安定所

  - 新潟検疫所金沢・七尾出張所
- 農林水産省
  - 北陸農政局
    - 石川県拠点
    - 土地改良技術事務所
- 林野庁
  - 近畿中国森林管理局石川森林管理署
- 国土交通省
  - 北陸地方整備局
    - 金沢河川国道事務所
      - 金沢国道維持出張所

    - 金沢営繕事務所
    - 金沢港湾・空港整備事務所

  - 北陸信越運輸局石川運輸支局
- 気象庁
  - 金沢地方気象台
- 海上保安庁
  - 第九管区海上保安本部金沢海上保安部
- 防衛省
  - 自衛隊石川地方協力本部
    - 金沢募集案内所
    - 地域援護センター

  - 陸上自衛隊金沢駐屯地（第14普通科連隊他）

### 司法機関
- 裁判所
  - 名古屋高等裁判所
    - 金沢支部（丸の内）

  - 金沢地方裁判所（丸の内）
  - 金沢家庭裁判所（丸の内）
  - 金沢簡易裁判所（丸の内）
- 検察審査会
  - 金沢検察審査会（丸の内）

### 独立行政法人
- 国際協力機構北陸支部
- 高齢・障害・求職者雇用支援機構石川支部

- 日本貿易振興機構金沢事務所
- 中小企業基盤整備機構北陸支部

- 製品評価技術基盤機構北陸支所
- 自動車技術総合機構石川事務所

## 議会

### 市議会

#### 役員
（2024年6月11日現在）
- 議長 - 喜多浩一（自由民主党金沢市議員会）
- 副議長 - 上田雅大（自由民主党金沢市議員会）

#### 定数・会派
- 定数：38人
- 任期満了日：2027年（令和9年）5月1日[163]

（2024年6月11日現在）
| 会派                   | 議員数 | 所属議員   | 所属議員 | 所属議員 | 所属議員   | 所属議員   |
| ---------------------- | ------ | ---------- | -------- | -------- | ---------- | ---------- |
| 自由民主党金沢市議員会 | 18     | 高村佳伸   | 横越徹   | 福田太郎 | 久保洋子   | 野本正人   |
| 自由民主党金沢市議員会 | 18     | 喜多浩一   | 坂本泰広 | 高誠     | 中川俊一   | 小間井大祐 |
| 自由民主党金沢市議員会 | 18     | 北幸栽     | 麦田徹   | 上田雅大 | 前誠一     | 荒木博文   |
| 自由民主党金沢市議員会 | 18     | 柿本章博   | 宇夛裕基 | 道上周太 |            |            |
| みらい金沢             | 6      | 森一敏     | 粟森慨   | 坂本順子 | 新谷博範   | 川島美和   |
| みらい金沢             | 6      | 黒口啓一郎 |          |          |            |            |
| 公明党金沢市議員会     | 4      | 源野和清   | 稲端明浩 | 坂秀明   | 山本ひかる |            |
| 創生かなざわ           | 3      | 玉野道     | 熊野盛夫 | 大西克利 | 高務淳弘   |            |
| 日本共産党金沢市議員団 | 3      | 森尾嘉昭   | 広田美代 | 山下明希 |            |            |
| 金沢さくら会           | 1      | 清水邦彦   | 下沢広伸 |          |            |            |
| 結び会                 | 1      | 喜成清恵   |          |          |            |            |
| 計                     | 38     |            |          |          |            |            |

#### 委員会
（2024年6月11日現在）
- 議会運営委員会（定数12)
- 常任委員会
  - 総務常任委員会（定数8）
  - 経済環境常任委員会（定数7）
  - 市民福祉常任委員会（定数8）
  - 建設企業常任委員会（定数7）
  - 文教消防常任委員会（定数8）
- 特別委員会
  - 都心軸再整備特別委員会（定数10）
  - 防災・復興特別委員会（定数10）
  - 公共交通特別委員会（定数10）
- 議会広報委員会（定数6）

### 石川県議会（金沢市選出）
- 定数：16名[166]
- 任期満了日：2027年（令和9年）4月29日[163]

| 議員名     | 会派名                         | 備考 |
| ---------- | ------------------------------ | ---- |
| 紐野義昭   | 自由民主党石川県議会議員協議会 |      |
| 下沢佳充   | 自由民主党石川県議会議員協議会 |      |
| 中村勲     | 自由民主党石川県議会議員協議会 |      |
| 米澤賢司   | 自由民主党石川県議会議員協議会 |      |
| 盛本芳久   | 未来石川議員会                 |      |
| 谷内律夫   | 公明党                         |      |
| 佐藤正幸   | 日本共産党                     |      |
| 安居知世   | 自由民主党石川県議会議員協議会 |      |
| 不破大仁   | 自由民主党石川県議会議員協議会 |      |
| 川裕一郎   | 参政党                         |      |
| 田中敬人   | 自由民主党石川県議会議員協議会 |      |
| 太郎田真理 | 自由民主党石川県議会議員協議会 |      |
| 長田哲也   | 自由民主党石川県議会議員協議会 |      |
| 打出喜代文 | 未来石川議員会                 |      |
| 小松実     | 公明党                         |      |
| 田中美絵子 | 未来石川議員会                 |      |

### 衆議院
（出典：）
- 選挙区：石川1区（金沢市）
- 任期：2024年10月27日 - 2028年10月26日[169]
- 投票日：2024年10月27日
- 当日有権者数：371,950人
- 投票率：49.59％

| 当落 | 候補者名 | 年齢 | 所属党派     | 新旧別 | 得票数   | 重複 |
| ---- | -------- | ---- | ------------ | ------ | -------- | ---- |
| 当   | 小森卓郎 | 54   | 自由民主党   | 前     | 64,997票 |      |
|      | 荒井淳志 | 30   | 立憲民主党   | 新     | 51,506票 | ○    |
|      | 小林誠   | 47   | 日本維新の会 | 新     | 27,257票 | ○    |
| 比当 | 小竹凱   | 26   | 国民民主党   | 新     | 24,324票 | ○    |
|      | 村田茂   | 61   | 日本共産党   | 新     | 8,913票  |      |
|      | 藤原徳英 | 71   | 無所属       | 新     | 2,210票  |      |

## 姉妹都市・提携都市
姉妹都市の多くは、その地方の中心的都市であったり、歴史的遺産を持つ古都であるのが特徴的である。

### 日本国外
姉妹都市
- バッファロー市（アメリカ合衆国ニューヨーク州）
1962年（昭和37年）12月18日 姉妹都市提携
- イルクーツク市（ロシア連邦イルクーツク州）
1967年（昭和42年）3月20日 姉妹都市提携
- ポルトアレグレ市（ブラジル連邦共和国リオグランデ・ド・スル州）
1967年（昭和42年）3月20日 姉妹都市提携
- ゲント市（ベルギー王国オースト・フランデレン州）
1971年（昭和46年）10月4日 姉妹都市提携
- ナンシー市（フランス共和国ロレーヌ州）
1973年（昭和48年）10月12日 姉妹都市提携
- 蘇州市（中華人民共和国江蘇省）
1981年（昭和56年）6月13日 姉妹都市提携
- 全州市（大韓民国全羅北道）
2002年（平成14年）4月30日 姉妹都市提携

提携都市
- 台南市（中華民国）
2011年（平成23年）9月20日 友好交流都市協定締結

その他
- 世界歴史都市連盟
歴史都市の保存と開発をテーマにした世界都市の集まりに加盟している。

### 日本国内
提携都市
- 長野市（長野県）
2007年（平成19年）2月15日 集客プロモーションパートナー都市締結
- 板橋区（東京都）
2007年（平成19日）7月9日 友好交流都市提携
- 岡崎市（愛知県）
2007年（平成19年）10月18日 観光交流都市締結
- 豊田市（愛知県）
2007年（平成19年）10月18日 観光交流都市締結
- 高崎市（群馬県）
2008年（平成20年）2月6日 友好交流都市提携
- 高山市（岐阜県）
2008年（平成20年）3月3日 観光交流都市締結
- 松本市（長野県）
2008年（平成20年）7月16日 文化・観光交流都市
- 静岡市（静岡県）
2009年（平成21年）7月23日 交流連携都市
- 那覇市（沖縄県）
2009年（平成21年）10月23日 交流連携都市
- 高松市（香川県）
2013年（平成25年）10月28日 文化・観光交流都市
- 目黒区（東京都）
2017年（平成29年）10月28日 友好交流都市提携。加賀藩主であった前田氏宗家第16代の前田利為が、目黒区駒場に邸宅を構えた縁にちなんだ[170][171]。
- 文京区 (東京都)
2019年 (令和元年) 8月4日 友好交流都市提携

その他
- 金沢市は「加賀の小京都」として全国京都会議に過去に加盟していたが、当時の市長であった山出保によって脱退した。金沢は、公家文化の町である京都とは異なり、武家文化の町であることによる。[172]

## 国際機関
国連機関
- 金沢市立泉野図書館 （国際連合寄託図書館）
- 国連大学高等研究所いしかわ・かなざわオペレーティング・ユニット

領事館
- 在金沢アルバニア名誉領事館

## 経済

### 農林水産業
市内から周辺市町村へ広がる金沢平野は、低温であるものの水利がよく適湿で、江戸時代から良質の農地であった。明治時代中期には、他地方に先駆けて近代的な耕地整理が行われ、生産性が飛躍的に向上した。現在でも、単作の稲作中心の農業が継承されており、北陸地方の他地域と並んでコシヒカリの主要な産地の一つである。
稲作だけでは採算が望めない農地については、小規模でも生産でき付加価値の高い作物、さつまいもや蓮根などの加賀野菜、梨などの果実の生産に移行する動きがみられる。
また、北前船の寄港地であった大野港や金石港から金沢港が整備され、ここを拠点とした水産業も盛んである。

### 製造業

#### 伝統製造業・工芸品

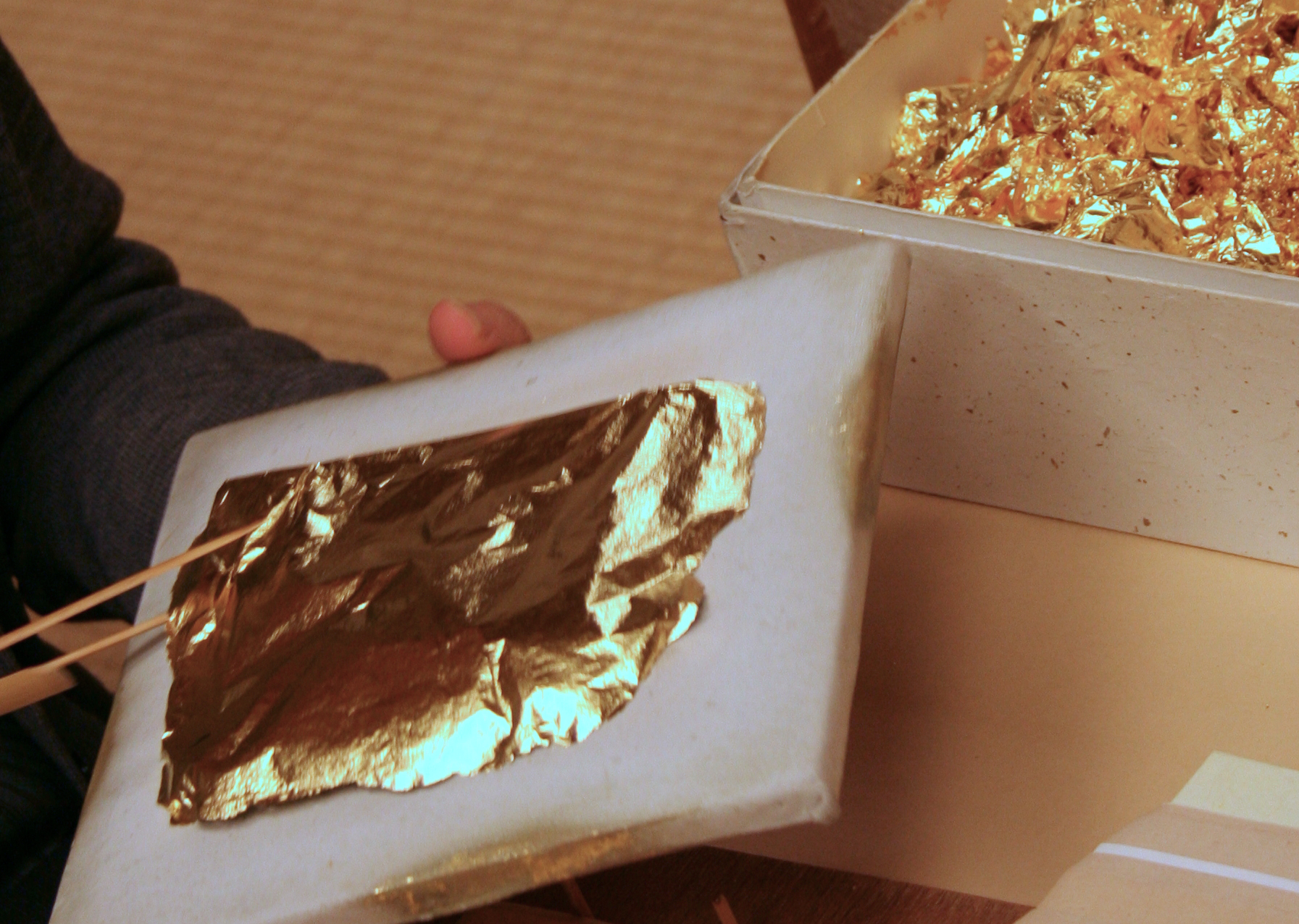
製造過程の金箔

江戸時代に金沢を治めた加賀藩は、石高は高いものの外様大名であったため、幕府や周囲に警戒されないよう内向きの産業や工芸を奨励した。そのため、当時から絹織物の主要な産地であった。また、藩の財政に余裕があったため、京都などから職人を招聘し、加賀友禅などの染織工芸を育成することができた。これらを基盤として、明治時代には繊維工業や染織加工業が発達した。ただし現在では、中国などから安価な製品が輸入されるようになったため、高機能商品の生産に特化する動きがみられる。現在でも金箔の製造は全国シェアの98%、銀箔は100%、市民1人当たりの和菓子購入額全国第1位である。
また、大野地区では醤油の製造が昔から盛んで、現在も直源が製造している「直っぺ」などがある。

#### 近代製造業・工業
繊維製品の生産に必要な織機の製造は現在でも衰退しておらず、ジェット・ルーム（高速の気流や水流で横糸を飛ばす方式の織機）を生産する津田駒工業本社工場は、世界最大の織機製造工場と言われている。また、こうした高速制御が可能な複合的な機械製造技術は他分野にも転用され、ボトリング・システム（瓶詰め機械）で世界一の澁谷工業や、自動給茶装置付き回転寿司コンベア機でトップシェアを持つ石野製作所など、一風変わった機械の製造に結びついている。
近年では、パソコン周辺機器に関する企業群が急速に成長している。市内で創業したパソコン周辺機器大手のアイ・オー・データ機器は、当地の小規模な繊維工場では手が届かなかったメインフレームではなく、マイコンを利用した工場制御用の周辺機器開発からスタートした企業であり、コンピュータ関連の大手企業が手がけなかった需要に応えて成長の軌道に乗った。また、織物用の柄を修正するディスプレイ装置の開発といった細かな需要の発掘でも、繊維工業が周辺産業へ影響を与えたことがうかがえる。

### 卸売・小売業

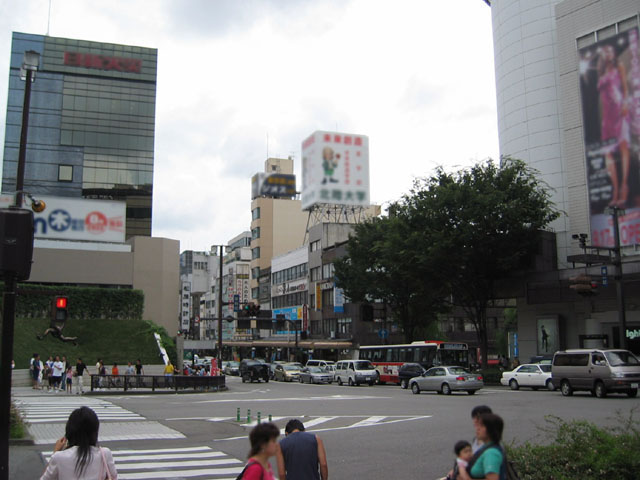
香林坊

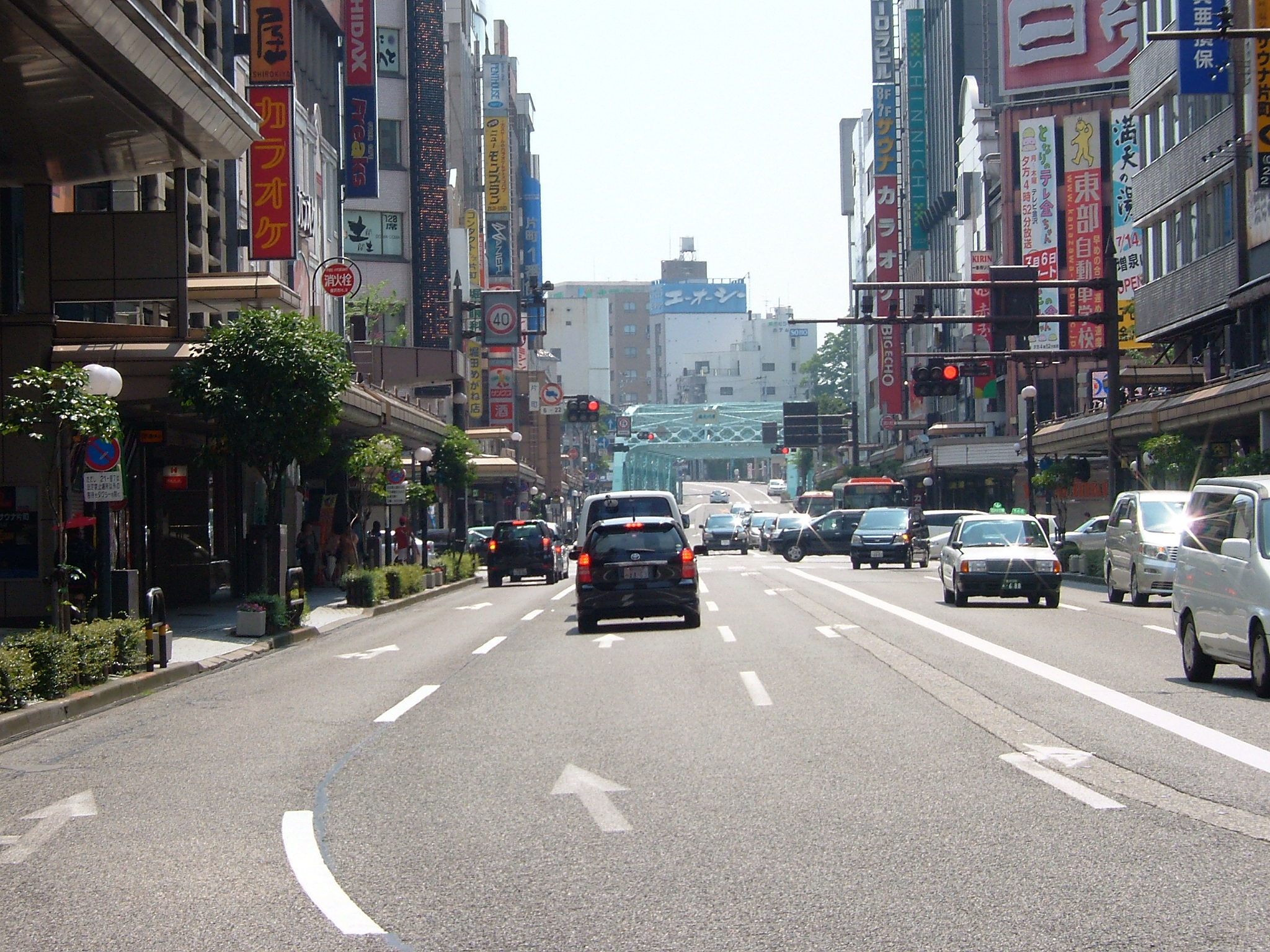
片町

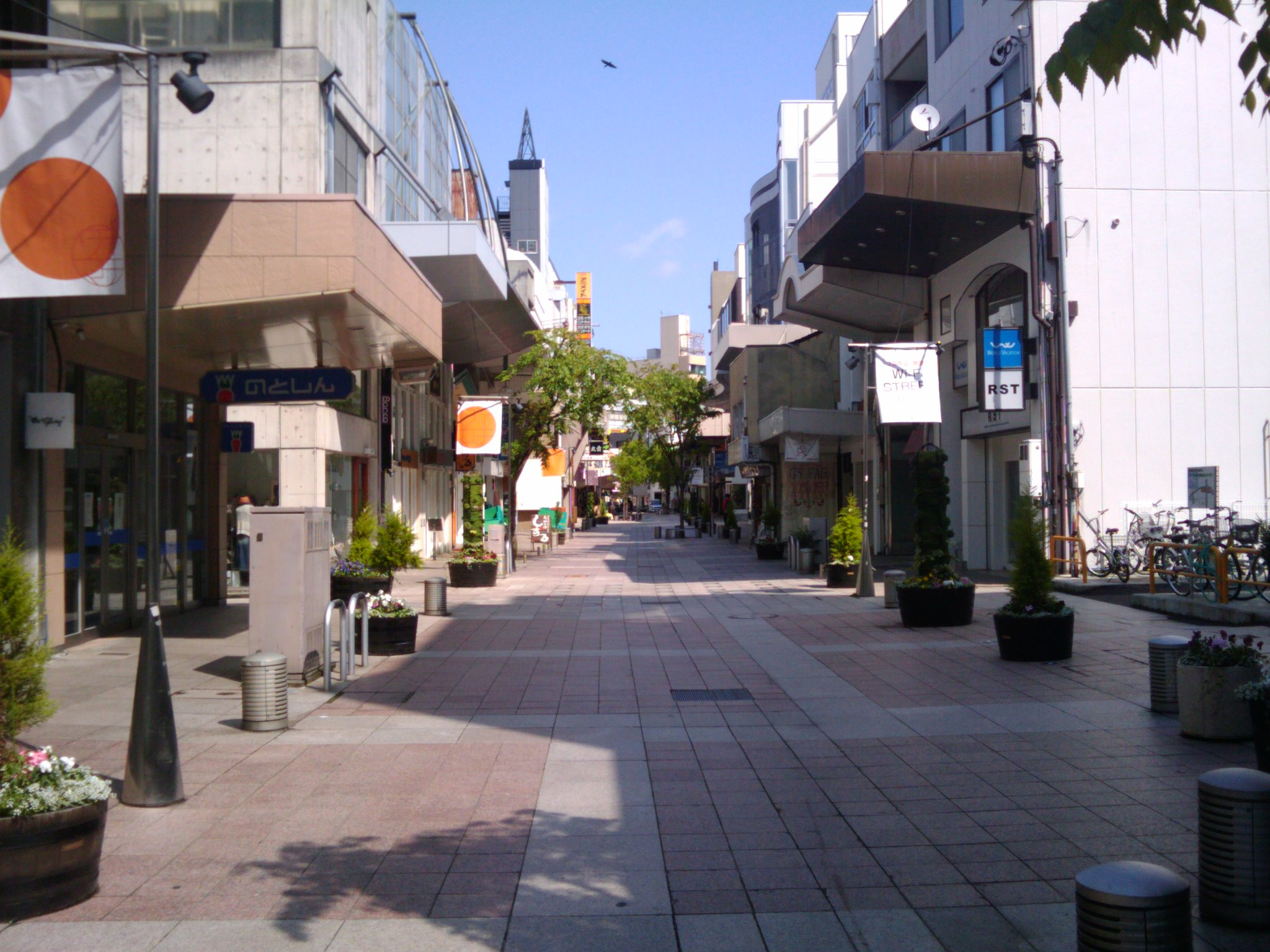
竪町

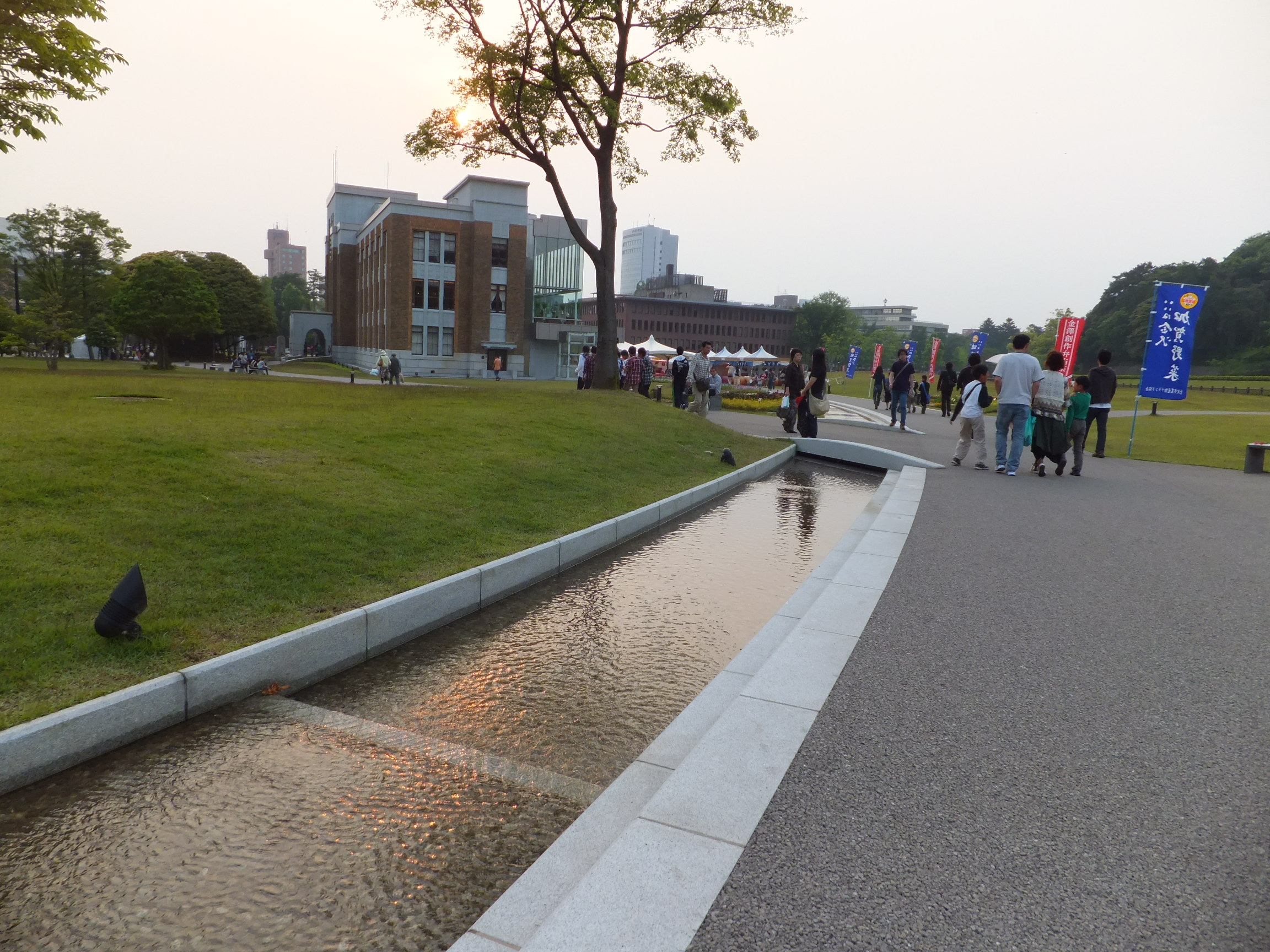
広坂

中心部にある市内最大の繁華街、香林坊・片町地区には、百貨店大和本店をキーテナントとした香林坊アトリオやハンズなどが入居する香林坊東急スクエア、アパレルなど多数の路面店が軒を連ねる竪町通りがある。また、香林坊に隣接する片町地区は、約1500もの飲食店がある北陸最大の歓楽街となっている。中心部の主な商店街は香林坊商店街、竪町商店街、広坂振興会（商店街）、柿木畠振興会（商店街）、片町商店街。
一方、もう一つの繁華街である武蔵地区には金沢エムザと近江町市場がある。なかでも近江町市場は、市場独特の風情が味わえることから訪れる観光客も多く、金沢市内の観光地のひとつとしても有名。2009年4月16日には市街地再開発事業により、近江町いちば館が開業した。
金沢駅周辺では北陸新幹線開業を控えた時期にさらなる開発が進んだ。駅東口横にイオン系列のファッションビルである金沢フォーラスが開業、金沢百番街では2007年5月26日にくつろぎ館がオープン、2011年3月3日にはトレンド館を大幅に改装したRintoがオープンするなど、駅ビルや駅ナカの商業施設の集積が進んだ。また、北陸新幹線開業を受けて都市型マンションやビジネスホテルの集積も顕著である。そのため、駅周辺の商業地としての地位が向上し、テナントビルの空室率は駅周辺ビルを中心に大幅に改善した。それに伴い、商圏は香林坊・片町地区、武蔵地区、金沢駅前地区と三極化し始めた。
また、金沢大学や石川県庁などの公共施設が市街地から郊外へ移転したことや、イオンタウン金沢示野、アピタタウン金沢ベイ、ラパーク金沢（メガ・ドン・キホーテ）などのショッピングセンターやロードサイドショップが開業し、国道8号線沿いや山側環状道路および海側環状道路周辺などの郊外が著しく発展していることから、中心街の空洞化、購買客の流失が懸念されている。
- 香林坊アトリオ（香林坊）
- 香林坊東急スクエア（香林坊）
- 金沢フォーラス（金沢駅前）
- 金沢エムザ（武蔵ヶ辻）

### 本社を置く企業
上場企業
- 今村証券（東証スタンダード）
- システムサポート（東証プライム）
- 澁谷工業（東証プライム・名証プレミア）
- 大和（東証スタンダード）
- 津田駒工業（東証スタンダード）
- ハチバン (東証スタンダード)
- ビーイングホールディングス（東証スタンダード）
- 福島印刷（名証メイン）
- 北國フィナンシャルホールディングス（東証プライム）
- 三谷産業（東証プライム・名証プレミア）

主な非上場企業
- アイエムエムフードサービス
- アイ・オー・データ機器
- アイビックス北陸
- アール・ビー・コントロールズ
- 石川コンピュータ・センター
- 石川ツエーゲン
- 石野製作所
- 一村産業
- うつのみや
- NTTデータ北陸
- カナカン
- 金沢丸越百貨店
- カレーハウス・ターバン
- カラフルカンパニー
- 北川ヒューテック
- 北日本観光自動車
- キョーリンリメディオ
- コマツ産機
- シーピーユー
- 柴舟小出
- シブヤマシナリー
- 示野薬局
- 伸晃化学
- しん証券さかもと
- 倉庫精練
- 竹松証券
- 玉田工業
- 東京ストアー
- ニュー三久
- ドコモサービス北陸
- 日成ビルド工業
- ネスク
- 箔一
- 北國銀行
- 北陸製菓
- 北陸通信ネットワーク
- 北陸鉄道
- 北陸ミサワホーム
- 北陸名鉄運輸
- 北菱電興
- 真柄建設
- マックスバリュ北陸
- 明祥
- 森八
- ヤギコーポレーション
- 米沢電気工事
- 土井ホーム

- アイ・オー・データ機器本社（桜田町）
- 津田駒工業本社（野町）
- 澁谷工業本社（大豆田本町）
- ハチバン本社（新神田）

### 本店を置く企業
- スペースバリューホールディングス本店
- アパグループ本店

### 支店を置く主な金融機関
中央銀行
- 日本銀行金沢支店

政策金融機関
- 日本政策金融公庫金沢支店
- 住宅金融支援機構北陸支店
- 商工組合中央金庫金沢支店
- 日本政策投資銀行北陸支店

系統中央機関
- 農林中央金庫金沢推進室
- 信金中央金庫北陸支店

メガバンク・都市銀行・信託銀行・地銀・第二地銀
- 三菱UFJ銀行
- みずほ銀行
- 三井住友銀行
- SBI新生銀行カナザワ支店（口座店のみで実店舗は存在しない[注釈 12]。）
- あおぞら銀行
- 三井住友信託銀行
  - 金沢支店（旧中央三井信託銀行）
  - 金沢中央支店（旧住友信託銀行）
- 北陸銀行
- 富山銀行金沢営業部
- 北國銀行
- 富山第一銀行
- 福井銀行
- 福邦銀行

信用金庫・信用組合・労働金庫
- 金沢信用金庫
- のと共栄信用金庫
- はくさん信用金庫
- 興能信用金庫
- 石動信用金庫金沢支店
- 金沢中央信用組合
- 石川県医師信用組合
- 北陸労働金庫

ゆうちょ銀行
- 金沢支店（富山、石川、福井3県の統括店）

### 拠点を置く主な生活協同組合
- 全労済石川県本部

## 教育

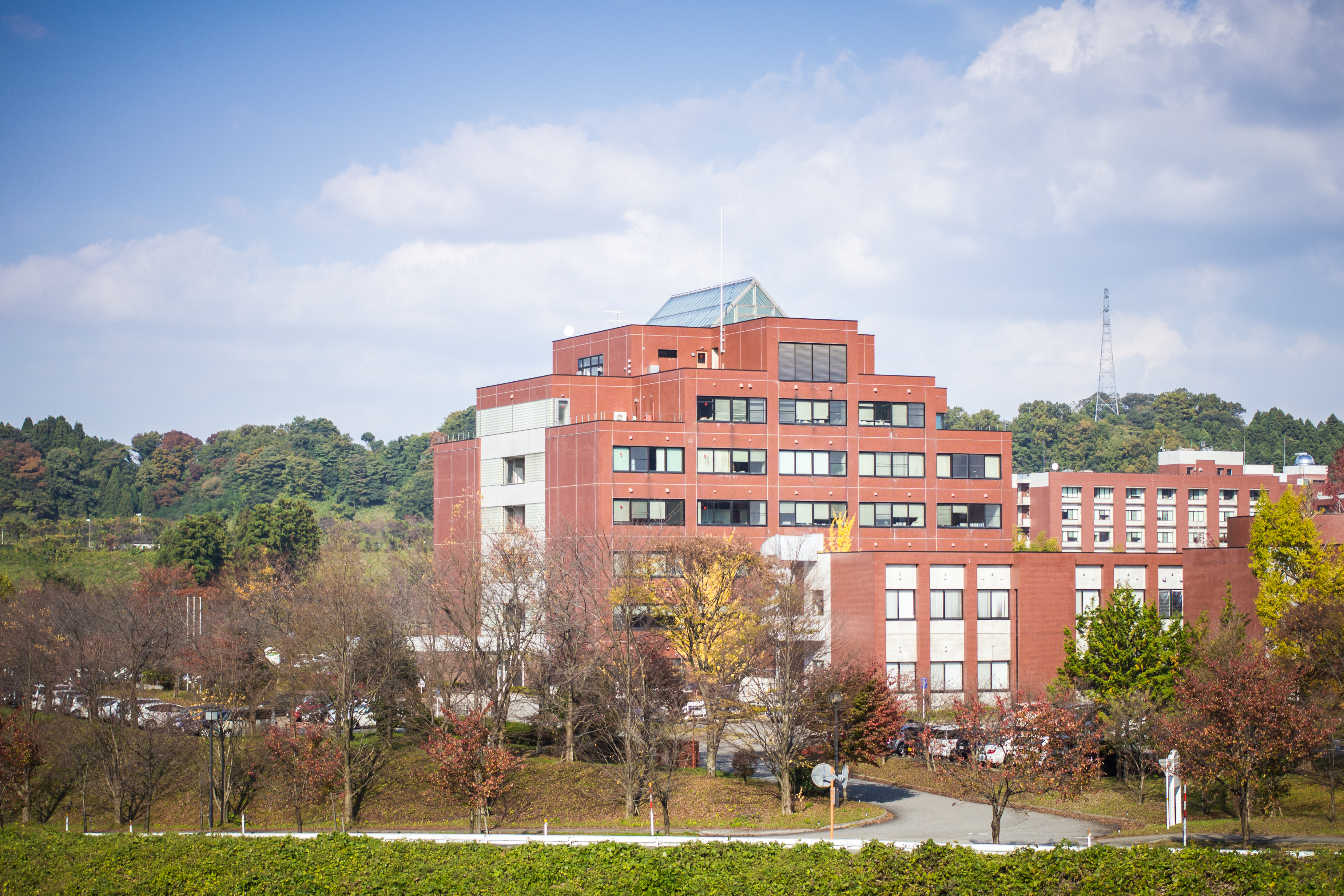
金沢大学角間キャンパス

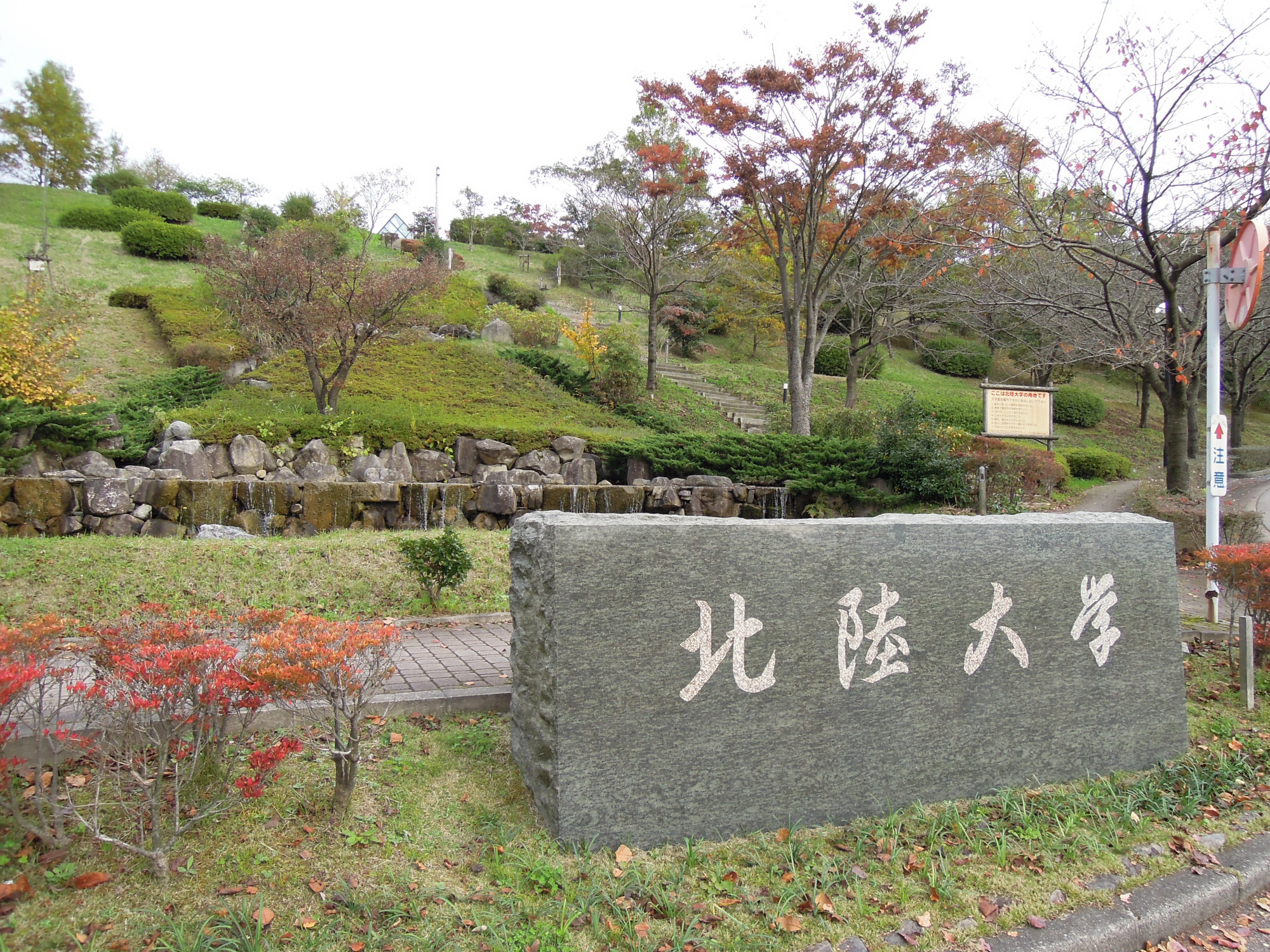
北陸大学太陽が丘キャンパス

### 大学
国立
- 金沢大学

公立
- 金沢美術工芸大学

私立
- 金沢工業大学
- 金沢学院大学
- 金沢星稜大学
- 北陸大学
- 北陸学院大学

### 短期大学
- 金沢学院短期大学
- 金沢星稜大学女子短期大学部

### 専修学校
- 金沢科学技術大学校
- ファーストコンピューター専門学校
- 北陸デザイナー専門学校
- 国際デザインカレッジ金沢
- 金沢国際デザイン研究所
- 石川県調理師専門学校
- アリス国際学園
- 金沢福祉専門学校
- 日本動物美容看護学園
- 石川県立保育専門学園
- アットマーク国際高等学校（金沢中央キャンパス）
- 金沢医療福祉製菓専門学校
- 金城ファッションカレッジ
- 金沢文化服装学院
- 石川医療技術専門学校
- 北信越柔整専門学校
- 金沢リハビリテーションアカデミー
- 石川県理容美容専門学校
- 金沢看護専門学校
- 石川県歯科医師会立歯科医療専門学校
- 国際ペットビジネス専門学校金沢
- 石川県立総合看護専門学校
- 金沢医療センター附属金沢看護学校

### 高等専門学校
- 国際高等専門学校

廃校
- 西南高等専修学校 （2003年3月廃校）

### 高等学校
国立
- 金沢大学附属高等学校（※中高併設）

県立
- 石川県立金沢錦丘高等学校（※中高併設）
- 石川県立金沢泉丘高等学校
- 石川県立金沢二水高等学校
- 石川県立金沢伏見高等学校
- 石川県立金沢辰巳丘高等学校
- 石川県立金沢商業高等学校
- 石川県立工業高等学校
- 石川県立金沢西高等学校
- 石川県立金沢桜丘高等学校
- 石川県立金沢北陵高等学校
- 石川県立金沢向陽高等学校
- 石川県立金沢中央高等学校

市立
- 金沢市立工業高等学校

私立
- 星稜高等学校（※中高併設）
- 北陸学院高等学校（※中高併設）
- 金沢高等学校
- 金沢龍谷高等学校（※中高併設）
- 遊学館高等学校
- 金沢学院大学附属高等学校（※中高併設）

廃校
- 学校法人徳野学園北陸ビジネスアカデミーが2004年3月に廃校になったため、現在市内に技能連携向陽台高等学校北陸キャンパスがない。
- 向陽台高等学校北陸キャンパスが2004年3月で廃校。

### 中学校
国立
- 金沢大学附属中学校（※中高併設）

県立
- 石川県立金沢錦丘中学校（※中高併設）

市立
- 金沢市立泉中学校
- 金沢市立野田中学校
- 金沢市立城南中学校
- 金沢市立紫錦台中学校
- 金沢市立兼六中学校
- 金沢市立高岡中学校
- 金沢市立鳴和中学校
- 金沢市立長田中学校
- 金沢市立浅野川中学校
- 金沢市立金石中学校
- 金沢市立芝原中学校
- 金沢市立西南部中学校
- 金沢市立内川中学校
- 金沢市立犀生中学校
- 金沢市立医王山中学校
- 金沢市立森本中学校
- 金沢市立額中学校
- 金沢市立高尾台中学校
- 金沢市立緑中学校
- 金沢市立港中学校
- 金沢市立北鳴中学校
- 金沢市立大徳中学校
- 金沢市立清泉中学校
- 金沢市立長町中学校
- 金沢市立長町中学校芳斎分校（wikidata）

私立
- 星稜中学校（※中高併設）
- 北陸学院中学校（※中高併設）
- 金沢龍谷高等学校中等部（※中高併設）
- 金沢学院大学附属中学校（※中高併設）

### 小学校

#### 国立
- 金沢大学附属小学校

#### 公立
- 金沢市立泉小学校
- 金沢市立中村町小学校
- 金沢市立十一屋小学校
- 金沢市立泉野小学校
- 金沢市立犀桜小学校
- 金沢市立小立野小学校
- 金沢市立兼六小学校
- 金沢市立中央小学校
- 金沢市立中央小学校芳斎分校
- 金沢市立長田町小学校
- 金沢市立明成小学校
- 金沢市立諸江町小学校
- 金沢市立馬場小学校
- 金沢市立森山町小学校
- 金沢市立浅野町小学校
- 金沢市立小坂小学校（wikidata）
- 金沢市立千坂小学校（wikidata）
- 金沢市立夕日寺小学校
- 金沢市立大浦小学校
- 金沢市立浅野川小学校
- 金沢市立鞍月小学校
- 金沢市立粟崎小学校
- 金沢市立大野町小学校
- 金沢市立金石町小学校
- 金沢市立大徳小学校
- 金沢市立戸板小学校
- 金沢市立緑小学校
- 金沢市立押野小学校
- 金沢市立米丸小学校
- 金沢市立三馬小学校
- 金沢市立富樫小学校（wikidata）
- 金沢市立額小学校（wikidata）
- 金沢市立内川小学校
- 金沢市立犀川小学校
- 金沢市立湯涌小学校
- 金沢市立田上小学校
- 金沢市立医王山小学校
- 金沢市立森本小学校
- 金沢市立花園小学校
- 金沢市立不動寺小学校
- 金沢市立三谷小学校
- 金沢市立南小立野小学校
- 金沢市立伏見台小学校
- 金沢市立扇台小学校（wikidata）
- 金沢市立木曳野小学校
- 金沢市立三和小学校
- 金沢市立長坂台小学校（wikidata）
- 金沢市立新神田小学校
- 金沢市立西南部小学校
- 金沢市立米泉小学校
- 金沢市立四十万小学校（wikidata）
- 金沢市立西小学校（wikidata）
- 金沢市立安原小学校（wikidata）
- 金沢市立杜の里小学校
- 金沢市立朝霧台小学校

#### 私立
- 北陸学院小学校

### 特別支援学校
養護学校
- 金沢大学附属特別支援学校
- 石川県立明和特別支援学校
- 石川県立医王養護学校
- 石川県立総合養護学校

盲学校
- 石川県立盲学校

聾学校
- 石川県立ろう学校

廃校
- 石川県立愛育養護学校
- 石川県立平和町養護学校

## 施設

### 警察
- 金沢中警察署
  - 管轄区域 - 概ね犀川以南の地域および中心部（香林坊・片町・広坂）
- 金沢東警察署
  - 管轄区域 - 金沢市北部・東部（金沢駅周辺、武蔵ヶ辻、森本など）
- 金沢西警察署
  - 管轄区域 - 金沢市西部（金沢港、鞍月、金石、大野町）および西南部（安原・西金沢など）

### 消防
金沢市消防局が管轄する。
- 中央消防署
  - 高尾台出張所
  - 泉野出張所
  - 味噌蔵出張所
  - 小立野出張所
- 駅西消防署
  - 玉川出張所
  - 小坂出張所
  - 森本出張所
- 金石消防署
  - 三和出張所
  - 臨港出張所

### 主な医療機関
※病床数200以上の医療機関のみ記述する。
- 石川県立中央病院
- 金沢市立病院
- 金沢赤十字病院
- 金沢大学附属病院
- 地域医療機能推進機構金沢病院
- 国立病院機構医王病院
- 国立病院機構金沢医療センター
- 石川県済生会金沢病院
- 城北病院
- 浅ノ川総合病院

### 図書館
県立
- 石川県立図書館
- 石川県議会図書館

市立
- 金沢市図書館
  - 金沢市立玉川図書館
    - 近世資料館（登録有形文化財、旧日本専売公社煙草工場）
    - 城北分館

  - 金沢市立泉野図書館（国連寄託図書館）
    - 金沢市立平和町児童図書館（2022年3月閉館[173]）

  - 金沢市立金沢海みらい図書館
  - 金沢市立玉川こども図書館

財団法人の図書館
- 県国際情報ライブラリー
（財団法人石川県国際交流協会）

学外者の館外貸出し利用が可能な大学
- 金沢大学
- 金沢星稜大学
- 北陸大学
- 北陸学院短期大学
- 金沢美術工芸大学

### 美術館・博物館・記念館
- 国立工芸館（東京国立近代美術館工芸館）
- 石川県立美術館
- 金沢21世紀美術館
- 四高記念文化交流館
  - 石川近代文学館
  - 四高記念館
- 石川県政記念しいのき迎賓館
- 石川県銭屋五兵衛記念館・銭五の館
- 石川県立伝統産業工芸館
- 石川県立歴史博物館
- 石川県立自然史資料館
- 石川県金沢港大野からくり記念館
- 石川県埋蔵文化財センター[174]
- 泉鏡花記念館
- 金沢卯辰山工芸工房
- 金沢くらしの博物館
- 金沢市立中村記念美術館
- 金沢市埋蔵文化財収蔵庫[175]
- 石川県庁舎石引分室
- 辻家庭園
- 彦三緑地ツツジ資料館
- 金沢能楽美術館
- 金沢ふるさと偉人館
- 金沢市立安江金箔工芸館
- 金沢市足軽資料館
- 金沢蓄音器館
- 金沢美術工芸大学美術工芸研究所
- 金沢文芸館
- 金沢湯涌江戸村
- 金沢湯涌夢二館
- 西茶屋資料館
- 成巽閣
- 徳田秋聲記念館
- 西田家庭園 玉泉園
- 加賀本多博物館
- 前田土佐守家資料館
- 室生犀星記念館
- 鈴木大拙館
- 武家屋敷跡野村家
- 旧加賀藩士高田家跡
- 寺島蔵人邸

- 金沢21世紀美術館
- 四高記念文化交流館
- 成巽閣
- 玉泉園（灑雪亭）

### ホール・劇場・その他の文化施設
- 石川県立音楽堂
  - コンサートホール
  - 邦楽ホール
  - 交流ホール
- 石川県文教会館
- 石川県立能楽堂
- 本多の森北電ホール（旧石川厚生年金会館）
- 石川県立中央児童会館
- 金沢歌劇座
- 金沢市文化ホール
- 金沢市アートホール
- 金沢市民芸術村
- 金沢湯涌創作の森
- 金沢卯辰山工芸工房
- 金沢市教育プラザ富樫
- いしかわ子ども交流センター
- 銀河の里キゴ山
  - 金沢市キゴ山天体観察センター
  - 金沢市キゴ山少年自然の家
- 石川県青少年総合研修センター
- 九谷光仙窯

### 芸術音楽スタジオ
- 金沢市俵芸術交流スタジオ

### 公園・緑地・運動場・野球場・グラウンド
- 西部緑地公園 - 1974年開設 49.6ha
  - 石川県産業展示館
  - 石川県立野球場
  - 石川県西部緑地公園陸上競技場
- 健民海浜公園 - 1971年開設 47.1ha
- 奥卯辰山健民公園 - 1971年開設 41.6ha
- 犀川緑地 1978年開設 32.7ha
- 北部公園 - 1989年開設 20.7ha
- 兼六園 - 1874年公開 国の特別名勝 11.7ha
- 金沢城公園 - 2003年開設 11.0ha（完成部分のみ）
- 本多の森公園 - 1978年開設 5.9ha
- いしかわ四高記念公園 - 1968年開設 3.3ha
- 大野湊緑地公園 - 1997年開設 2.7ha
- 鞍月セントラルパーク - 2003年開設 1.7ha
- 玉川公園 - 1979年開設 1.5ha
- 内川スポーツ広場
- 大豆田簡易グラウンド
- 市営グラウンド
  - 陸上競技場
  - 市営球技場
- 市民野球場
- 専光寺ソフトボール場
- 戸室スポーツ広場
- 安原スポーツ広場
- 金沢市民サッカー場

### 体育館・アリーナ
- 金沢市総合体育館
- 中央市民体育館
- 城北市民体育館
- 城南市民体育館
- 城東市民体育館
- 城西市民体育館
- 西部市民体育館
- 森本市民体育館
- 浅野川市民体育館
- 額谷ふれあい体育館
- 鳴和台市民体育館
- 医王山スポーツセンター
- いしかわ総合スポーツセンター

### プール
- 金沢プール
- 金沢市営西部プール

- 金沢市営鳴和台プール
- 健民海浜プール

### テニスコート
- 城北市民テニスコート
- 城東テニスコート

- 東金沢スポーツ広場
- 西金沢テニスコート

- 大徳テニスコート
- 城東テニスコート

### ゲレンデ
- 医王山スキー場

## 交通

### 鉄道
西日本旅客鉄道（JR西日本）
- 北陸新幹線
  - 金沢駅

IRいしかわ鉄道
- IRいしかわ鉄道線

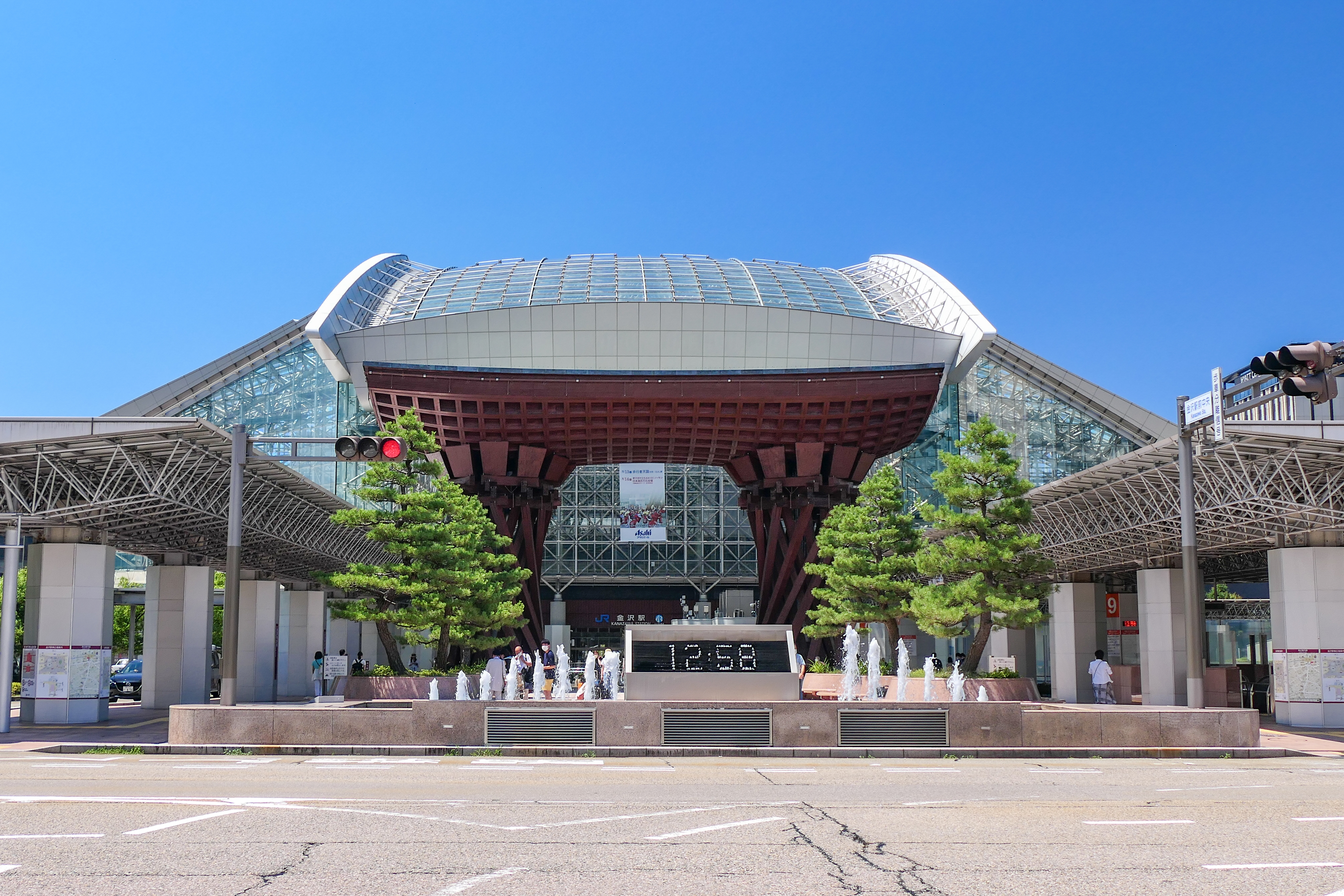
金沢駅

  - 西金沢駅 - 金沢駅 - 東金沢駅 - 森本駅

北陸鉄道
- 石川線
  - 野町駅 - 西泉駅 - 新西金沢駅 / 馬替駅 - 額住宅前駅 - 乙丸駅 - 四十万駅
- 浅野川線
  - 北鉄金沢駅 - 七ツ屋駅 - 上諸江駅 - 磯部駅 - 割出駅 - 三口駅 - 三ツ屋駅 - 大河端駅 - 北間駅 - 蚊爪駅

2024年（令和6年）3月16日に北陸本線がIRいしかわ鉄道に移管されて以降、本州の県庁所在地では唯一、市内にJRの在来線が存在しない。

### 空港
IATA都市コードはQKWが充てられている。小松空港（空港コードKMQ）から、2022年時点で国内線は東京（羽田）、札幌（新千歳）、福岡、那覇へそれぞれ就航している。国際線の発着もある。小松空港へは金沢駅西口から小松空港リムジンバスによって約40分で結ばれている。

### 路線バス
- 北鉄バスグループ
  - 北陸鉄道
  - 北鉄金沢バス
  - 北鉄白山バス
  - 北鉄奥能登バス

金沢市街地に高頻度の路線網を持ち、観光用には城下まち金沢周遊バスが走る。
能登方面や小松空港といった、県内各地を結ぶ特急バスも多数運行。
高速バスは名古屋、新潟、高山（白川郷）と、各主要都市との路線がある。
- 西日本JRバス

金沢市北部に多くの路線網を持つ。過去には県境を越えて富山県南砺市の福光駅発着の系統を持ち、福光以南名古屋駅までの名金線があった。
高速バスは大阪（京都・福井）、名古屋、仙台との路線に参入している。
- 加越能バス

金沢駅西口と富山県の福光駅・旧井波駅の間で路線バスを運行。
- 北日本観光自動車

東京、大阪方面へ高速バスを運行。東京方面は東北急行バスと、大阪方面は近鉄バスと共同運行を行っている。
- 金沢ふらっとバス

金沢市が運営し、北陸鉄道と西日本JRバスに委託運行しているコミュニティバス。「此花ルート」、「菊川ルート」、「材木ルート」および「長町ルート」の4ルートがある。いずれのルートも旧市街の裏通りが経路として含まれており、そこへ走り得る小型の車体と100円均一の低運賃が特徴。
この他に、高速ツアーバスから新高速乗合バス制度へ移行した高速バスが金沢駅西口を中心に発着している。

### 乗合タクシー
- チョイソコかなざわ

金沢市と沿線住民で構成されている「次世代型交通システム推進協議会」が運営し、なるわ交通と金城交通に委託運行しているデマンド型乗合タクシー。区域運行のため時刻表はない。事前登録が必要で、沿線住民のみ登録可能である。運行地域での西日本JRバスの撤退に伴い、2022年（令和4年）7月1日より運行を開始した。

### その他の交通手段
- 自転車

### 道路
金沢市街地は加賀前田藩の城下町として栄えた歴史があり、初代藩主前田利家は、甲州流兵学に基づいて城下に敵が攻め込みにくいよう、他の城下町以上に道に曲がり角を多数設けた設計がなされた。市内の道路は道が入り組んでいて分かりにくいという指摘があるが、これは金沢が戦災に遭わなかったこともあり、藩政時代の区画がそのまま残されて今の道路に引き継がれた名残である。
高速道路
- 北陸自動車道：金沢西IC - 金沢東IC - 金沢森本IC

自動車専用道路
- のと里山海道：粟崎IC

一般国道
- 国道8号
- 国道157号
- 国道159号
- 国道249号（市内全区間が国道159号と重複している）
- 国道304号
- 国道305号（市内全区間が国道157号と重複している）
- 国道359号

一般県道
- 石川県道8号松任宇ノ気線
- 石川県道・富山県道10号金沢湯涌福光線
- 石川県道13号金沢停車場線
- 石川県道17号金沢港線
- 石川県道22号金沢小松線
- 石川県道25号金沢美川小松線
- 石川県道・富山県道27号金沢井波線
- 石川県道45号金沢鶴来線
- 石川県道60号金沢田鶴浜線（通称50m道路）
- 石川県道106号野々市西金沢停車場線
- 石川県道123号東金沢停車場線
- 石川県道146号金沢停車場南線
- 石川県道159号金沢停車場北線
- 石川県道189号額谷三浦線
- 石川県道193号窪野々市線
- 石川県道194号宮永横川町線
- 石川県道195号倉部金沢線
- 石川県道196号上安原昭和町線
- 石川県道197号寺中西金沢線
- 石川県道198号畝田大野線
- 石川県道200号向粟崎安江町線
- 石川県道201号蚊爪森本停車場線
- 石川県道205号八田南森本線
- 石川県道207号倉谷土清水線
- 石川県道209号芝原石引町線
- 石川県道210号清水小坂線
- 石川県道211号二俣古屋谷線
- 石川県道212号中尾津幡線
- 石川県道213号仮生堅田線
- 石川県道215号森本津幡線
- 石川県道299号近岡諸江線

国道・県道以外の主要幹線・バイパス
- 加賀産業道路
- 金沢外環状道路
  - 山側幹線（通称・山側環状。東長江IC以北は歩道がなく、歩行者・軽車両の乗り入れを事実上制限している。さらに金沢森本ICで北陸道と接続している。）
  - 海側幹線（通称・海側環状）

その他、市道を含む、金沢市内の道路には、さまざまな通称名がつけられている。詳しくは金沢市内の通りを参照のこと。

### 港湾
- 金沢港
- 大野港
- 金石港

## マスメディア
新聞
- 北陸中日新聞（中日新聞北陸本社が発行）
- 北國新聞

テレビ
- NHK金沢放送局
- 北陸放送（MROテレビ、JNN系列）
- 石川テレビ放送（FNN・FNS系列）

- テレビ金沢（NNN・NNS系列）
- 北陸朝日放送（HAB、ANN系列）
- 金沢ケーブル（ケーブルテレビ局）

ラジオ
- 北陸放送（MROラジオ、JRN・NRN系列）
- エフエム石川（JFN系列）
- ラジオかなざわ（コミュニティ放送）

フリーペーパー
- ホットペッパー金沢版（リクルート）
- 金沢情報（カラフルカンパニー）
- FAVO金沢版（ストアインク）

※ 全国紙では、朝日新聞、毎日新聞、産経新聞、日本経済新聞の4紙は大阪本社で発行された物が、読売新聞は北陸支社（富山県高岡市、読売新聞東京本社の支社）で発行された物が販売されている。読売新聞については夕刊も発行されている。

## 文化の金沢
金沢市を含む「金沢地域」の観光入込客数は518.7万人（2021年〈令和3年〉）で、兼六園への来客が全体の約17%（88.0万人）を占める。伝統的な建造物や工芸、文化が遺り、「北陸の京都」とも呼ばれるが、江戸期に成立した町であることから江戸の町の典型を遺し、また、京都が伝統文化を対外的な売り物としている「観光都市」であるのに対し、金沢はそれらを生活の中で消費する「文化都市」であるとも一時は言われていたが、2015年の北陸新幹線開通などを受け国際観光都市を目指した街づくりが推進されている。

### 主な観光地
江戸時代に金沢城の庭園として作られた兼六園は、水戸の偕楽園、岡山の後楽園とともに日本三名園とされる。名称「兼六」の由来は、宋代の洛陽名園記が指摘する、庭園にとって両立しがたい六つの特性、宏大と幽邃、人力と蒼古、水泉と眺望を兼ね備えていることによる。兼六園に隣接して江戸末期に建てられた成巽閣は前田家の奥方御殿である。内部の意匠は女性らしい可憐で優美なしつらえや造りとなっている。
この兼六園から百間堀を隔てた金沢城跡には、当時の建造物のうち一部である石川門や三十間長屋などが現存している。この跡地には城の中の大学として金沢大学のキャンパスがあったが、郊外（角間）へ移転した。その後一部の櫓や門、庭園などが当時の技術のままに復元され、一般に公開されている。
市内中心部の長町には石畳に整備された路地に並ぶ武家屋敷跡に野村家庭園があり、加賀友禅の長町友禅館（旧彩筆庵）と並んで内部を見学することができる。中には小さい滝があり、立体的な配置のため街中とは思えない奥行きがある風景を楽しめる。
市内には、犀川と浅野川の二つの川が流れている。浅野川沿いの東山周辺、東の茶屋街（旧東の郭）には江戸時代の遊郭に由来する古い町並みが残る。内部を改装して飲食店などに利用されている家もある。東山ひがし地区と主計町は重要伝統的建造物群保存地区として選定されている。背後にある卯辰山からは市街地から遠く日本海までを見渡すことができる。一方犀川沿いには、にし茶屋街（旧西の郭）がある。
犀川からほど近い寺町の妙立寺は、内部に外敵を避けるための隠し通路や階段などの工夫が施されていることから「忍者寺」と呼ばれ人気がある。海外のガイドブックにも紹介されている。
この他、2010年10月に東山に移転オープンした安江金箔工芸館では金箔の製造工程や箔打ちなどの実演を観ることができる。松根城は市の史跡に指定されている。
2004年に開館した金沢21世紀美術館は市街地の中心部に立地し、現代美術をテーマとした展示を行っている。開館1年で地方都市の公立美術館としては驚異的な157万人の入館者を集め、5周年にあたる2009年には累計入館者数700万人を突破し、兼六園と並ぶ新たな観光資源として注目されている。
金沢市の海に面した地域に大野地区は醤油の産地で、今でも醤油蔵が立ち並んでいる。町並保存地区として独特の風情を楽しむことができる、商業の町である。
近年、台湾を始めとした日本国外からの観光客も増えており、仏ミシュランの2009年3月発行の「ミシュラン・グリーンガイド・ジャポン2009」では、兼六園が3ツ星、金沢21世紀美術館と長町武家屋敷跡の野村家が2ツ星を獲得している。
北陸新幹線の開業により、これまで少なかった関東や東北などからの観光客が増加し、ホテルの建設ラッシュなども進んでいる。

### 行事・イベント
金沢百万石まつりが有名。毎年6月に前田利家の金沢入城を模した行列が街の中を練り歩く。利家役には男性有名人が選ばれている。友禅灯籠流しや百万石踊り流しなどの協賛・関連行事も多く催される。
湯涌地区では、毎年6月30日に氷室開きと呼ばれる藩政期より伝わる伝統行事が行なわれる。
イベントでは、毎年2月初旬にいしかわ四高記念公園で行われるフードピア金沢、毎年5月初旬にクラシック音楽祭のいしかわ風と緑の楽都音楽祭（旧ラ・フォル・ジュルネ金沢）、8月には香林坊から武蔵が辻が歩行者天国となる金沢ゆめ街道が開催される。

### 宗教施設
市内には、神社が330余り、仏教寺院が390余りある。仏教寺院を宗派別に見ると、他宗派が17世紀からほぼ横ばいなのに対して浄土真宗の寺院のみが3倍あまりに増加し、寺院全体の半数を超える210寺が立つ。これは、親鸞の子孫である綽如と巧如の父子が北陸地域へ教線を延ばし、さらに巧如の孫にあたる蓮如が、北陸地域で熱心に布教活動を行ったからといえる。その内の192寺が真宗大谷派である。

#### 神社

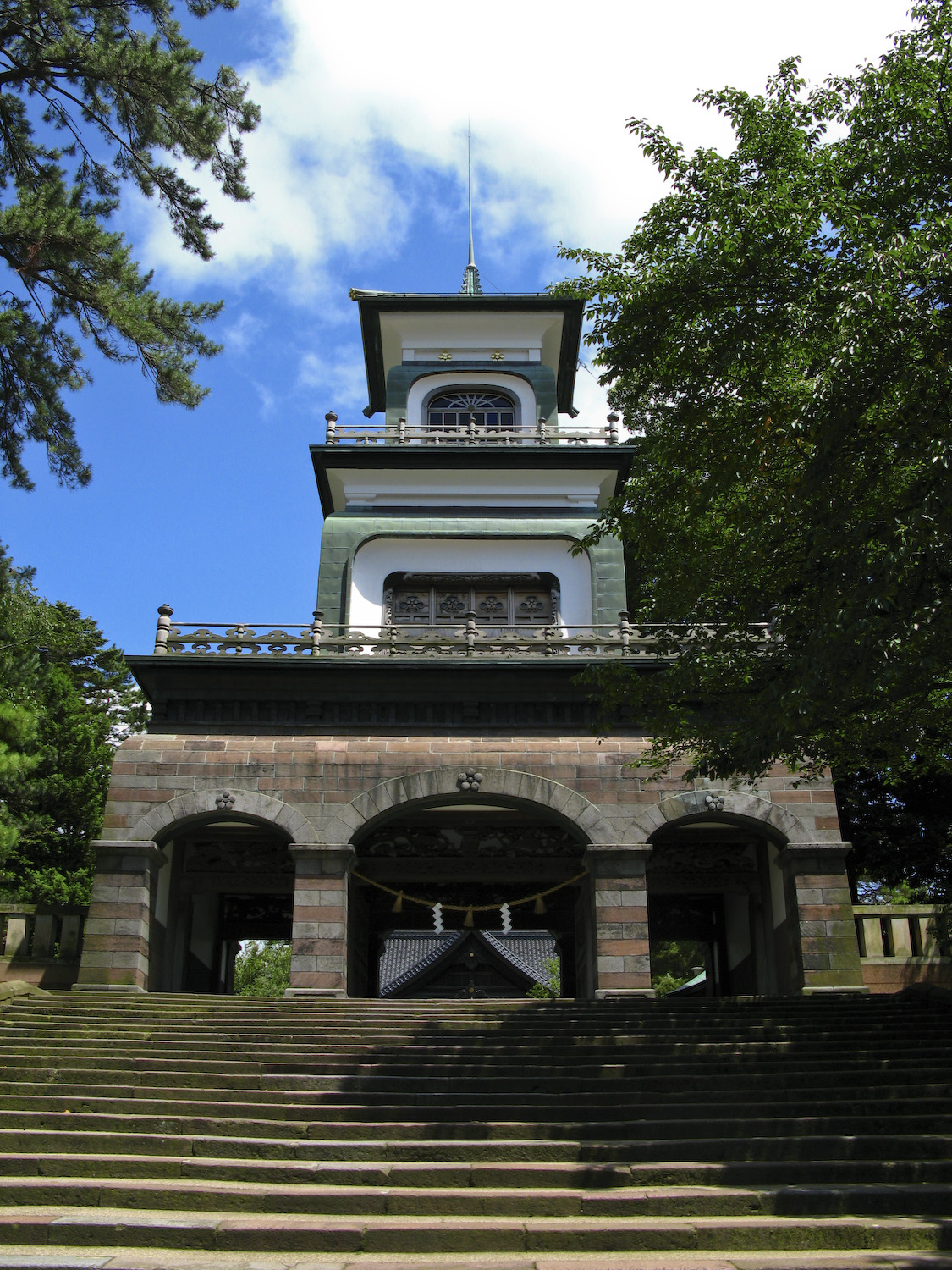
尾山神社。神門三層目の窓に五色のステンドグラスがはめ込まれている。設置されている避雷針は日本最初。

金沢五社
- 宇多須神社
- 小坂神社
- 神明宮
- 椿原天満宮
- 安江八幡宮

その他の主な神社
- 尾山神社（神門は国の重要文化財）
- 石川護国神社
- 大野湊神社
- 石浦神社
- 尾崎神社（本殿などは国の重要文化財）
- 豊国神社
- 金沢神社
- 久保市乙剣宮
- 波自加弥神社
- 中村神社
- 大野日吉神社

#### 寺院
- 卯辰山山麓寺院群 （全性寺、龍国寺など）
- 小立野寺院群 （天徳院、宝円寺、経王寺、妙喜寺など）
- 寺町寺院群 （大蓮寺、妙立寺、伏見寺　西方寺 (金沢市寺町)など）

- 大乗寺（仏殿は国の重要文化財）
- 本泉寺
- 真宗大谷派金沢別院（金沢東別院）
- 浄土真宗本願寺派本願寺金沢別院（金沢西別院）

#### キリスト教会
- カトリック金沢教会（名古屋教区）
- 日本基督教団金沢教会
- 日本基督教団金沢長町教会
- 日本基督教団金沢元町教会
- 日本基督教団金沢南部教会
- 日本基督教団若草教会
- 日本キリスト改革派金沢教会

#### その他
- 創価学会石川文化会館
- 天祖光教金沢教会
- 山田らの集団

### 名産品

#### 料理
- 加賀料理

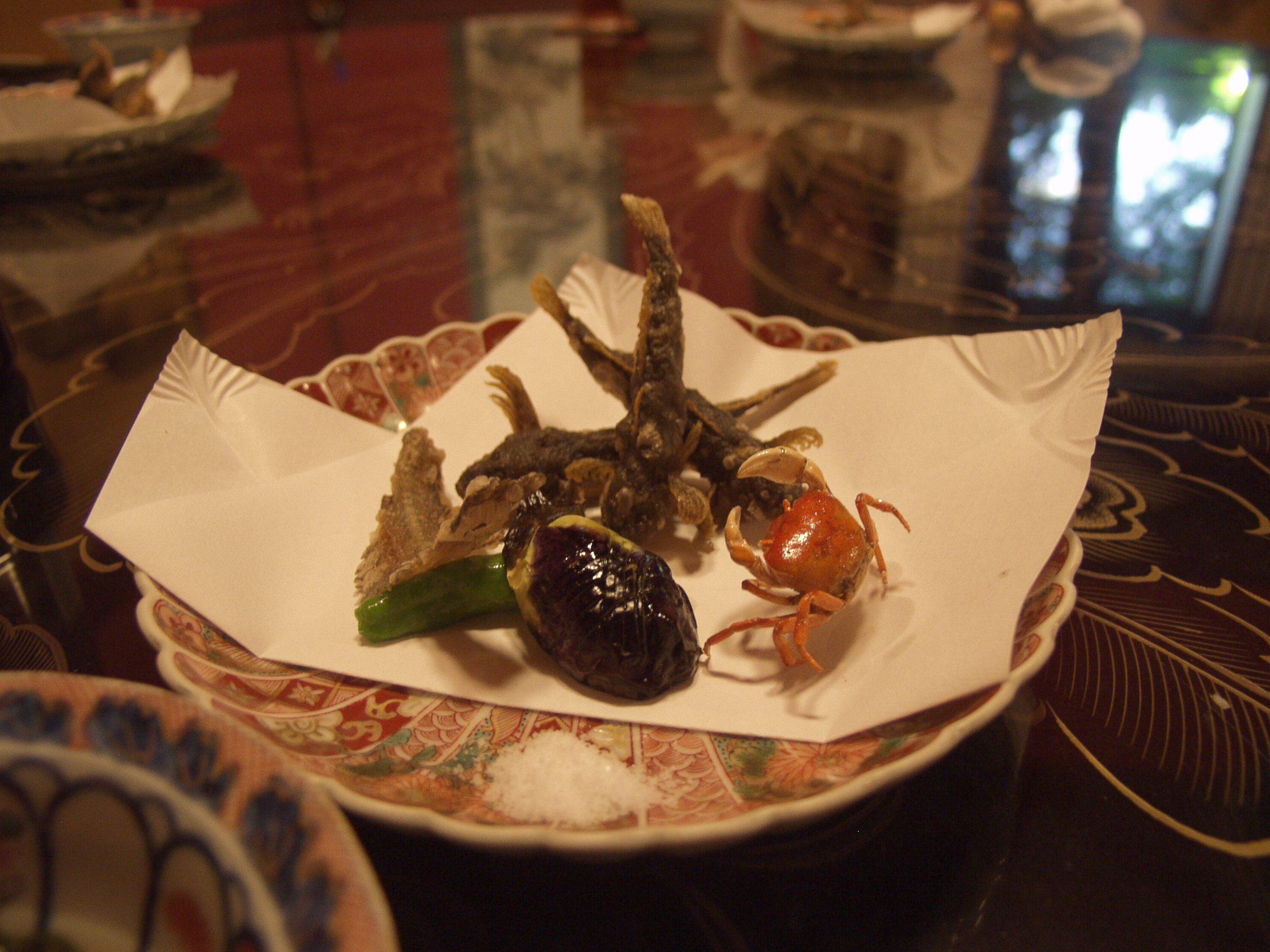
ゴリのから揚げ

  - かぶら寿司（蕪で鰤の塩漬けを挟んで発酵させた熟れ鮨の一種）
  - ゴリ料理（佃煮、唐揚げ、から揚げ、照り焼き、白味噌仕立てのゴリ汁など）
  - じぶ煮（鴨肉を小麦粉にからませ、ダシ汁で煮たもの）
  - 鯛の唐蒸し（鯛に卯の花を詰めて蒸し揚げた料理）
  - 鱈の白子
  - 蓮蒸し（すりおろした加賀れんこんで白身魚や海老、鰻などを包んで蒸しあげた料理）
  - えびす（生姜の入った寒天のだし汁に溶き卵を流し込み、固めた料理。べろべろという名でも市民に親しまれている）
  - なすそうめん
- 笹寿司（笹で包んだ押し寿司）
- くるみの佃煮
- 河豚の卵巣の糠漬け
- 醤油（大野周辺で作られている。他の産地の醤油に比べ、くどさがあまりなく甘いのが特徴）
- 麸（不室屋）

#### 菓子
金沢では加賀藩が茶菓子作りを奨励したため高度な菓子文化が育まれ、京都市や松江市などと並ぶ「日本三大菓子処」として知られてきた。正月に食べる福梅、辻占や、初夏に食べる氷室饅頭、婚姻の際に振舞われる五色生菓子や金花糖などのいわゆる縁起菓子は、菓子文化の成果の一つといえよう。
市内には今でも「森八」、「諸江屋」、「俵屋」、「柴舟小出」、「村上」といった和菓子の老舗が至る所にある。特に森八で作られている長生殿は日本三名菓の一つである。
- 愛香菓
- あんころ餅
- 梅鉢最中
- 鬼くるみ佃煮最中
- 加賀種の最中
- 金花糖
- くるみ松風
- 黒羊羹
- 柴舟
- じろ飴
- 千歳
- 長生殿
- 辻占
- きんつば
- 花うさぎ
- 氷室饅頭
- 福梅
- ふくさ（袱紗）
- 福徳せんべい
- わり氷ほか

#### 日本酒
- 加賀鳶（福光屋）
- 黒帯（福光屋）

- 福正宗（福光屋）
- 日榮（中村酒造）

- 加賀雪梅（中村酒造）
- 加賀鶴（やちや酒造）

- 御所泉（武内酒造店）

#### 海産物
- 甘エビ
- 加能ガニ

- 寒ブリ
- 香箱ガニ（ズワイガニの雌）

- ノドグロ
- メギス

#### 農作物
- 加賀野菜
  - 打木赤皮甘栗かぼちゃ
  - 源助だいこん
  - さつまいも（五郎島金時など）
  - 二塚からしな
  - せり
  - 加賀太きゅうり
  - 加賀つるまめ
  - ヘタ紫なす
  - 加賀れんこん
  - 金沢一本太ねぎ
  - たけのこ
  - 金時草
  - 赤ずいき
  - くわい
  - 金沢春菊

- 金沢すいか
- ルビーロマン
- 加賀しずく
- ひゃくまん穀
- 加賀棒茶

#### 土産品
- 金箔打紙製法あぶらとり紙
- 郷土玩具
  - 加賀人形
  - 加賀獅子頭
  - 加賀八幡起き上がり
  - 米食いねずみ

#### Ｂ級グルメ
- ハントンライス（ライスの上に、魚のフライやヒレカツなどの揚げ物と半熟の卵をのせた料理）
- 金沢カレー
- 8番らーめん
- らーめん世界
- ホワイト餃子
- 金沢おでん（梅貝や車麩、蟹面などの具材が特徴）

### 伝統工芸
金沢市では数多くの伝統産業が継承されている。
- 金沢箔（国内シェア 金箔98%、銀箔100%）
- 加賀友禅
- 金沢漆器
- 金沢仏壇
- 九谷焼
- 加賀刺繍
- 加賀象嵌
- 加賀水引
- 金沢表具
- 金沢和傘
- 加賀毛針
- 加賀提灯
- 二俣和紙

#### 伝統芸能
- 加賀宝生（宝生流能楽）
- 金沢素囃子（邦楽）
- 加賀鳶
- 加賀万歳

### 温泉
金沢温泉郷
- 湯涌温泉
- 犀川峡温泉
- 深谷温泉
- 曲水温泉

その他
- 有松温泉
- 石引温泉
- 円光寺温泉
- オータム天然温泉
- 金石温泉
- 金城温泉
- みろく温泉
- 銭がめ温泉
- 白鳥路温泉

### スポーツチーム
- ツエーゲン金沢（Jリーグ）- ホームスタジアムは金沢ゴーゴーカレースタジアム。
- 石川ミリオンスターズ（独立リーグ・日本海リーグ）- 本拠地は定めていないが、主たるホーム試合開催野球場として金沢市民野球場を使用している。
- 金沢武士団 - バスケットボールクラブ

### その他
- 都市景観100選
  - 兼六園周辺文化ゾーン地区
- 日本の音風景100選
  - 本多の森の蝉時雨
  - 寺町寺院群の鐘
- 日本100名城
  - 金沢城
- 人と自然が織りなす日本の風景百選
  - 金沢の兼六園・雪つり風景
- 若い力（金沢市の市技的な扱いと考えられている）
- カナザワ映画祭（金沢市中心部で開催される映画祭）

## 金沢市を舞台とした作品

### 唱歌
- 『鉄道唱歌第四集北陸篇』（1900年10月）
  - 作者の大和田建樹は、上野から米原まで移動する過程において、北陸の都会として栄えた金沢には新潟とともに重点をおき、4番を割いて歌っている。

56.津幡にかえり乗り換えて ゆけば金沢ステーション 百万石の城下とて さすが賑う町のさま
57.名も兼六の公園は 水戸岡山と諸共に かぞえられたる吾（わが）国の 三公園の其（その）一つ
58.柳みどりに花赤く おちくる滝の水白し 雲にそびゆる銅像は 西南役の記念碑よ
59.第九師団も県庁も 皆此（この）町にあつまりて 海の外（ほか）までひびきたる その名物は九谷焼

### 歌謡曲
- あゝ金沢城（三橋美智也）
- あゝ前田利家公（藤間大助）
- 浅野川慕情（竹下景子/中村勘九郎）
- 女の金沢（三島敏夫）
- 加賀の女（北島三郎、1969年7月）
- 金沢加賀人形（金沢景子）
- 金沢情話（三條正人、1985年8月）
- 金沢情話〜原作 滝の白糸（泉鏡花）より〜（金田たつえ、1996年6月）
- 金沢の雨（城之内早苗、1987年10月）
- 金沢の雨（川中美幸、2006年12月）
- 金沢のひと（森雄二とサザンクロス）
- 金沢の夜（都はるみ）
- 金沢ブルース（加賀ひとみ）
- 金沢望郷歌（松原健之、2005年9月）
- 金木犀の匂う道（鈴木宏子）
- 恋はショッキング・ブルー（長沢由利香）
- 香林坊節（父2、2004年4月）
- 香林坊ブルース（西田佐知子、1967年11月）（相川美保、2004年6月）
- 桜橋から（松原健之、2006年6月）
- 青春の旅（芹洋子）
- 花紀行（荒井由実、1975年6月）（平川地一丁目、2006年5月）（村上ゆき、2006年7月）
- ビュッフェにて（松任谷由実、1981年11月）
- 滝の白糸（石川さゆり、1988年6月）
- 友禅流し（牧村三枝子、1989年11月）
- 冷夏（菅原洋一）

### テレビドラマ
- 誘惑（TBS・金曜ドラマ、1990年）
- 利家とまつ〜加賀百万石物語〜（NHK・大河ドラマ、2002年）
- 京都金沢殺人事件シリーズ（日本テレビ・火曜サスペンス劇場、2002年 - 2005年）
- 花嫁のれん（東海テレビ・昼ドラ、2010年 - 2015年）
- 心の糸（NHK名古屋放送局、2010年）
- 金沢のコロンボ（テレビ東京・水曜ミステリー9、2014年 - 2016年）
- まれ（NHK・連続テレビ小説、2015年）
- 私たちはどうかしている（日本テレビ・水曜ドラマ、2020年）

### 文学
- 金沢にて（芥川龍之介）
- 義血侠血（泉鏡花）
- 予備兵（泉鏡花）
- 薬草取（泉鏡花）
- 照葉狂言（泉鏡花）
- 由縁の女（泉鏡花）
- 縷紅新草（泉鏡花）
- 浅の川暮色（五木寛之）
- 金沢望郷歌（五木寛之）
- 朱鷺の墓（五木寛之）
- ステッセルのピアノ（五木寛之）
- 聖者が街へやって来た（五木寛之）
- 北の海（井上靖）
- 金沢殺人事件（内田康夫）
- さすらひ（尾山篤二郎）
- 名もなき道を（高橋治）
- 出帆（竹久夢二）
- 山へよする（竹久夢二）
- 感傷的の事（徳田秋声）
- ユージニア（恩田陸）
- 光を追うて（徳田秋声）
- 挿話（徳田秋声）
- 町の踊り場（徳田秋声）
- 金沢の思ひ出（中原中也）
- 火にも水にも（深田久弥）
- ゼロの焦点（松本清張）
- 美しい星（三島由紀夫）
- 雪の喪章（水芦光子）
- いのちの停車場（南杏子）
- 抒情小曲集（室生犀星）
- 幼年時代（室生犀星）
- 性に目覚める頃（室生犀星）
- 杏っ子（室生犀星）
- 青い靴（森山啓）
- 夜明け前に会いたい（唯川恵）
- 病む月（唯川恵）
- 北陸冬景（与謝野晶子）
- 北陸秋景（与謝野晶子）
- 金沢（吉田健一）
- ボトルネック（米澤穂信）

### 映画・演劇
- 瀧の白糸（1933年映画化、監督：溝口健二）
- 加賀騒動（1953年映画化、監督：佐伯清）
- 杏っ子（1958年映画化、監督：成瀬巳喜男）
- トラック野郎・度胸一番星（1977年映画、監督：鈴木則文）
- 白夜わが愛（1979年、宝塚歌劇団によりミュージカル化）
- 愛情物語 (1984年の映画)（1984年映画化、監督：角川春樹）
- 恋する女たち（1986年映画化、監督：大森一樹）
- 黒い家（1999年映画化、監督：森田芳光）
- 大河の一滴（2001年映画化、監督：神山征二郎）
- 手紙（2003年映画化、監督：松尾昭典）
- 吉祥天女（2007年映画化、監督：及川中）
- しあわせのかおり（2008年映画化、監督：三原光尋）
- ゼロの焦点（2009年映画化、監督：犬童一心）
- 武士の家計簿（2010年映画化、監督：森田芳光）
- リトル・マエストラ（2013年映画化、監督：雑賀俊郎）※ただし、石川県内のみ2012年12月1日より先行上映[181]
- 武士の献立(2013年映画化、監督:朝原雄三)
- いのちの停車場（2021年映画化、監督：成島出）[182][183]

### 漫画
- 異国の花守 （波津彬子）
- 金田一少年の事件簿 （第22 - 23巻、黒死蝶殺人事件）（さとうふみや）
- ジュリエットの卵 （吉野朔実）
- 花の慶次 -雲のかなたに-（原哲夫）
- 僕は旅をする （今市子）
- かくかくしかじか （東村アキコ）

### アニメ
- センチメンタルジャーニー（第9話 保坂美由紀〜私らしく明日へ〜） （1998年6月10日、テレビ東京）
- .hack//Liminality（Vol.1 .hack//Liminality in case of MINASE,Mai） （2002年6月20日発売、OVA）
- よみがえる空 -RESCUE WINGS- （2006年1月8日 - 3月26日、テレビ東京）
- 電脳コイル（2007年5月12日 - 12月1日、NHK）
- Angel Beats! （2010年4月2日 - 2010年6月26日、CBC）
- 花咲くいろは （2011年4月3日 - 2011年9月25日、P.A.WORKS・花いろ旅館組合）
- 青春ブタ野郎はバニーガール先輩の夢を見ない（第13話 明けない夜の夜明け）（2018年12月17日、CloverWorks・青ブタ Project）

### ゲーム
- ラブライブ!蓮ノ空女学院スクールアイドルクラブ

## 金沢市出身の有名人

### 政財界
- 東良子（軍人）
- 安宅弥吉（実業家、安宅産業創業者）
- 阿部信行（軍人、政治家、第36代内閣総理大臣）
- 井口在屋（実業家、機械工学者、荏原製作所創業者）
- 石黒武重（政治家、民主党初代幹事長）
- ヘルベルト・ヴォールファールト（軍人）
- 浦茂（軍人、実業家、第5代航空幕僚長）
- 岡田直樹（参議院議員、内閣府特命担当大臣）
- 岡良一（元金沢市長）
- 奥田建（元衆議院議員、元国土交通副大臣）
- 小竹凱（衆議院議員）
- 桂木鉄夫（元衆議院議員）
- 木谷高明（実業家、ゲームクリエイター）
- 小堀秀毅（実業家、旭化成社長）
- 小倉正恒（実業家、第6代住友財閥総理事）
- 北元喜雄（実業家、北陸大学理事長、エフエム石川社長）
- 沓掛哲男（元衆議院議員、第74代国家公安委員会委員長）
- 杉森務（実業家、ENEOSホールディングス会長、日本経団連副会長）
- 伍堂卓雄（軍人、政治家、実業家、鉄道大臣、商工大臣、農林大臣）
- 田中美絵子（元衆議院議員、石川県議会議員）
- 田村敏和（白山市長）
- 永井柳太郎（政治家、鉄道大臣、逓信大臣、拓務大臣）
- 河村征治（実業家、アイエムエムフードサービス創業者）
- 長田哲也（石川県議会議員、元北陸放送アナウンサー）
- 中橋徳五郎（政治家、実業家、文部大臣、商工大臣、内務大臣）
- 野口遵（実業家、日窒コンツェルン創業者）
- 野村秀輝（実業家、株式会社ビューティガレージ代表取締役CEO兼COO）
- 畠山一清（実業家、機械工学者、荏原製作所創業者）
- 早川千吉郎（政治家、実業家、南満州鉄道総裁）
- 林銑十郎（軍人、政治家、第33代内閣総理大臣）
- 林屋亀次郎（実業家、政治家、国務大臣）
- 南喜一（実業家、元国策パルプ会長）
- 安江良介（編集者、元岩波書店社長）
- 安田真理（杉並区議会議員、フリーアナウンサー、元石川テレビ放送アナウンサー）
- 山岡順太郎（実業家、大阪商工会議所第8代会頭、関西大学学長）
- 山科直治（実業家、元バンダイ創業者）
- 山科誠（実業家、元バンダイ・日本BS放送社長）
- 山出保（元金沢市長）
- 米原於菟男（元衆議院議員、元石川新聞社社長）

### 官界
- 梅澤捨次郎 - 建築家、台湾総督府の技師[注釈 16]
- 小堀紀久生（人事院事務総長）
- 堂道秀明（駐インド大使、駐イラン大使、外務省中東アフリカ局長）
- 八田與一（台湾総督府技官）

### 学界
- 浅野輔（翻訳家）
- 荒木田岳（歴史学者）
- 伊藤秀史（経済学者）
- 今井翔太（工学者）
- 江上信雄（生物学者）
- 遠藤浩一（評論家）
- 沖中重雄（医学者）
- 奥村善久（工学者）チャールズ・スターク・ドレイパー賞受賞
- 勝尾金弥（児童文学者）
- 鏑木政岐（天文学者）
- 木越治（日本近世文芸研究者）
- 北島多一（細菌学者）
- 木村栄（天文学者）
- 小出義夫（物理学者）
- 越村信三郎（経済学者、会計学者）
- 古瀬大六（経済学者）[注釈 17]
- 小松勇作（数学者)
- 佐口透（歴史学者）
- 櫻井錠二（化学者、帝国学士院院長）
- 佐々木直次郎（英文学者）
- 真田弘美（看護学者）
- 澤野雅彦（経営学者）
- 清水澄（憲法学者）
- 下坂守（歴史学者）
- 下谷政弘（経済学者）
- 鈴木大拙（思想家）
- 高橋順太郎（医学博士、東京帝国大学初代薬物学教授）
- 高柳真三（法学者）
- 竹内外史（数学者）
- 谷口吉郎（建築家、建築史家）
- 辻彰（薬剤学者）
- 南部健一（工学者）
- 林屋辰三郎（歴史家）
- 林勇二郎（工学者）
- 原龍三郎（工学者）
- 藤井健次郎（植物学者、帝国学士院会員）
- 藤岡東圃（国文学者）
- 廣瀬幸雄（工学者）
- 蓬茨霊運（天文学者、宇宙物理学者）
- 北条かや（社会学者）
- 北条時敬（教育者、数学者）
- 三宅雪嶺（哲学者、評論家）
- 山川均（考古学者）
- 山本義一（気象学者）
- 芳井研一（歴史学者）
- 輪島裕介（音楽学者）

### 芸術
- 安宅夏夫（文筆家）
- 五十嵐浩一（漫画家）
- 泉鏡花（小説家）
- 筏井竹の門（俳人、俳画家）
- 松宮寒骨（俳人、広告研究家）
- 十代大樋長左衛門（陶芸家、文化功労者、名誉市民）
- 大樋年雄(十一代大樋長左衛門)（陶芸家）
- 大場松魚（蒔絵、人間国宝）
- 岡井直道(演出家)
- 花郁悠紀子（漫画家）
- 賀古残夢（映画監督）
- 片岡安（建築家、名誉市長）
- 鴨居玲（洋画家）
- かんべむさし（小説家）[注釈 18]
- 北野恒富（日本画家）
- 小石雄一（著作家）
- 桐野夏生（小説家）
- 柴野拓美（翻訳家、SF作家）
- 高光一也（洋画家、日本芸術院会員）
- 谷口吉郎（建築家）
- 寺井直次（蒔絵、人間国宝）
- 徳田秋声（小説家）
- 中川衛（彫金、人間国宝）
- 中西悟堂（歌人、詩人、野鳥研究家）
- 蓮田修吾郎（鋳金、日本芸術院会員）
- 波津彬子（漫画家）
- 氷見晃堂（木工芸、人間国宝）
- 松下茂典（スポーツライター）
- 松田権六（蒔絵、人間国宝、日本芸術院会員）
- 水芦光子（小説家）
- 室生犀星（詩人、小説家）
- 恵広史（漫画家）
- 森川久美（漫画家）
- 唯川恵（小説家）
- 吉田三郎（彫刻家）
- 若林哲哉 (俳人)

### 芸能・マスコミ
- 相川美保（歌手）
- 安宅美春（ミュージシャン）
- 阿部夢梨 (SUPER☆GiRLS)
- 有村美香（TBS元アナウンサー）
- 五十嵐正 (音楽評論家)
- 伊阪達也（俳優）
- 石川雅宗（俳優）
- 井上あずみ（歌手）
- 今村つばさ（歌手）
- 潮哲也（俳優）
- 牛丸謙壱 (テレビプロデューサー・演出家)
- 大森洋平（シンガーソングライター）
- 鹿賀丈史（俳優）
- 加藤慎一（フジファブリック、ベーシスト）
- 角野達洋（北陸放送アナウンサー）
- 亀井和恵（元NHK金沢放送局キャスター）
- 嘉門洋子（タレント）
- 川田亜子（元TBSアナウンサー）
- 北川和歌子（俳優、脚本家）
- こしじまとしこ（capsule、歌手）
- 越村江莉（ファッションモデル、ローカルタレント）
- 櫻井陽菜（声優）
- 篠井英介（俳優）
- 塩谷瞬（俳優）
- 新谷良子（声優）
- 洲崎綾（声優）
- 高倉美貴（俳優）
- 高田麻衣子（プロ雀士）
- 竹村優香（フリーアナウンサー、元テレビ金沢アナウンサー）
- 田中美里（俳優）
- 鶫真衣（軍人（陸上自衛官）、歌手）
- 徳永有美（フリーアナウンサー、元テレビ朝日アナウンサー）
- 中田ヤスタカ（capsule、音楽プロデューサー）
- 奈良美也子（元宝塚歌劇団花組男役トップスター、日本舞踊家）
- 西川章久（ラジオパーソナリティ、元北陸放送アナウンサー）
- nishi-ken（作曲家）
- 新田さちか（女優、ファッションモデル、タレント）
- 野崎真助（ドラマー）
- 野崎森男（ベーシスト）
- 能登麻美子（声優）
- 林芽亜里（モデル）
- 速水健朗（ライター、編集者）
- 福島彩乃（元北陸放送アナウンサー）
- 藤乃あおい（グラビアアイドル）
- 二木あつ子（ラジオパーソナリティ）
- 保科有里（歌手）
- 前田明日香（ラジオパーソナリティ）
- 松岡理恵（ラジオパーソナリティ、元エフエム石川アナウンサー）
- 松田亜希（フリーアナウンサー、元NHK金沢放送局キャスター、元チューリップテレビアナウンサー）
- 南あずさ（フリーアナウンサー）
- 矢尾一樹[184]（声優）
- 横須賀よしみ（俳優）
- 吉田日出子（俳優）
- 若林加奈（歌手）

### スポーツ
- 泉圭輔（プロ野球・読売ジャイアンツ投手）
- 井波靖奈（元プロサッカー選手、ジュビロ磐田）
- 炎鵬友哉（大相撲力士）
- 大島鎌吉（陸上競技選手、ロサンゼルスオリンピック銅メダリスト）
- 大ノ川甚太郎（元大相撲力士、元小結）
- 大松尚逸（プロ野球・東京ヤクルトスワローズ内野手）
- 大矢剛功（プロレスラー）
- 笠間雄二（プロ野球・元阪神タイガース捕手）
- 金森栄治（プロ野球・元阪神タイガース他外野手、BCリーグ・元石川ミリオンスターズ監督）
- 北一真　(プロサッカー選手、元ザスパクサツ群馬GK)
- 北川ひかる（女子サッカー・浦和レッズレディース所属）
- 北野良栄（プロ野球・元福岡ソフトバンクホークス捕手、競輪選手）
- 北村拓己（プロ野球・読売ジャイアンツ内野手）
- 兼六山鉄太郎（元大相撲力士）
- 越川優（バレーボール選手、パッラヴォーロ・パドヴァ所属）
- 小嶋敬二（競輪選手）
- 小西浩文（登山家）
- 坂井宏朱（オートレース選手）
- 杉林孝法（陸上競技選手）
- 角居勝彦（日本中央競馬会栗東所属調教師）
- 高木貴弘（元プロサッカー選手GK）
- 辻武史（プロ野球・元福岡ソフトバンクホークス外野手）
- 出島武春（元大相撲力士、元大関）
- 髙立直哉（元大相撲力士）
- 突光力和樹（元大相撲力士）
- 若左倉与吉（元大相撲力士）
- なつみ知香（元女子プロレスラー）
- 中野蘭菜（トランポリン選手、金沢星稜大学在学中）
- 中野紘志（ボート選手、新日鐵住金所属）
- 西川健太郎（プロ野球・元中日ドラゴンズ投手）
- 野村直矢（プロレスラー）
- 橋本晃司（プロサッカー選手、水戸ホーリーホック所属）
- イゴール・フラガ（レーシングドライバー、eスポーツプレーヤー[注釈 19]）
- 増田章（空手家）
- 舛田圭太（バドミントン選手）
- 松本薫（女性柔道家）
- 湊川四良兵衞（元大相撲力士）
- 宮國椋丞（プロ野球・元読売ジャイアンツ他投手[注釈 20]）
- 宮地惟友（プロ野球・元国鉄スワローズ投手）
- 村田勝喜（プロ野球・元福岡ダイエーホークス他投手）
- 村松有人（プロ野球・元福岡ソフトバンクホークス外野手）
- 山本省吾（プロ野球・元大阪近鉄バファローズ投手）
- 由田慎太郎（プロ野球・元オリックス・バファローズ外野手）